# Città del Messico
Città del Messico (in spagnolo Ciudad de México, in sigla CDMX; in nahuatl Āltepētl Mēxihco) è la capitale del Messico e una delle trentadue entità federative dello stato federale. Fino al 31 gennaio 2016 era denominata ufficialmente Distrito Federal (abbreviato D.F.); in italiano è talora chiamata Città di Messico. Centro politico, economico e culturale, raccoglie un decimo della popolazione nazionale e occupa una decima parte della Valle del Messico nel centro-sud del Paese, su un'area che era parte della conca lacustre del lago di Texcoco.  Si tratta della più grande città del Paese, nonché una delle città più popolose del mondo, la seconda città più popolosa del continente americano dopo San Paolo, ed è in assoluto, la più popolosa città ispanofona, con 8 851 080 abitanti nel 2010. Con il passare dei secoli la città ha inglobato numerosi villaggi e cittadine che si trovavano nelle vicinanze, tanto che all'inizio del XXI secolo l'area metropolitana usciva dai confini del Distretto Federale estendendosi su 40 comuni dello Stato del Messico e un comune dello Stato di Hidalgo. La zona metropolitana della città era abitata nel 2005 da circa 19 311 365 abitanti registrati, circa il 20% dell'intera popolazione del Messico. Nel 2007 fu stimata una popolazione di 9 755 980 abitanti per la città e 24 748 250 per l'area metropolitana.  Secondo il rapporto urbanistico delle Nazioni Unite, la zona metropolitana di Città del Messico è l'agglomerato urbano più grande dell'emisfero occidentale e il secondo più grande del mondo dopo Tokyo. La città conta, inoltre, più di 500 grattacieli. Con 8 punti è una città globale di classe beta. Le enormi dimensioni della città si caratterizzano per una larghezza in latitudine di più di 50 km e in longitudine di 35 km.

## Geografia fisica

### Idrografia

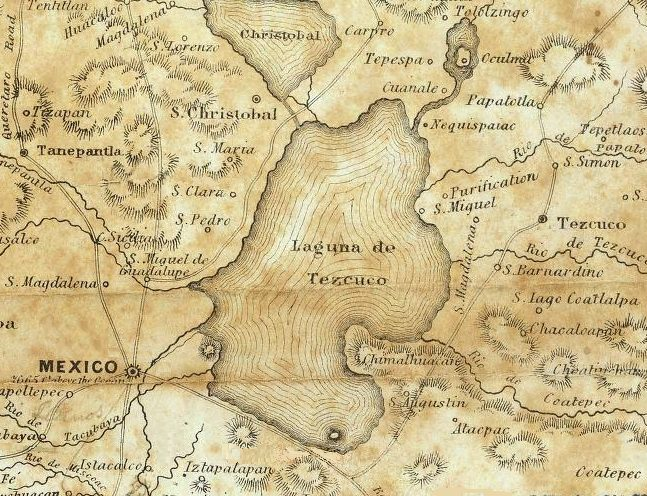
Lago di Texcoco

Anticamente una buona parte del territorio del Distretto Federale era occupato da un sistema di laghi. La conca del Messico era una conca chiusa, che fu aperta per opera dell'uomo. La decisione di prosciugare il sistema lacustre fu presa all'epoca del vicereame, anche se le opere furono realizzate in conseguenza dell'inondazione del 1629.
Il 17 marzo 1900, il presidente Porfirio Díaz inaugurò il sistema di drenaggio della valle, che continua a funzionare impedendo all'acqua di riformarsi nel sottosuolo della città. Gli ultimi resti del lago si trovano a Xochimilco e Tláhuac.
A partire dalla costruzione delle grandi opere che avevano come proposito il prosciugamento dei laghi, la conca del Messico rimase integrata artificialmente alla conca del fiume Moctezuma, che forma parte della regione idrologica del fiume Panuco. L'espulsione delle richieste idriche hanno provocato la sparizione dei resti del lago. Durante il XIX secolo sono spariti vari laghi e falde acquifere tra le quali quelle di Chapultepec. Dagli anni ottanta i canali di Xochimilco sono alimentati con acque trattate.
L'acqua dei fiumi che ancora oggi bagnano il Distretto Federale passa dal Lago di Texcoco o dal Gran Canale per essere drenata e poi avviata verso il golfo del Messico.

### Rilievi geografici
Secondo l'istituto nazionale di statistica, geografia e informatica INEG, il territorio del Distretto Federale si trova in una zona geologica di Laghi e vulcani. Il limite Nord del distretto federale è dato dalla Sierra de Guadalupe che comprende anche il monte del Tepeyac. Il limite centro-orientale del distretto è dato dalla Sierra de Santa Catarina, una catena di vulcani spenti il cui punto più alto è il vulcano Guadalupe che arriva a 2780 metri sopra il livello del mare. In alcune descrizioni della capitale è incluso il cerro de la Estrella come parte di Santa Catarina.

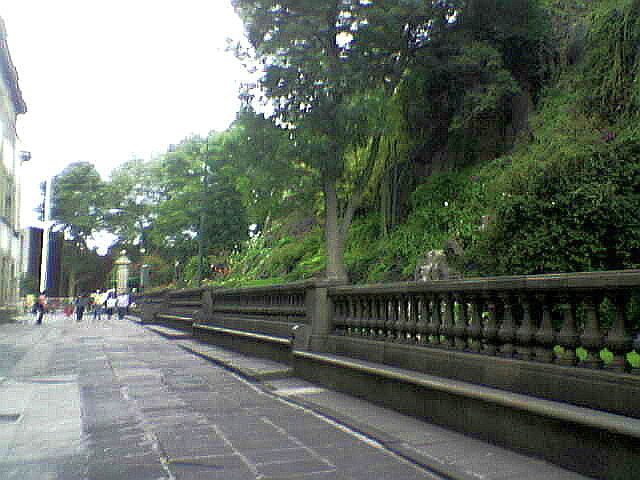
Monte del Tepeyac (Piede)

La pianura della Valle del Messico, nel quale abitano la maggior parte dei cittadini del Distretto Federale è interrotta solo da piccoli monti, dei quali si ricordano il peñón de los Baños situato vicino all'Aeroporto Internazionale di Città del Messico, più a sud si alza il peñón Viejo.
A ponente della città si alza il monte di Chapultepec, è un piccolo monte che segna l'inizio delle piccole catene che corrono da ovest fino a sud/est del distretto e separano la valle del Messico dalla valle di Toluca e di Morelos. Il monte de las Cruces è parte di questo sistema, da questo monte nascono la maggior parte dei fiumi che passano dal Distretto.
A Oriente si trova il vulcano Ajusco, che è la montagna più alta del distretto, e dà il suo nome alla catena che chiude la conca del Messico a sud. Questa catena montuosa appartiene al Eje Neovolcánico che anche prende il nome di Chichinautzin, Tláloc y Teuhtli.

### Clima e ambiente

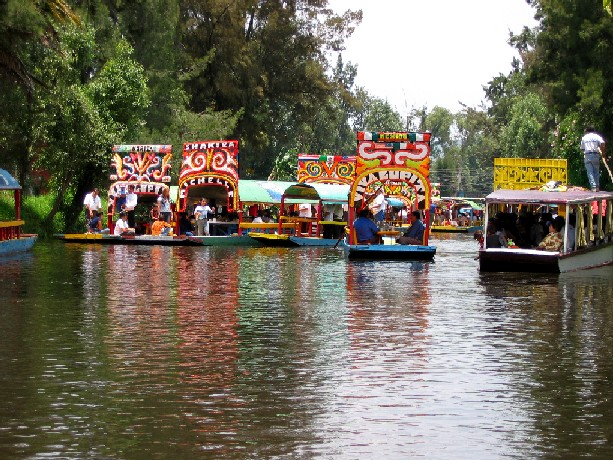
Canali di Xochimilco patrimonio dell'umanità dal 1987

La presenza di alte montagne intorno alla Valle del Messico è un fattore che impedisce il passaggio delle nubi di pioggia che provengono dal golfo del Messico e dall'Oceano Pacifico. Per questo nella capitale le precipitazioni non sono abbondanti. La stagione umida nel distretto parte da maggio fino a novembre, e la piovosità è molto maggiore nei mesi da giugno ad agosto.
L'avanzare della macchia urbana ha messo in pericolo tutti gli ecosistemi che esistono nella Valle del Messico. I primi a soffrire la depredazione umana furono i laghi, seguirono i boschi e tutta la fauna lacustre. Dalle montagne sono sparite tutte le principali specie di mammiferi, specialmente i cervi.
Verso gli anni ottanta, la situazione ambientale di Città del Messico era sull'orlo di un disastro ecologico. L'accrescimento dell'attività industriale ha fatto dell'atmosfera di Città del Messico una delle più contaminate del pianeta.
Le prime misure prese per risanare un po' la situazione furono l'introduzione di un sistema di monitoraggio dell'aria conosciuto come IMECA e l'adozione della circolazione veicolare a targhe alterne.
Nel 1986, più di metà del territorio della città fu dichiarato area di riserva ecologica.

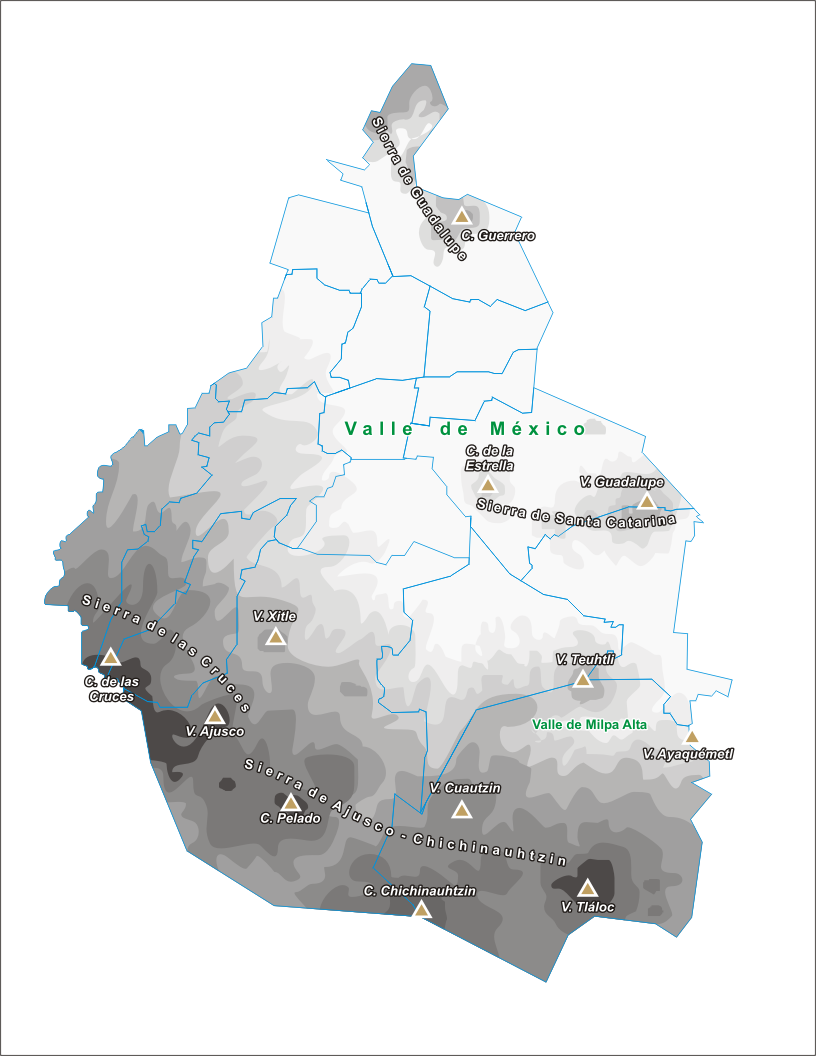
Rilievi
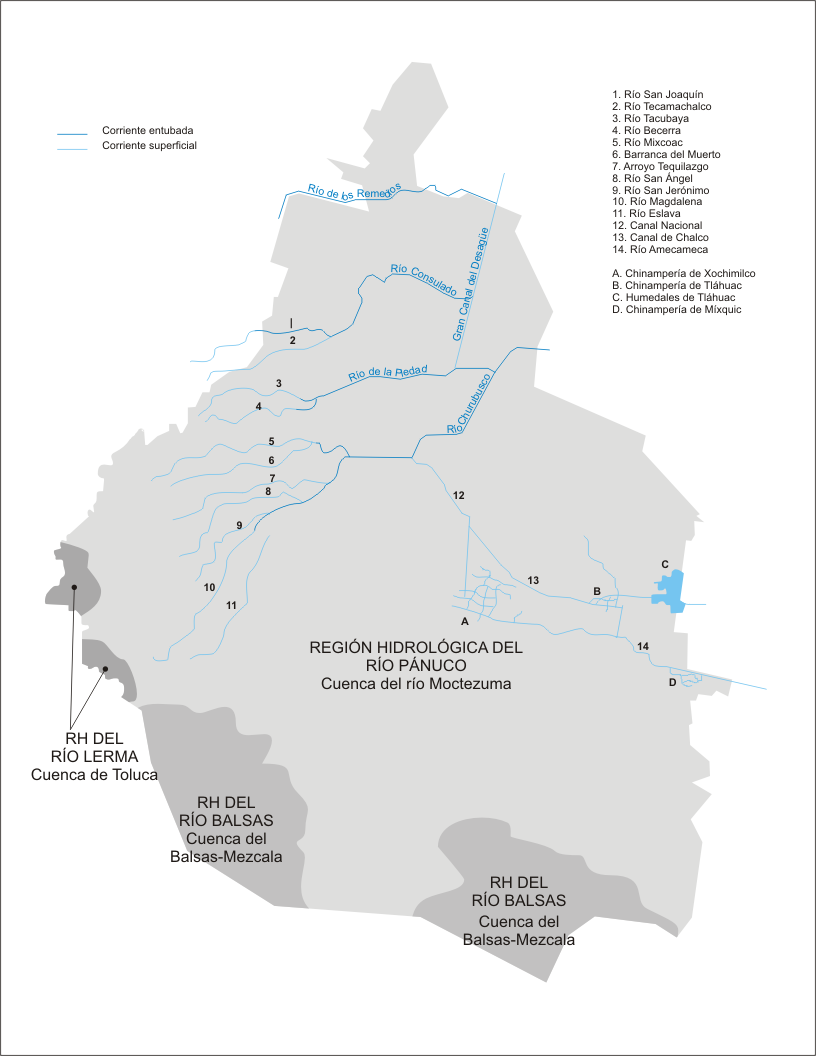
Idrologia
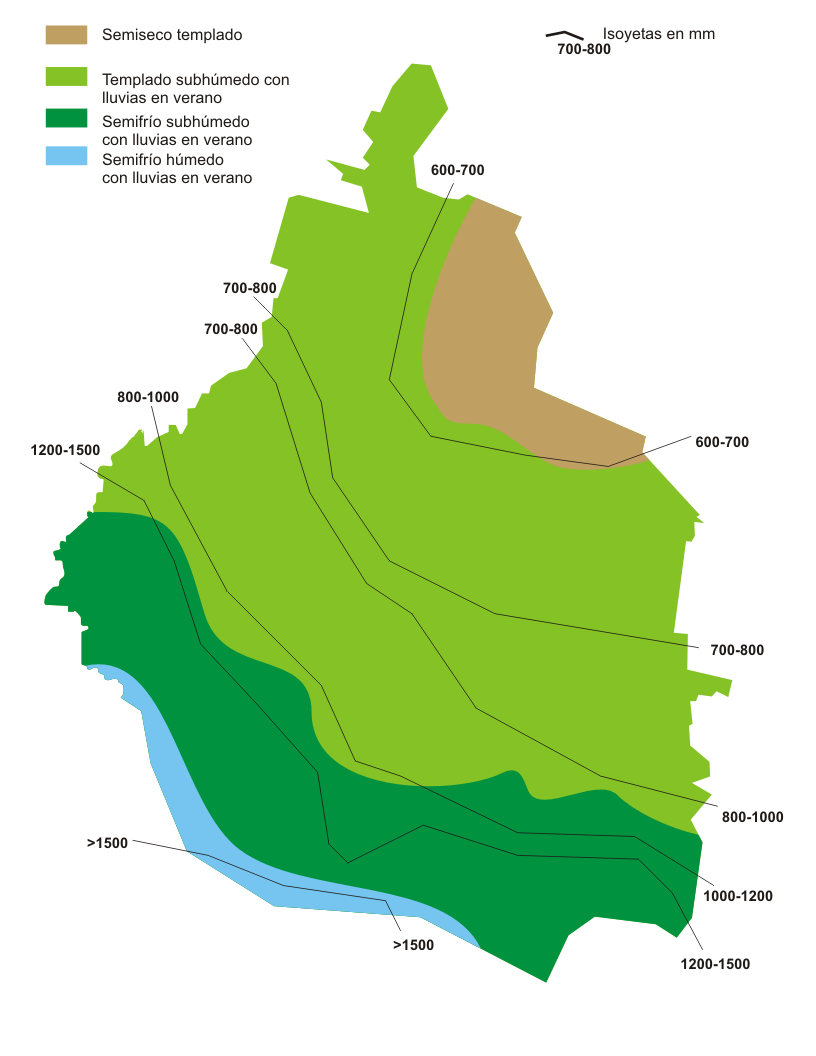
Clima

| Tacubaya (1981-2000)         | Mesi  | Mesi  | Mesi  | Mesi  | Mesi  | Mesi  | Mesi  | Mesi  | Mesi  | Mesi  | Mesi  | Mesi  | Stagioni | Stagioni | Stagioni | Stagioni | Anno    |
| Tacubaya (1981-2000)         | Gen   | Feb   | Mar   | Apr   | Mag   | Giu   | Lug   | Ago   | Set   | Ott   | Nov   | Dic   | Inv      | Pri      | Est      | Aut      | Anno    |
| ---------------------------- | ----- | ----- | ----- | ----- | ----- | ----- | ----- | ----- | ----- | ----- | ----- | ----- | -------- | -------- | -------- | -------- | ------- |
| T. max. media (°C)           | 21,7  | 23,4  | 25,7  | 26,8  | 26,8  | 25,3  | 23,8  | 23,9  | 23,3  | 22,9  | 22,9  | 21,9  | 22,3     | 26,4     | 24,3     | 23,0     | 24,0    |
| T. media (°C)                | 14,6  | 15,9  | 18,1  | 19,6  | 20,0  | 19,4  | 18,2  | 18,3  | 18,0  | 17,1  | 16,3  | 15,0  | 15,2     | 19,2     | 18,6     | 17,1     | 17,5    |
| T. min. media (°C)           | 7,4   | 8,5   | 10,4  | 12,3  | 13,2  | 13,5  | 12,5  | 12,7  | 13,7  | 11,2  | 9,7   | 8,1   | 8,0      | 12,0     | 12,9     | 11,5     | 11,1    |
| Precipitazioni (mm)          | 8     | 7     | 9     | 23    | 67    | 140   | 190   | 171   | 140   | 72    | 13    | 8     | 23       | 99       | 501      | 225      | 848     |
| Nevicate (cm)                | 0,04  | 0,05  | 0,1   | 0,0   | 0,0   | 0,0   | 0,0   | 0,0   | 0,0   | 0,0   | 0,0   | 0,6   | 0,7      | 0,1      | 0,0      | 0,0      | 0,8     |
| Giorni di nebbia             | 7,2   | 6,4   | 6,1   | 5,7   | 4,9   | 5,7   | 6,2   | 6,4   | 7,0   | 6,4   | 6,5   | 7,7   | 21,3     | 16,7     | 18,3     | 19,9     | 76,2    |
| Giorni di cielo sereno       | 13    | 12    | 12    | 9     | 6     | 2     | 1     | 1     | 1     | 6     | 10    | 11    | 36       | 27       | 4        | 17       | 84      |
| Ore di soleggiamento mensili | 207,7 | 214,7 | 229,4 | 210,0 | 198,4 | 153,0 | 145,7 | 158,1 | 138,0 | 176,7 | 198,0 | 186,0 | 608,4    | 637,8    | 456,8    | 512,7    | 2 215,7 |

- Rilievi
- Idrologia
- Clima

## Storia
I più antichi indizi dell'occupazione umana sul territorio del Distretto Federale arrivano da San Bartolo Atepehuacán (Azcapotzalco), e corrispondono al 9500-7000 a.C. Durante i primi tre millenni della nostra era, sotto l'influsso della cultura Olmeca, si svilupparono qui varie popolazioni importanti come Cuicuilco. Verso la fine del periodo preclassico mesoamericano, l'egemonia cuicuilca cedeva davanti al sorgere di Teotihuacán, localizzata nel nord-est del lago Texcoco. Durante il periodo classico mesoamericano questa città fu il nucleo che concentrò la maggior parte della popolazione della zona lacustre e lasciando Azcapotzalco come un satellite dall'altra parte del lago.
La decadenza di Teotihuacán cominciò verso l'VIII secolo. Alcuni dei suoi abitanti si trasferirono sulla riva del lago, dove fondarono villaggi come Culhuacan, Coyoacán e Copilco. La zona divenne la destinazione delle migrazioni degli abitanti di Teotihuacán durante l'VIII secolo e il XIII secolo, popoli che avrebbero dato vita alle culture Tolteca e Mexica. Questi ultimi arrivarono verso il XIV secolo per stabilirsi prima sulle rive del lago e poi nell'isola di Tenochtitlán, dove fondarono la loro capitale. Assieme ai loro alleati, i Mexica dominarono un territorio di circa 300000 km². Lo sviluppo di Tenochtitlán fu interrotto a causa della conquista spagnola.

### Tenochtitlán
| Nome                   | m     |
| ---------------------- | ----- |
| Vulcano Ajusco         | 3 930 |
| Vulcano Tláloc         | 3 690 |
| Vulcano Pelado         | 3 620 |
| Vulcano Cuauhtzin      | 3 510 |
| Vulcano Chichinauhtzin | 3 490 |

La Città di Mexico-Tenochtitlán fu la capitale dell'Impero azteco. Venne fondata nel 1325 e in breve tempo divenne la città più importante della regione sottomettendo tutte le popolazioni che la circondavano, e divenendo anche una tra le più grandi città del mondo di allora con una popolazione di più di 500 000 abitanti.
Tenochtitlán era governata da un imperatore chiamato Tlatoani, che esercitava la carica a vita.
Secondo il Codice del Pellegrinaggio gli aztechi uscirono da Aztlán comandati da Ténoch (il leader che avrebbe successivamente dato il nome alla città), verso il 1168, dopo la caduta di Tula, per mano di tribù nomadi proveniente dall'Aridoamérica.
La versione del Codice del Pellegrinaggio coincide con i racconti fatti dai Mexica successivamente alla riforma religiosa promossa da Tlacaelel agli inizi del XV secolo, che cancellò il passato poco glorioso del popolo mexica. Secondo la mitologia mexica, Huitzilopochtli ordinò che la sua città fosse fondata sul luogo in cui "un'aquila appoggiata su un nopal stesse divorando un serpente", fatto che secondo la leggenda avvenne il 13 marzo 1325, avvenimento riportato anche sulla bandiera nazionale.
La città sorgeva nel centro del lago di Texcoco ed era collegata con la terraferma da quattro grandi ponti in legno che potevano essere rapidamente smontati; era dotata di ampi viali e grandi canali che l'attraversavano, permettendo così un continuo rifornimento. Nel 1519 Bernal Díaz del Castillo, uno dei conquistadores spagnoli guidati da Cortés, descrisse così nelle sue cronache la città di Tenochtitlán:
(Bernal Díaz del Castillo in Historia Verdadera de la Conquista de la Nueva España)

### Conquista

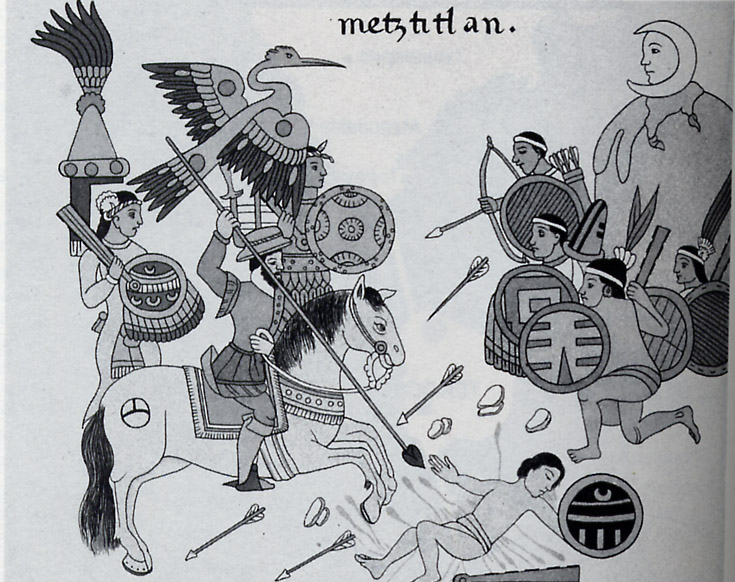
Tenochtitlan, secondo il Códice Fiorentino

Gli Spagnoli arrivarono sul territorio che attualmente è il Distretto Federale da Iztapalapa, nel luglio del 1519. Continuarono il cammino attraverso il viale di Itzatalapa fino alla capitale Tenocha, dove Hernán Cortés fu ricevuto da Motecuhzoma Xocoyotzin l'8 novembre 1519. Nel 1520, Pedro de Alvarado in assenza di Cortés si inimicò i Mexica con la Mattanza di Toxcatl. Da questo momento i Mexica iniziarono le ostilità contro gli invasori europei.
In sostituzione di Motecuhzoma, ucciso dagli spagnoli, Cuitláhuac fu eletto tlatoani di Tenochtitlan. Messosi alla testa della resistenza contro l'occupazione spagnola il 30 giugno 1520, nella Notte triste, sconfisse gli invasori e i suoi alleati indigeni. In quel periodo scoppiò anche una grave epidemia che falciò migliaia di vittime, tra cui proprio Cuitláhuac. Come sostituto venne eletto Cuauhtémoc, il quale tentò di resistere all'assedio degli spagnoli ma si arrese dopo numerose sconfitte il 13 agosto 1521.

### Epoca coloniale

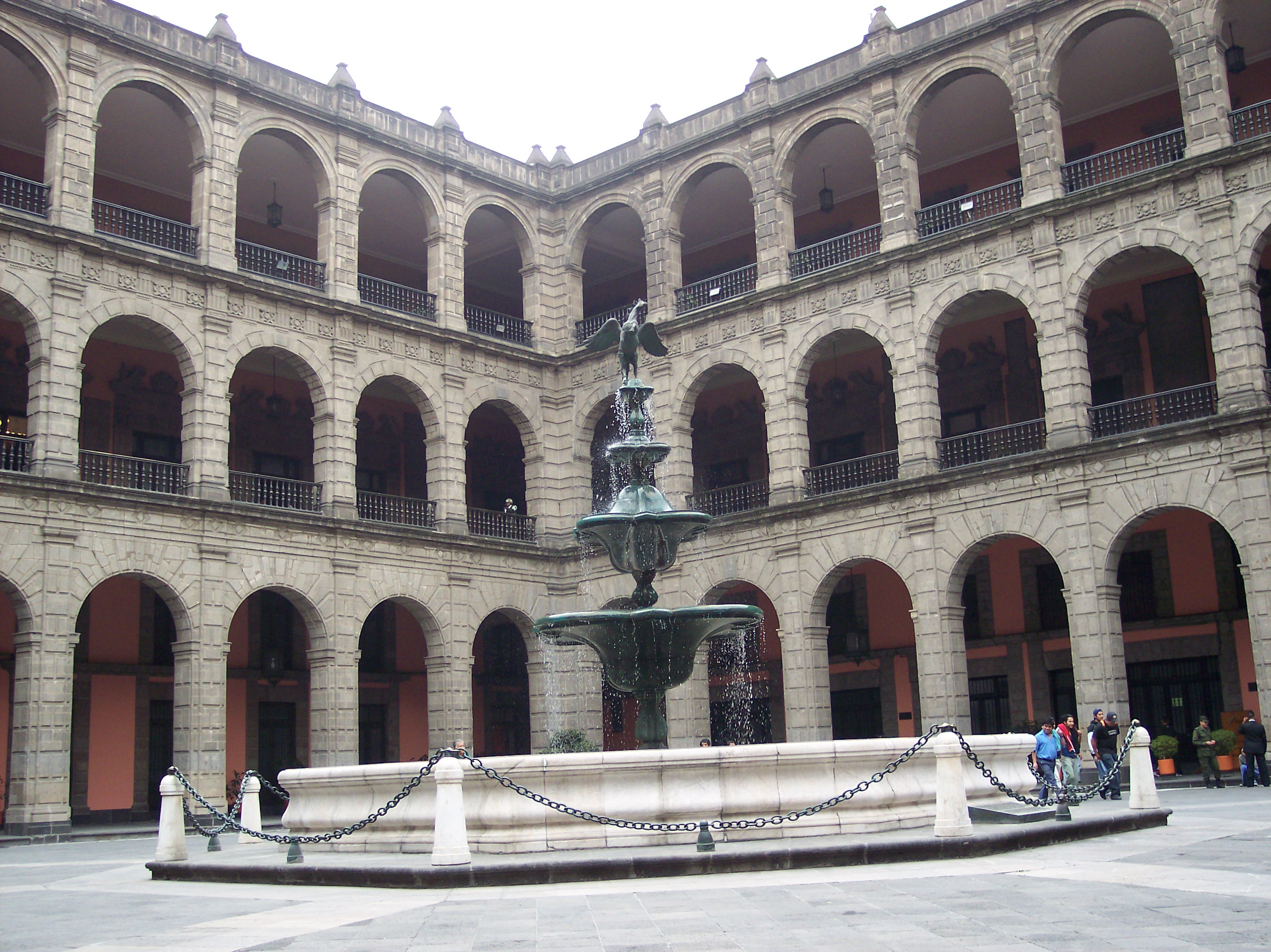
L'attuale palazzo nazionale

Visto che della città di Tenochtitlan erano rimaste solo macerie, Cortes decise di stabilire il governo spagnolo nella cittadina di Coyoacán. Da lì governò con il titolo di Capitano Generale e Giustizia Maggiore. Da Coyoacan partirono le spedizioni di conquista con il proposito di sottomettere i popoli indigeni di tutto il Vicereame della Nuova Spagna. Nel 1519 Juan de Zumárraga fu il primo vescovo del Messico e nel 1523 venne creato il vicereame di Nuova Spagna anche se il primo viceré Antonio de Mendoza arrivò in Messico solo nel 1535.
Città del Messico venne divisa in barrios che vennero accomodati sopra la struttura territoriale già presente.
Le terre situate intorno al lago furono divise in encomiendas che successivamente si trasformarono in ayuntamientos. I popoli indigeni erano relegati alle estremità delle città spagnole, anche se con il passare del tempo la divisione fu sempre meno chiara e gli indios arrivarono a vivere nelle città spagnole, quasi sempre per ragioni di lavoro.
Allo stesso tempo si fondarono diverse istituzioni politiche nei nuovi domini spagnoli, ed ebbe inizio un processo di alfabetizzazione dei nativi, guidata dai francescani che si stabilirono nel collegio di Santa Croce di Tlatelolco. I nobili indigeni impararono il latino, la dottrina cattolica e numerose altre nozioni.
Durante l'epoca coloniale, Città del Messico si riempì di sontuose costruzioni per il culto religioso, per l'amministrazione politica o per le residenze dei nobili spagnoli, questi ultimi in forte contrasto con la maggior parte della popolazione, indigena, che viveva nella miseria della periferia.
Mentre il centro della città era soggetto a continui abbellimenti, nei margini della città la gente viveva in baracche.
Per quanto riguarda gli ospedali, secondo una relazione dell'arcivescovo Pedro Moya de Contreras, nel 1583 esistevano nella Città del Messico sei ospedali: San Giuseppe, collegato all'amministrazione del viceré e dedicato ai naturali; quello dell'"Amor de Dios", fondato dal primo arcivescovo della città Juan de Zumárraga, dedicato ai colpiti dalla sifilide; l'ospedale generale della Concezione anche chiamato "Hospital de Jesús", creato da Hernán Cortés e tuttora funzionante; quello di San Lazzaro per accudire i lebbrosi, fondato da Pedro López, medico spagnolo; l'ospedale di "San Hipólito", per malati psichici e altre persone, opera di Bernardino Álvarez, che fondò in Messico l'ordine ospedaliera degli Ippoliti; e finalmente l'ospedale "de los Desamparados", fondato dal medico Pedro López, per i neri, i mulatti e i meticci poveri e liberi.
La città fu oggetto di numerose inondazioni 1555, 1580, 1607, 1629, 1707, 1714 e 1806, risultato della distruzione delle protezioni di Tenochtitlán; tra le inondazioni la più grande fu quella del 1629, che portò alla decisione di prosciugare il sistema lacustre attraverso un canale.

### Indipendenza

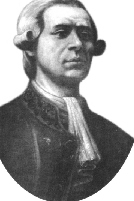
Francisco Primo de Verdad y Ramos

Durante l'occupazione francese in Spagna, il governo del Messico si dichiarò favorevole alla creazione di una Giunta sovrana che governasse la Nuova Spagna durante l'occupazione. I membri più radicali come Francisco Primo de Verdad y Ramos e Melchor de Talamantes, pensavano che l'indipendenza dovesse essere definitiva. La giunta de Mexico contava sull'appoggio del viceré José de Iturrigaray. In ogni caso un movimento reazionario arrestò i membri del governo il 15 settembre 1808 e destituì il viceré.
L'inizio della guerra d'indipendenza del Messico con il Grito de Dolores a Dolores, Guanajuato, aveva come obiettivo la presa della capitale. Il suo cammino arrivò nelle vicinanze della città. Hidalgo e il suo esercito arrivarono a Cuajimalpa poco tempo dopo aver proclamato l'indipendenza a Dolores. Sconfissero gli spagnoli nella battaglia del Monte de las Cruces, ma decisero di non prendere la capitale tornando nel Bajío.
A partire da allora, la valle del Messico non è più stata un obiettivo militare degli indipendentisti, e si convertì nella roccaforte dell'esercito realista. Fino al 1820, quando la rivoluzione popolare era quasi estinta, la città tornò a essere la sede di nuovi movimenti contro il governo spagnolo. Questa volta i cospiratori erano gli stessi che erano riusciti a destituire Iturrigaray, che nell'approvazione della Costituzione di Cadice avevano visto minacciare i loro privilegi. Tra loro c'era anche Agustín de Iturbide, che stipulò un patto con Vicente Guerrero (capo dei rivoluzionari nel sud del Messico) e obbligò Juan O'Donojú a firmare il trattato di Córdoba che dichiarava l'indipendenza del Messico. Il 27 settembre 1821 l'esercito trigarante guidato da Iturbide entrò in città, e poco dopo si fece proclamare primo imperatore del Impero messicano e venne incoronato nella cattedrale di Città del Messico.

### XIX secolo

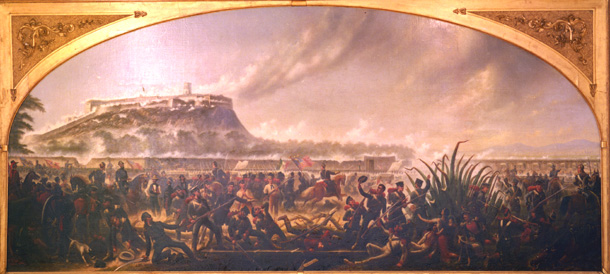
Battaglia di Chapultepec (13 settembre del 1847)

Dopo l'indipendenza, Città del Messico divenne la capitale dello Stato del Messico. Il 18 novembre 1824 il congresso decise di creare un Distretto Federale, un'entità distinta dagli altri stati che sarebbe stata la sede dei poteri federali. Il territorio del Distretto Federale comprendeva Città del Messico e altri sei comuni: Tacuba, Tacubaya, Azcapotzalco, Mixcoac e Villa de Guadalupe-Hidalgo. Il 20 febbraio 1837 il distretto federale venne soppresso per essere ristabilito successivamente nel 1846.
Durante il XIX secolo Città del Messico fu lo scenario centrale di tutte le dispute politiche del paese. Fu capitale imperiale in due occasioni (sotto il governo di Agustín de Iturbide tra il 1821 e il 1823 e sotto il governo di Massimiliano d'Asburgo tra il 1864 e il 1867) e di due stati federalisti e di due stati centralisti che si succedettero dietro numerosissimi colpi di stato nello spazio di mezzo secolo, prima del trionfo dei liberali dopo la guerra di Reforma. Fu anche obiettivo di una delle due invasioni francesi in Messico 1861-1867, e occupata per un anno dalle truppe statunitensi durante la guerra messico-statunitense 1847-1848.
Solo alla fine del XIX secolo il governo del Messico decise di realizzare numerose opere urbanistiche che, anche se avevano come finalità il centro della città, finirono per riguardare tutto il distretto federale. Tra loro si conta anche la costruzione del Gran Canale che terminò il prosciugamento del lago.
Si parla poco della cultura in questo secolo, che ebbe tra i suoi personaggi più importanti José María Velasco, naturalista e paesaggista della valle del Messico. In quest'epoca divennero celebri nella capitale diversi generi musicali come il Jarabe. Nel campo della letteratura si scrissero opere come Il pappagallino rognoso di José Joaquín Fernández de Lizardi.

### XX secolo
Numerose fonti stabiliscono l'inizio del XX secolo messicano con l'inizio della Rivoluzione messicana. Questa guerra civile pose fine al periodo conosciuto come Porfiriato. In quell'epoca, il distretto federale fu occupato successivamente da Francisco Madero successivamente Emiliano Zapata e Francisco Villa e alla fine da Venustiano Carranza, quest'ultimo venne sostituito da ciò che portò alla nascita del Partito Rivoluzionario Istituzionale che governò il Messico dal 1929 fino all'anno 2000.
Nel 1929 furono soppressi i 13 comuni presenti nel distretto. Più tardi la città venne divisa in 16 delegazioni politiche i cui abitanti erano impossibilitati ad eleggere i propri rappresentanti fino al 2000.
Con il periodo conosciuto come il Milagro mexicano, (letteralmente "il miracolo messicano"), ossia quel periodo tra i decenni del 1950 e 1960, la città visse un'epoca di urbanizzazione senza precedenti nel paese. La sua popolazione raddoppiò in meno di vent'anni e iniziò ad assorbire le cittadine vicine, fino ad uscire dai confini del D.F. Furono inaugurate numerose opere pubbliche, tra le quali il Campus dell'UNAM e lo stadio Azteca.

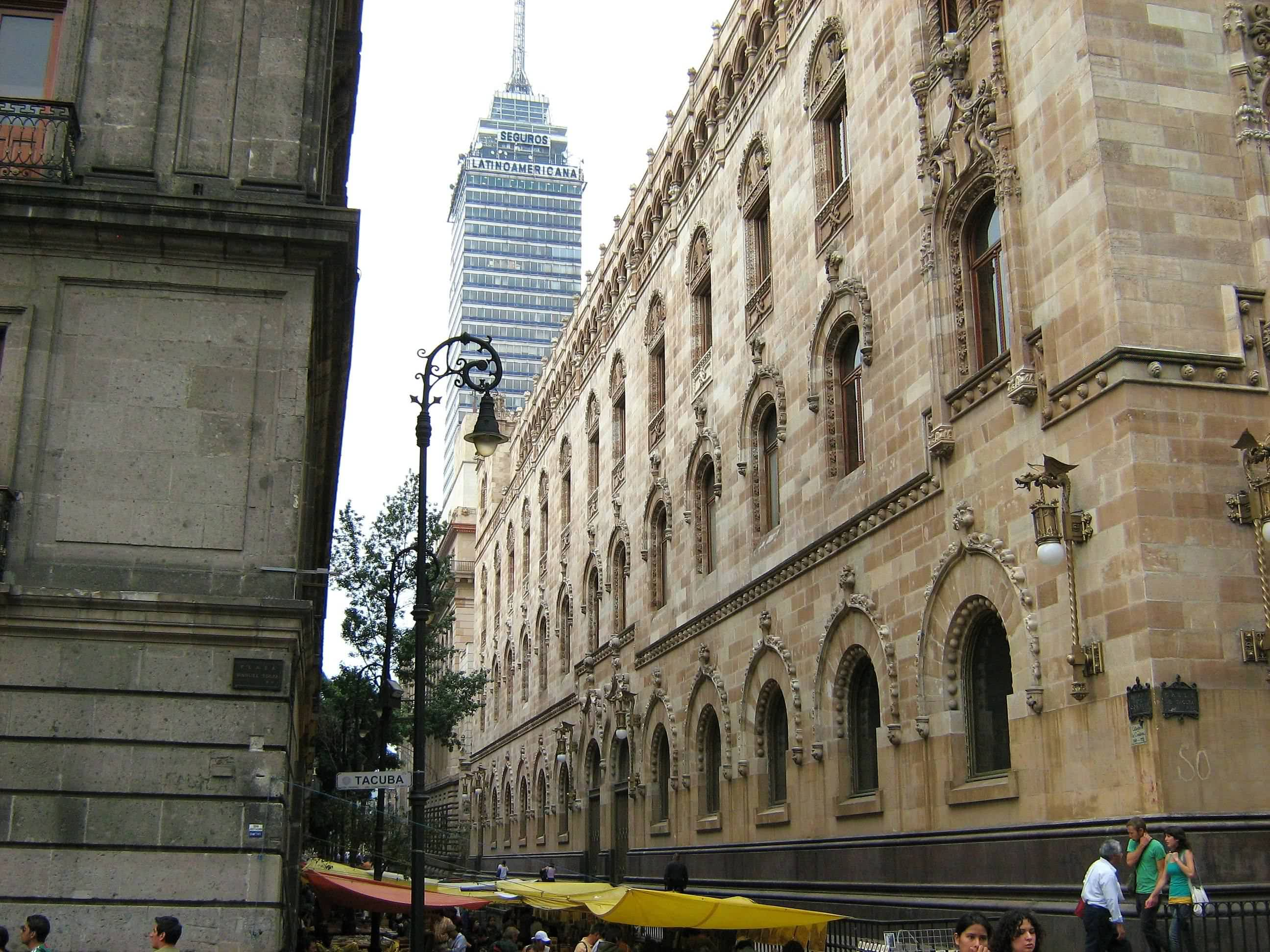
Centro Storico

A partire dal 1950, la città fu lo scenario di numerose espressioni di contrasto con il governo. Nel decennio del 1950 ebbe luogo la protesta dei ferrovieri che terminò con l'arresto di numerosi capi. Nel 1968 ebbe luogo il massacro di Tlatelolco. Tre anni dopo una manifestazione di studenti della scuola normale superiore furono attaccati dall'esercito in quello che è conosciuto come Strage del giovedì del Corpus. Il 19 settembre 1985 la città venne semidistrutta da un terremoto. A partire da allora la società capitolina prese sempre più in mano il controllo degli spazi abbandonati dallo Stato. Nelle elezioni del 1988 il PRI venne battuto ampiamente dal fronte democratico.
Nel 1997 il DF elesse il suo sindaco per prima volta dal 1929 in quella occasione il PRI perse il controllo della città, da allora il PRD ha vinto tre volte consecutive le elezioni amministrative della città.

### XXI secolo

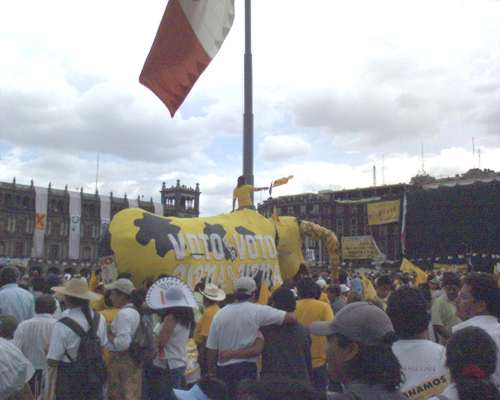
Proteste elettorali

Le elezioni federali (2006) hanno avuto come risultato una minima differenza e la vittoria è stata data a Felipe Calderón Hinojosa. Dopo il 2 luglio il distretto federale è stato scenario di grandi manifestazioni e in due occasioni è scesa in piazza più di un milione di persone che chiedevano un riconteggio delle schede elettorali. I seguaci della sinistra hanno impiantato per 40 giorni un sit-in nel Zocalo e nel Paseo de la Reforma. Il 20 novembre Andrés Manuel López Obrador fu nominato dai suoi simpatizzanti legittimo presidente del Messico per protestare contro la decisione del tribunale elettorale.
Il distretto federale è stato il primo organo della federazione messicana a riconoscere le unioni tra persone dello stesso sesso il 10 ottobre 2006.

## Monumenti e luoghi d'interesse

### Grattacieli storici della città

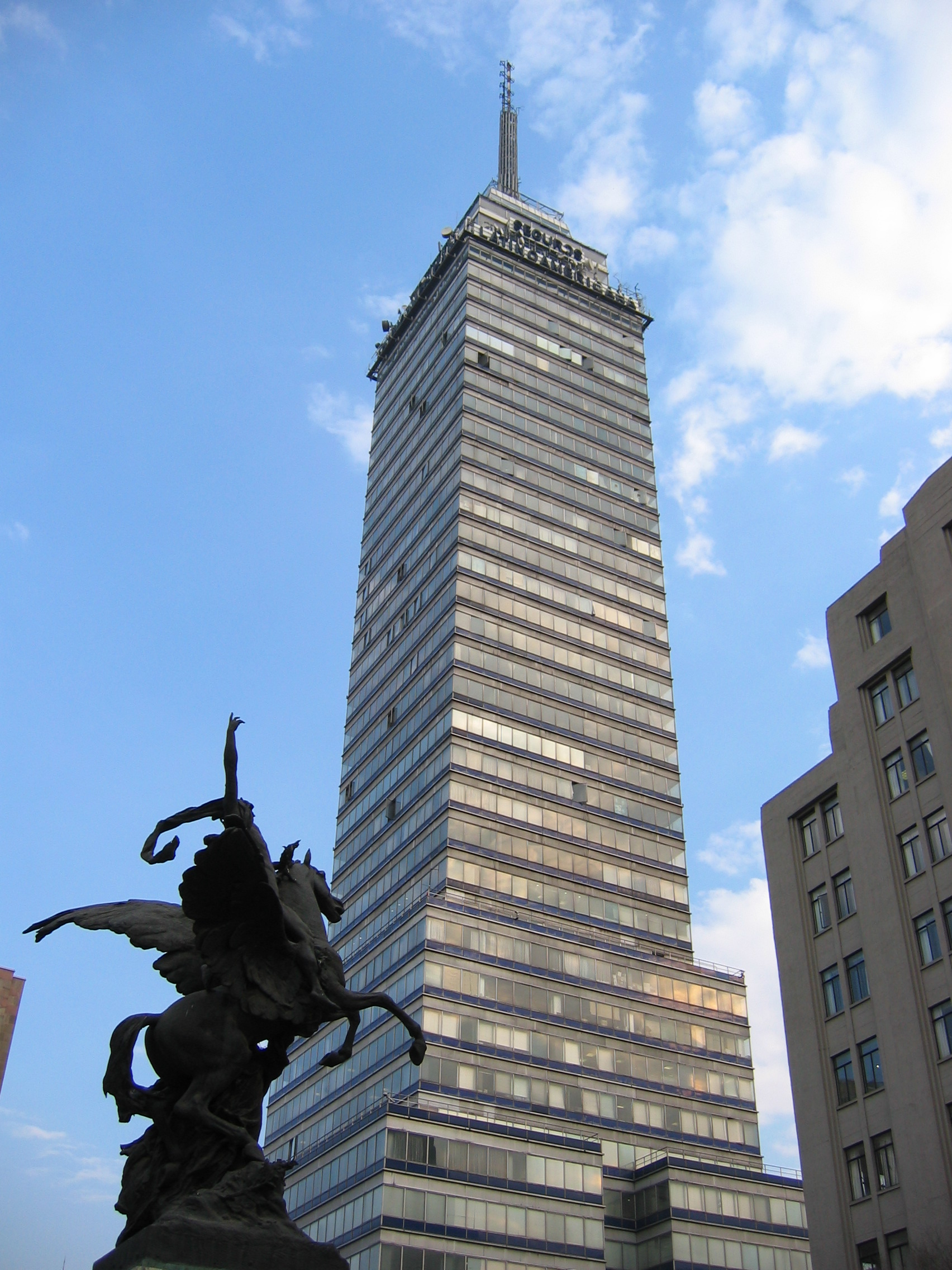
Torre Latinoamericana

A Città del Messico si iniziarono a costruire edifici più alti di 30 metri agli inizi del XX secolo; il primo edificio della capitale che superò i 50 m fu il cosiddetto "Edificio La Nacional", alto 55 metri con 13 piani, la sua costruzione iniziò nel 1930 e terminò nel 1932. Rimase l'edificio più alto del Messico fino al 1946, anno in cui venne terminata la costruzione dell'Edificio Corcuera, alto 81 metri fino all'ultimo piano, ma se si prendeva in considerazione la grande insegna pubblicitaria collocata sul tetto si arrivava a 100 m, con 20 piani l'edificio si trasformò ben presto in uno dei più conosciuti del Paseo de la Reforma; venne demolito dopo il terremoto del 1957 a causa di gravi danni nella struttura.
Nel 1940 venne terminata la costruzione dell'Edificio Miguel E. Abed Apycsa, alto 48,1 metri fino al tetto, ma considerando la struttura dell'antenna arrivava fino ai 78,1 m. L'edificio rimase il più alto di tutto il Messico fino alla fine degli anni cinquanta.
Tra gli edifici più significativi che ancora oggi stanno in piedi, la Torre El Moro situata sul Paseo de la Reforma, alto 70 metri e con 20 piani, nel 1946 divenne uno degli edifici più alti di tutta l'America Latina. Fu un edificio pionieristico dal punto di vista della tecnologia antisismica, visto che fu il primo edificio al mondo ad installare un sistema di galleggiamento elastico. Inoltre fu il primo edificio in tutta l'America latina a contare con un cartello al neon.
Nello stesso anno terminò anche la costruzione della Torre Contigo (conosciuta anche come Torre Anahuac), che divenne l'edificio più alto di tutta l'America latina, fino all'anno successivo quando venne superato dall'edificio Altino Arantes in Brasile. La torre Contigo, alta 125 metri, è un esempio di architettura modernista; nell'anno 2001 l'edificio è stato completamente rinnovato sia internamente che esternamente ed è stato attrezzato con le più avanzate tecnologie.
Nel 1947 venne terminata la costruzione dell'edificio che ospita gli uffici Centrali dell'IMSS. Alto 60 metri con 13 piani, si trova lungo Paseo de la Reforma, esattamente di fronte alla Torre Mayor.
Tra gli edifici più rappresentativi del Messico moderno si trovano sicuramente la Biblioteca Centrale dell'UNAM. Alta 50 metri con 14 piani, venne costruita nel 1953 e inaugurata nel 1955, caratterizzata dalla ricchezza plastica della spettacolare pittura murale di Juan O'Gorman. L'opera fu dichiarata Monumento Artistico Nazionale, e nel luglio 2007 è stata nominata dall'UNESCO Patrimonio dell'Umanità.
Nel complesso della Città Universitaria dell'UNAM si trova anche la Torre delle Umanità, alta 55 metri; considerando l'antenna arriva a 65 metri, con 14 piani ospita vari uffici dell'UNAM. Sin dalla fine degli anni quaranta Città del Messico ha subito un boom di costruzione di edifici più alti di 120 metri, ottenendo così cinque record dei grattacieli più alti di tutta l'America Latina.
Nel 1950 iniziò la costruzione dell'Edificio Miguel Abed, nell'asse centrale "Lázaro Cárdenas". Alto 125 metri e con 29 piani, divenne l'edificio più alto del Centro Storico di Città del Messico fino al 1956 anno in cui si concluse la costruzione della Torre Latinoamericana che con i suoi 183 metri divenne il grattacielo più alto di tutta l'America Latina per più di 16 anni. Il World Trade Center alto 207 metri e con 52 piani fu il grattacielo più alto dell'America latina per 7 anni.
A inizio degli anni ottanta venne iniziata la costruzione dell'edificio che sarebbe stato il secondo più alto dell'America Latina: la cosiddetta Torre Ejecutiva Pemex, alta 214 metri con 52 metri di antenna, fu per 20 anni la torre più alta di tutto il Messico fino al 2003 quando venne terminata la costruzione della Torre Mayor, che alta 225,6 metri con 55 piani, è attualmente l'edificio più alto di tutta l'America Latina.
A metà degli anni novanta, si diede inizio al progetto di quello che sarebbe poi diventato uno dei maggiori e più moderni distretti finanziari del mondo, e sicuramente il più importante di tutta l'America Latina; il progetto includeva la costruzione di edifici moderni, tra i quali spiccano la Torre Arcos Bosque Corporativo, questa fu la prima costruzione di Santa Fe che superò i 161 metri, dopo di questa torre sono seguite la Panorama Santa Fe, Santa Fe Pads, Punta del Parque Torres A e B, Edificio H2O Condomini, Haus Santa Fe e recentemente vedrano la fine anche la Torre Amsterdam e le Torri Arcos Bosque 2 e 3.
Attualmente la capitale messicana sta attraversando un periodo di boom edilizio, sono in progetto e in costruzione ben 75 edifici di altezza superiore ai 250 metri. Tra queste, la Torre Reforma di 244 metri con 57 piani e le Torri City Santa Fe, due grattacieli di 200 e 235 metri.

### Edifici storici
- Cattedrale di Città del Messico

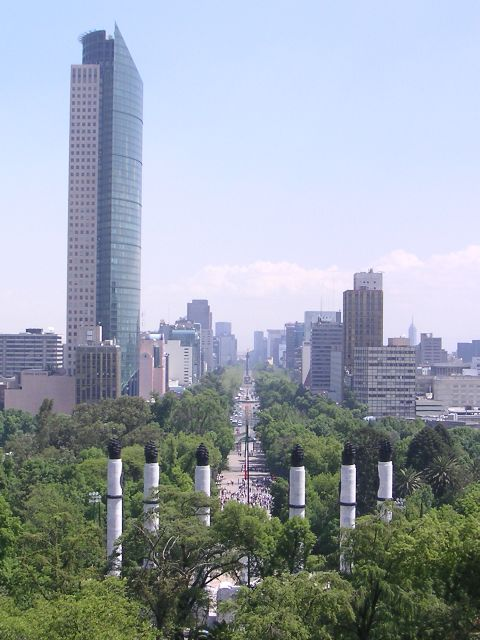
Paseo de la Reforma

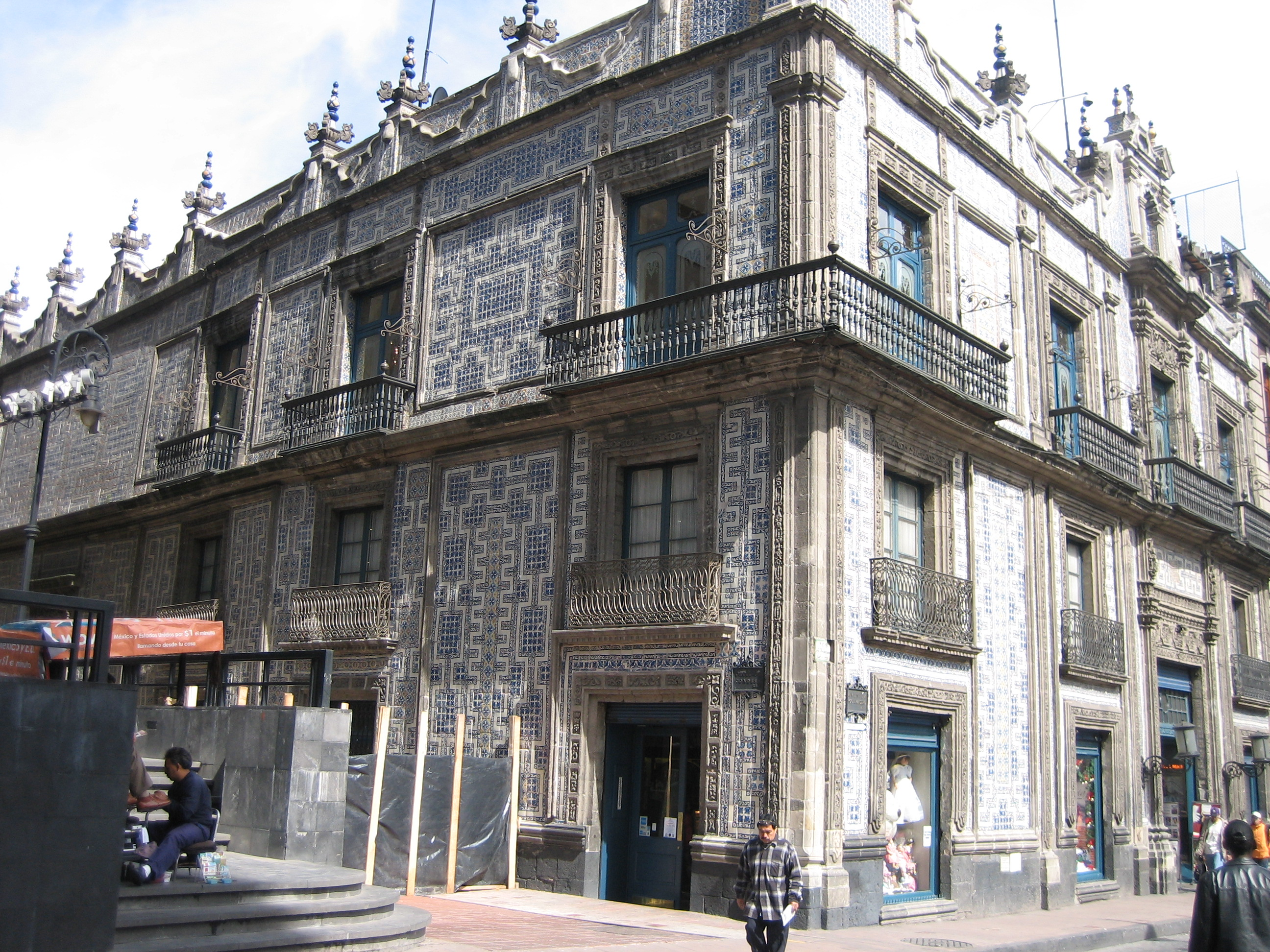
La Casa de los Azulejos

- Castello di Chapultepec (Museo Nazionale di storia)
- Palazzo Nazionale
- Colonna dell'indipendenza, meglio conosciuta come l'Angelo
- Rovine del Templo Mayor di Tenochtitlán
- Il Monumento alla Rivoluzione Messicana
- La Torre el Moro
- Torre Latinoamericana
- La Torre Anahuac
- La Torre Insignia
- La Torre Tlatelolco
- La Torre Prisma
- La Torre del Caballito
- La Torre Ejecutiva Pemex
- Congresso dell'Unione Messicana
- Acquedotto Guadalupe
- Palazzo di Giustizia
- Torre Mayor
- Torre Arcos Bosques Corporativo
- La Torre St. Regis
- Le Torri Arcos Bosques 2 y 3
- Le Torri City Santa Fe
- World Trade Center
- Basilica di Nostra Signora di Guadalupe
- Antico Collegio di San Ildelfonso antica sede della Escuela Nacional Preparatoria
- Recinto del Governo del Distretto Federale
- Casa de los Azulejos, attualmente ospita un negozio-ristorante Sanborns.

#### Cimiteri monumentali
- Panteón de San Fernando attualmente in disuso, fu il primo cimitero civile convertito da Benito Juárez.
- Panteón Civil de Dolores con la Rotonda de los Hombres Ilustres (rotonda degli uomini illustri)
- Panteón Francés de San Joaquin, dove si trovano i resti dell'attrice María Félix
- Panteón Francés de La Piedad
- Panteón Jardín, dove sono sepolti molti attori messicani come Pedro Infante e Jorge Negrete
- Panteón Español
- Panteón Aleman
- Panteón Judio

### Altro

#### Piazze
- La Piazza della Costituzione, meglio conosciuta come Zócalo.
- Piazza delle tre culture a Tlatelolco.
- Piazza Manuel Tolsá, circondata da importanti palazzi come: Palacio de Minería, Museo Nazionale di Arte, edificio del Senato della Repúbblica, Casa de los Azulejos
- Piazza Garibaldi, famosa per i suoi mariachi.
- La Alameda Central, a lato del Palacio de Bellas Artes.
- La Alameda de Santa María la Ribera, popolare per il famoso Kiosco morisco.

#### Viali e strade importanti
- Avenida Presidente Masaryk
- Avenida de los Insurgentes
- Asse centrale "Lázaro Cárdenas"
- Paseo de la Reforma
- Avenida 20 de noviembre
- Avenida Río Churubusco - Avenida Río Consulado - Circuito Interior
- Avenida Juárez
- Calzada México-Tacuba - Puente de Alvarado
- Avenida Hidalgo
- Calzada Ignacio Zaragoza
- Boulevard Manuel Ávila Camacho
- Avenida Revolución
- Avenida Patriotismo
- Avenida Universidad
- Calzada Ermita-Iztapalapa
- Viaducto Tlalpan - Calzada de Tlalpan
- Calzada de los Misterios
- Calzada de Guadalupe
- Avenida Eje 2 Oriente Congreso de la Union.

### Aree naturali

#### Parchi
- Alameda central
- Bosque de Aragón
- Bosque de Chapultepec: Al centro della città è la zona verde più grande del paese
- Parque Hundido
- Parque Nacional Desierto de los Leones: Spazio boscoso dove sorge un antico convento
- Xochimilco: qui si trovano i resti del lago di Texcoco è stato nominato patrimonio dell'umanità
- Alameda Oriente, riserva ecologica a oriente della città.

#### Zoo
- Zoo di Chapultepec: Uno degli zoo più visitati al mondo
- Zoo de San Juan de Aragón
- Zoo de los Coyotes.

#### Parchi di divertimento
- La Feria de Chapultepec Mágico, dove sorgono le ultime montagne russe completamente in legno
- Six Flags
- México Mágico.

## Società

### Evoluzione demografica
La popolazione di Città del Messico durante il periodo trascorso dalla conquista (1521) al 1960 ha mostrato un'evoluzione in costante aumento:
| Popolazione di Città del Messico |                                                 |
| Anno                             | Popolazione censita                             |
| 1521                             | 60000-300000 (stima della popolazione)          |
| 1600                             | 15 000                                          |
| 1750                             | 90 000                                          |
| 1790                             | 112 992 (stima del viceregno)                   |
| 1804                             | 137 000 (stima di Alexander von Humboldt)       |
| 1838                             | 210 000                                         |
| 1857                             | 200 000                                         |
| 1873                             | 280 000 abitanti                                |
| 1900                             | 344 000 (secondo censimento della popolazione)  |
| 1910                             | 471 000 (terzo censimento della popolazione)    |
| 1940                             | 1 560 000 (sesto censimento della popolazione)  |
| 1960                             | 2 832 000 (ottavo censimento della popolazione) |

Si registrarono forti perdite nella popolazione durante la conquista spagnola, così come durante la guerra messico-statunitense e durante il secondo intervento francese in Messico. Stranamente durante il XX secolo sebbene si siano succedute la rivoluzione messicana e la Rivolta dei Cristeros la popolazione della città non ebbe ulteriori perdite.
Sin dall'anno 1970 Città del Messico e il Distretto Federale vennero considerati come una sola entità amministrativa, così la loro popolazione si riversò da quell'anno in un unico dato; inoltre da quell'anno si iniziò ad applicare il termine di zona metropolitana di Città del Messico all'insieme delle 16 delegazioni e dei diversi comuni dello Stato del Messico che fanno parte della cintura intorno alla città:
| Popolazione di Città del Messico                         |                   |                                |                          |
| Anno                                                     | Popolazione città | Popolazione zona metropolitana | Popolazione conurbazione |
| 1970 nono censimento della popolazione                   | 6 874 000         | 8 904 000                      |                          |
| 1980 decimo censimento della popolazione                 | 8 831 079         | 13 709 214                     |                          |
| 1990 undicesimo censimento della popolazione             | 8 235 744         | 15 345 687                     |                          |
| 1995 primo conteggio di popolazione e casa               | 8 489 007         | 16 887 015                     |                          |
| 12 febbraio 2000 dodicesimo censimento della popolazione | 8 235 239         | 17 925 760                     | 17 579 194               |
| 17 ottobre 2005 secondo conteggio di popolazione e casa  | 8 720 916         | 19 331 365                     | 18 294 470               |
| 1º luglio 2007 stima ufficiale CONAPO                    | 8 829 423         | 19 704 125                     | 18 678 953               |

Durante gli anni novanta la popolazione della città registrò un forte calo e la zona metropolitana cresceva molto meno del decennio precedente. Questa situazione fu il risultato, in gran parte, del massiccio esodo degli abitanti di Città del Messico verso le province dopo l'esplosione nel 1984 in San Juan Ixhuatepec e i terremoti del 19 e del 20 settembre 1985, ma fu conseguenza anche della decentralizzazione di numerosi uffici e dipendenze del governo federale in altre città della Repubblica. Dopo gli anni novanta la crescita demografica ritornò ai normali ritmi, ma senza più raggiungere un tasso di crescita paragonabile a quello degli anni sessanta, settanta e ottanta.

### Zona metropolitana

Zona metropolitana di Città del Messico

Come conseguenza del forte incremento demografico della città, negli anni settanta i comuni dello Stato del Messico confinanti con il Distretto Federale entrarono a far parte della conurbazione della città. Nel 1990 venne definito che la ZMCM fosse formata dalle sedici delegazioni del Distretto Federale più trentotto comuni dello Stato del Messico. La più recente definizione, approvata dal governo locale, dai governi degli Stati del Messico, di Hidalgo e da quello di Città del Messico, istituisce come zona metropolitana l'area urbana formata dalle 16 delegazioni del Distretto Federale, 40 comuni conurbati dallo Stato del Messico e uno dello Stato di Hidalgo. Questa definizione è positiva nel senso che tutti i comuni conurbati adempiono ai requisiti di integrazione economica e sociale. È stata anche approvata la definizione della zona metropolitana del Valle de México, ne fanno parte 18 comuni dello Stato del Messico: viene definita come l'area urbana formata da alcuni comuni non ancora conurbati ma che, vista la dinamica di crescita della popolazione, in un prossimo futuro verranno integrati nella città.

### Lingue e dialetti
Come in tutto il Messico, la lingua dominante a Città del Messico è lo spagnolo, parlato dalla quasi totalità degli abitanti della capitale. La grande diversità etnica della città porta però ad un'altrettanto notevole diversità linguistica. A Città del Messico vengono parlate praticamente tutte le lingue indigene del Messico: le più diffuse sono il nahuatl, l'otomí, il mixteco, lo zapoteco e la lingua mazahua. A causa della forte immigrazione a Città del Messico sono parlate anche lingue originarie di altre parti dell'America come le lingue quechua (famiglia di linguaggi nativi del Sud America).

### Religioni
La maggior parte degli abitanti della capitale professa il cattolicesimo. Il numero di cattolici a Città del Messico è diminuito, infatti se negli anni sessanta più del 90% della popolazione della città professava il cattolicesimo, oggi la percentuale è pari a circa l'82,5%.
All'aumento della popolazione è corrisposto l'aumento della quantità di seguaci di religioni giudaico-cristiane e pseudo-evangeliche.
In parallelo ai culti precedentemente citati, nel D.F. ne sono fioriti altri, meno ortodossi, che racchiudono in sé tradizioni popolari non riconosciute dalla Chiesa cattolica. Tra questi spicca il culto della Santa Morte, che ha il suo centro religioso nella zona di Tepito e la Merced. Si è anche diffusa la religione afroamericana della Santeria, altro apporto della grande multiculturalità della città.
Di recente molte comunità e organizzazioni private religiose, tentano di rievocare l’antica fede azteca, sicché si ritorni ad adorare i primissimi dèi del Messico. Poiché nella religione Azteca vi è comandamento di compiere sacrifici umani, oggigiorno i pochi fedeli alle divinità precolombiane non svolgono questo rito cruento, in quanto non è permesso.

## Cultura

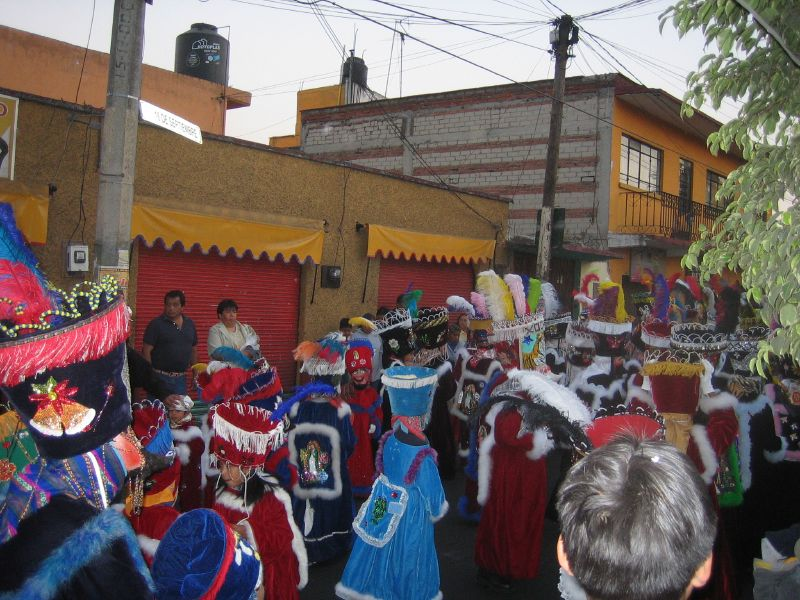
Comparsa di chinelos nelle vie di Xochimilco

Chinatown di Città del Messico

Sede di vari dei principali scenari della cultura messicana, Città del Messico è anche il punto di incontro delle culture di differenti regioni e di diversi gruppi etnici presenti nel paese. Pur essendo l'area urbana più estesa del paese a Città del Messico, le espressioni culturali millenarie convivono fianco a fianco con i simboli della modernità. Bisogna anche ricordare che Città del Messico è una delle città con il più elevato numero di teatri e musei del mondo.

### Istruzione
Città del Messico, con molteplici centri educativi pubblici e privati, è il polo educativo con il maggior numero di studenti al mondo, anche se non è un polo di eccellenza a livello mondiale. Gli asili, le elementari e le medie dipendono dalla segreteria di educazione pubblica, ma il sindaco Marcelo Ebrad vuole decentralizzarle così che il governo locale possa controllare la creazione di nuove scuole.

### Istituti superiori
A Città del Messico trovano anche sede diversi centri di educazione media superiore, i quali, anche se molteplici, non bastano per coprire le necessità della città, creando conflitti con gli studenti che sono stati scartati all'esami di ammissione.
La maggior parte di scuole superiori pubbliche appartengono alle due università più importanti del paese: l'UNAM e l'Instituto Politécnico Nacional.

### Istituti universitari

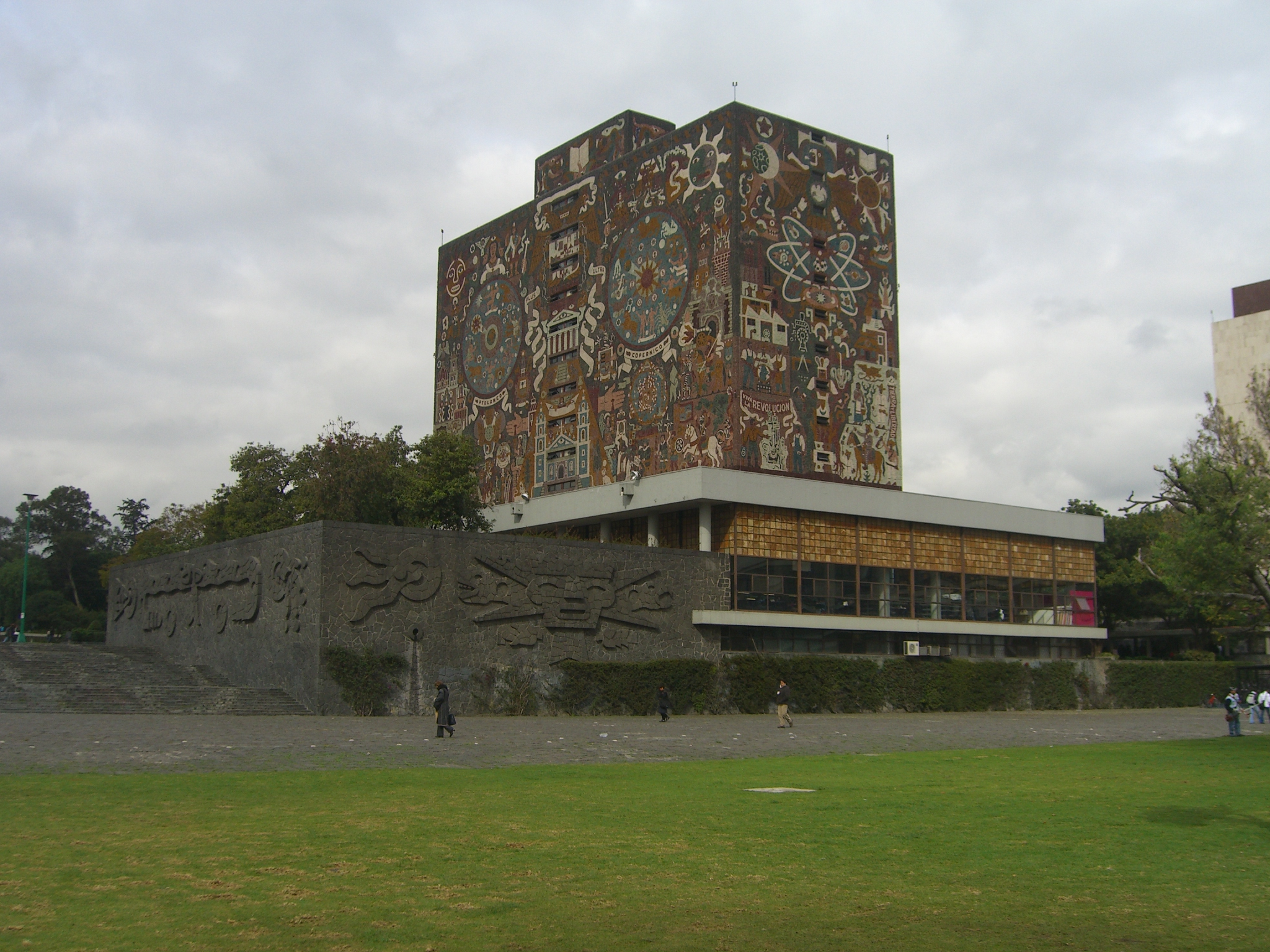
Biblioteca Centrale UNAM

A Città del Messico si trovano i più importanti centri di studi superiori del paese tra i quali:
- Universidad Nacional Autónoma de México, UNAM, tra le 100 migliori università del mondo;
- Instituto Politécnico Nacional, la miglior università di scienze e tecnologia del paese;
- TECH università tecnologica, eroga programmi di istruzione superiore a distanza;
- Instituto Tecnologico y de Estudios Superiores de Monterrey, una delle istituzioni di maggior prestigio del paese;
- Universidad Autónoma Metropolitana, una tra le migliori università del paese.
- Universidad Autónoma de la Ciudad de México, di recente creazione, sotto la presidenza di Andrés Manuel López Obrador nel D.F.
- Universidad Pedagógica Nacional, una tra le migliori università del paese; è situata nell'Ajusco.
- Universidad Panamericana, università cattolica facente capo all'Opus Dei.
- Escuela Normal Superior de México, scuola che forma professori per le superiori; è situata nella delegazione Azcapotzalco.
- Universidad Iberoamericana Ciudad de México, una delle università private più riconosciute del Messico e dell'America Latina, possiede una delle più grandi biblioteche del paese.
- Benemérita Escuela Nacional de Maestros, forma professori per le scuole medie.
- Escuela Nacional de Antropología e Historia, tra le migliori scuole di antropologia in America Latina.
- Escuela Bancaria y Comercial, specializzata in economia, amministrazione e diritto.

### Biblioteche
La biblioteca Vasconcelos è situata nell'area settentrionale della città, nella delegazione Cuauhtémoc. Dedicata al filosofo José Vasconcelos, con i suoi 38000 m² di superficie e le sue 575 000 opere librarie, è la biblioteca più grande dell'America Latina.

### Musei

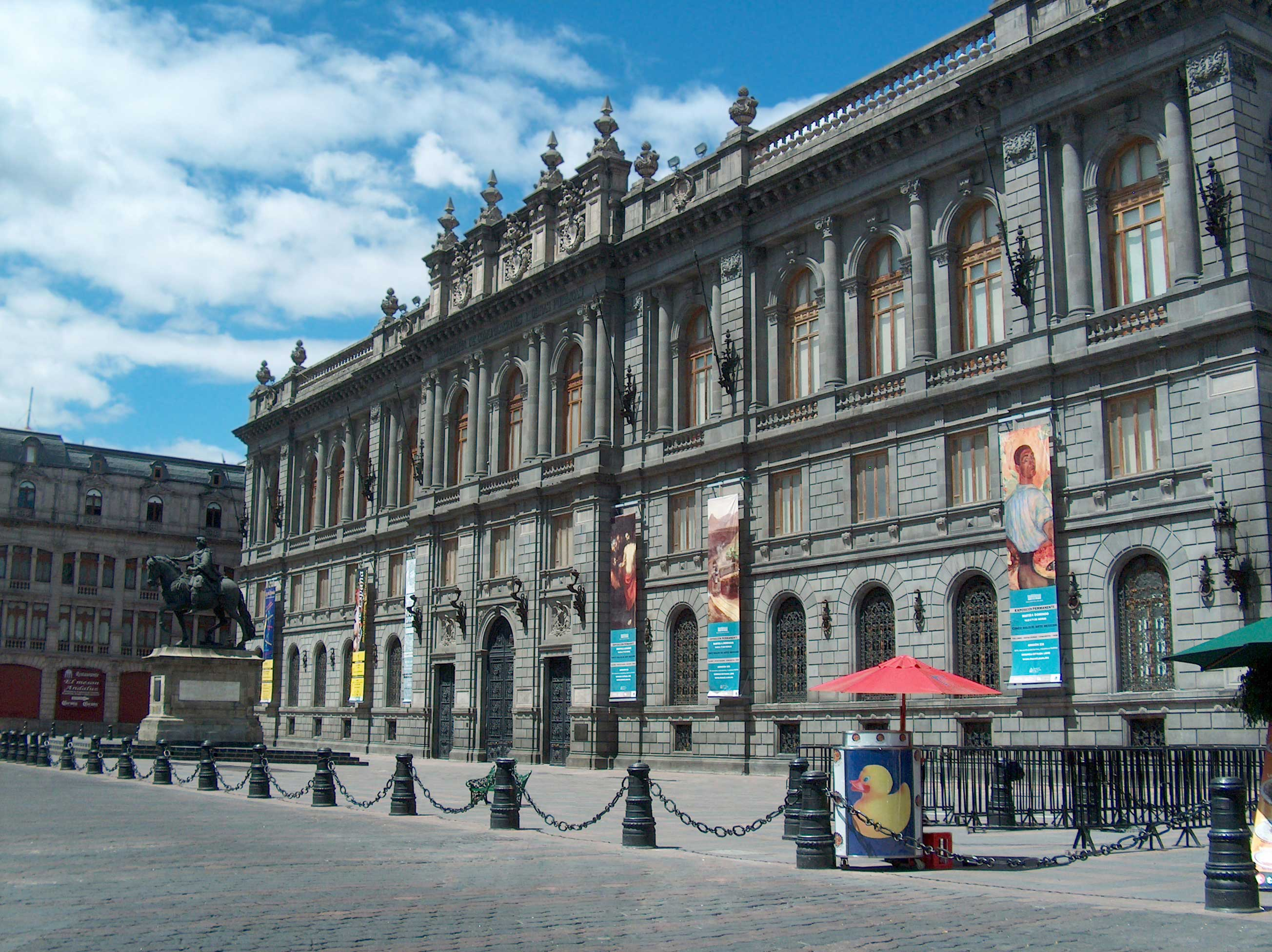
Museo Nacional de Arte

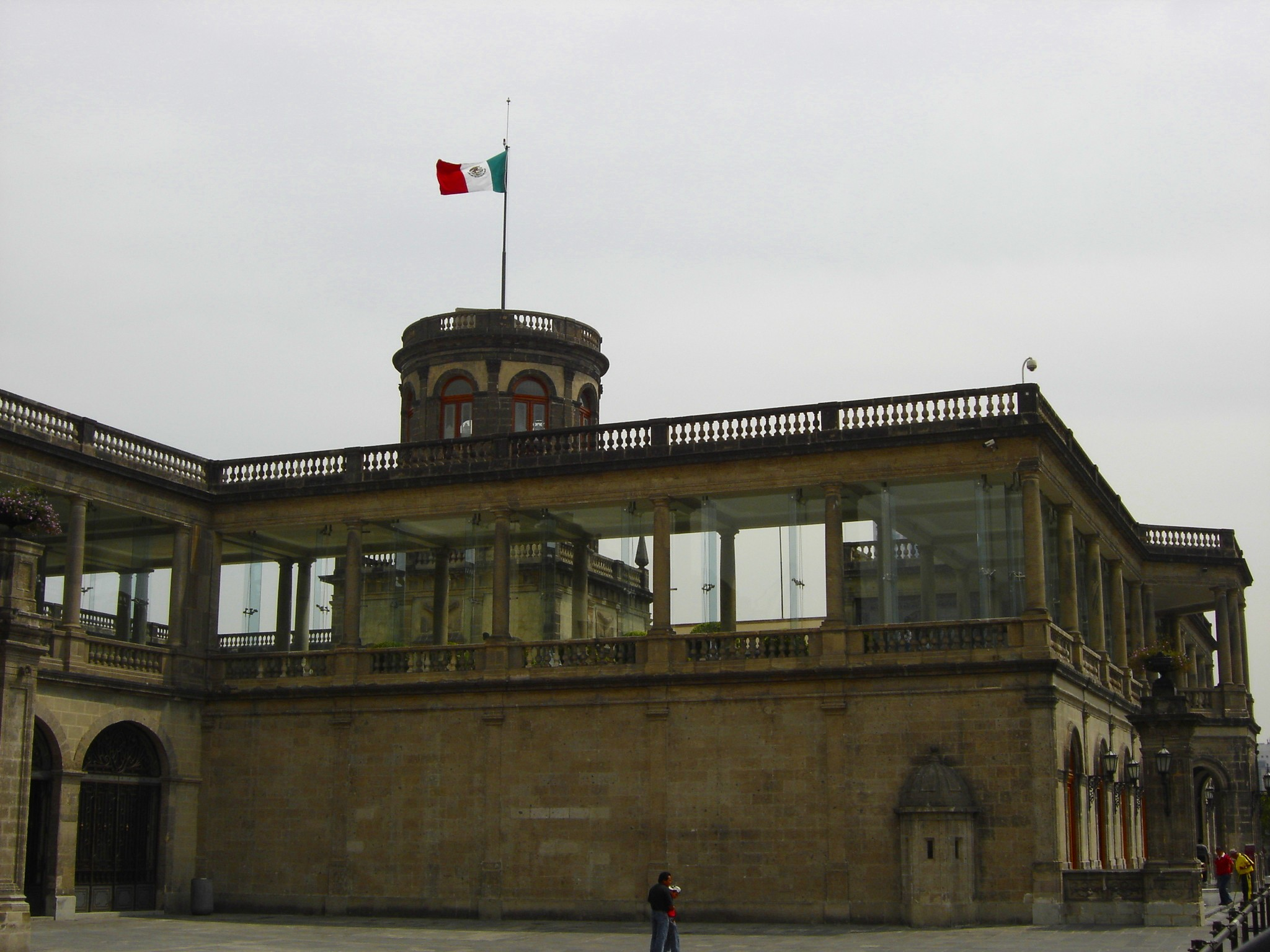
Museo Nazionale di Storia

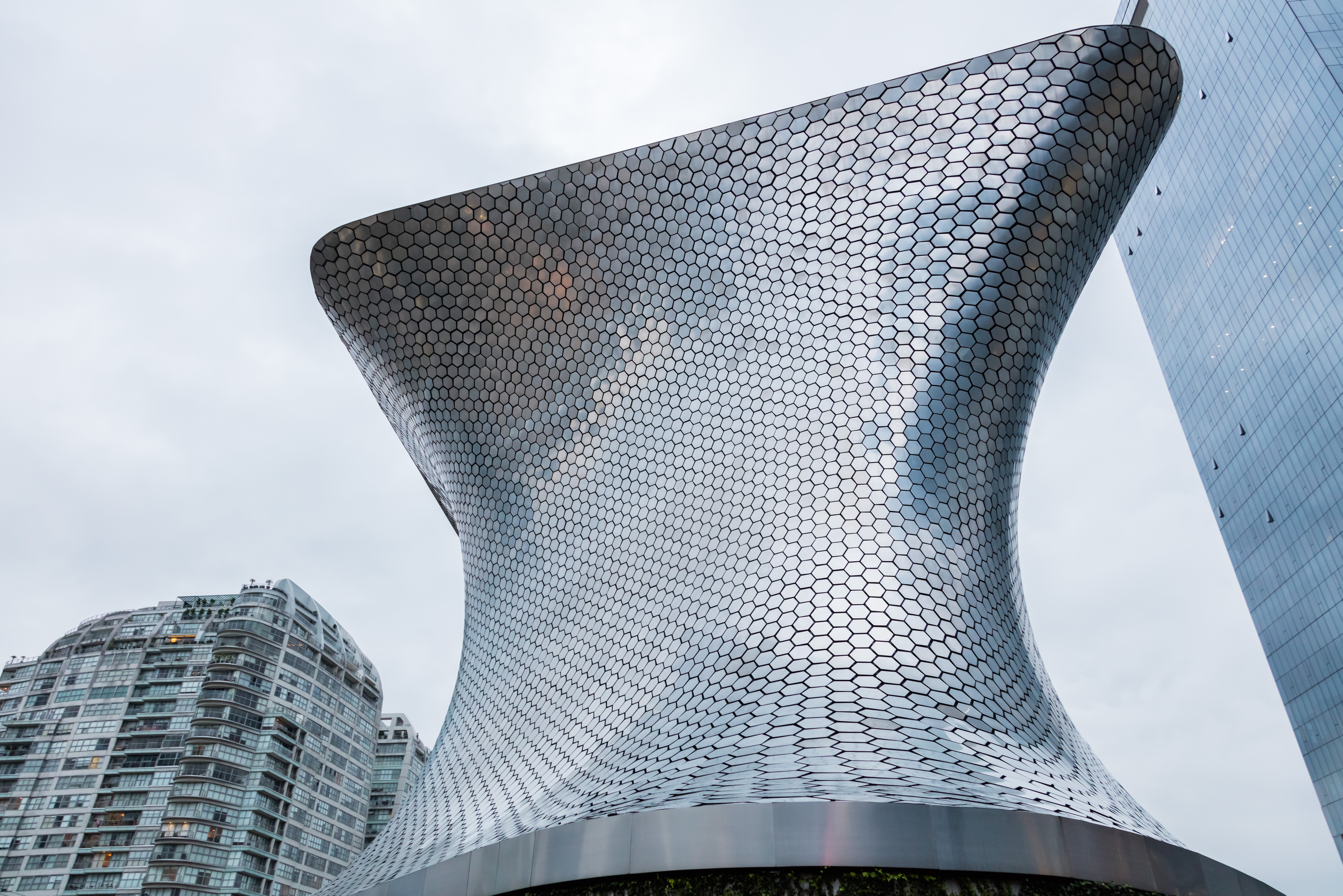
La sede del Museo Soumaya in Plaza Carso

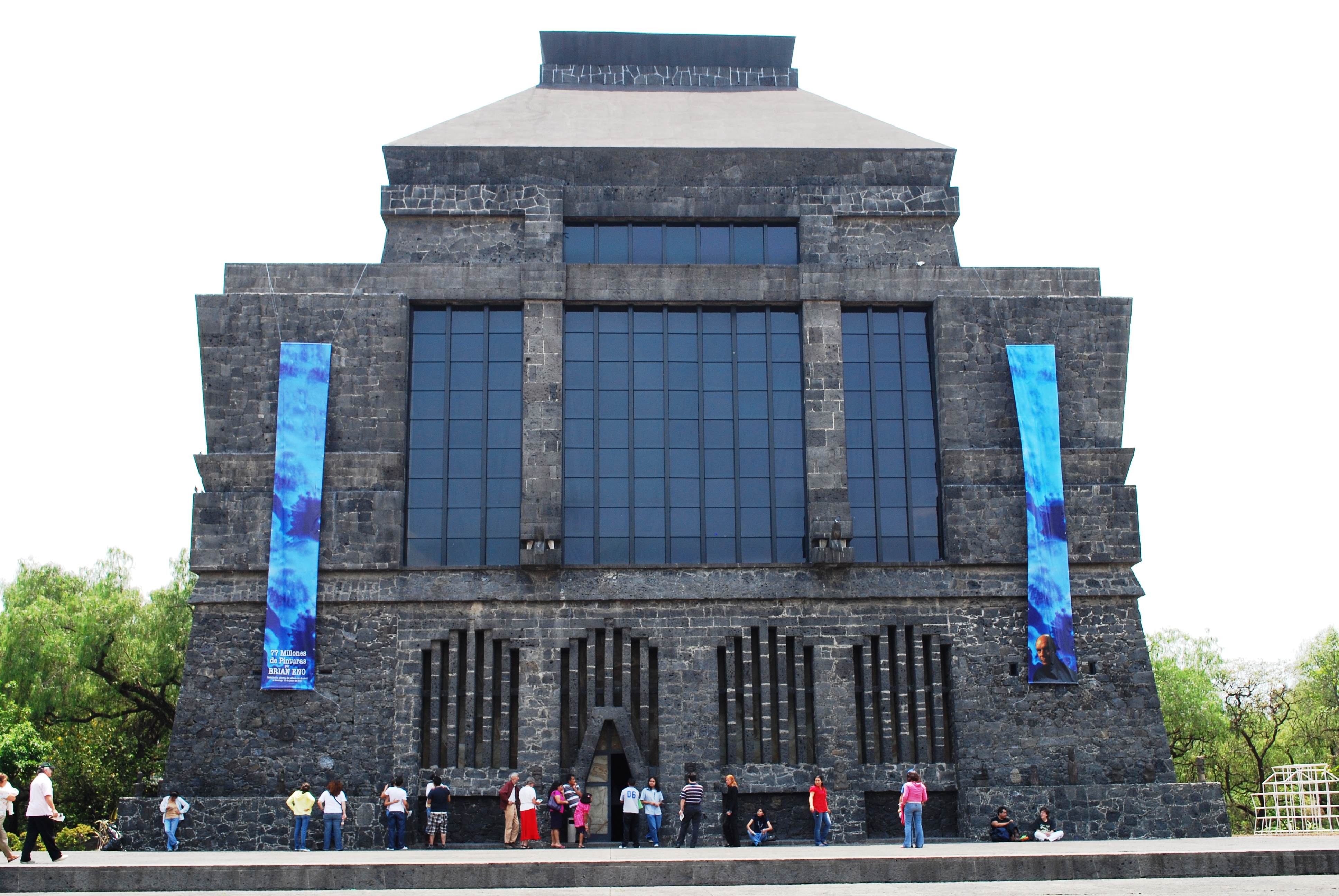
Il Museo Anahuacalli

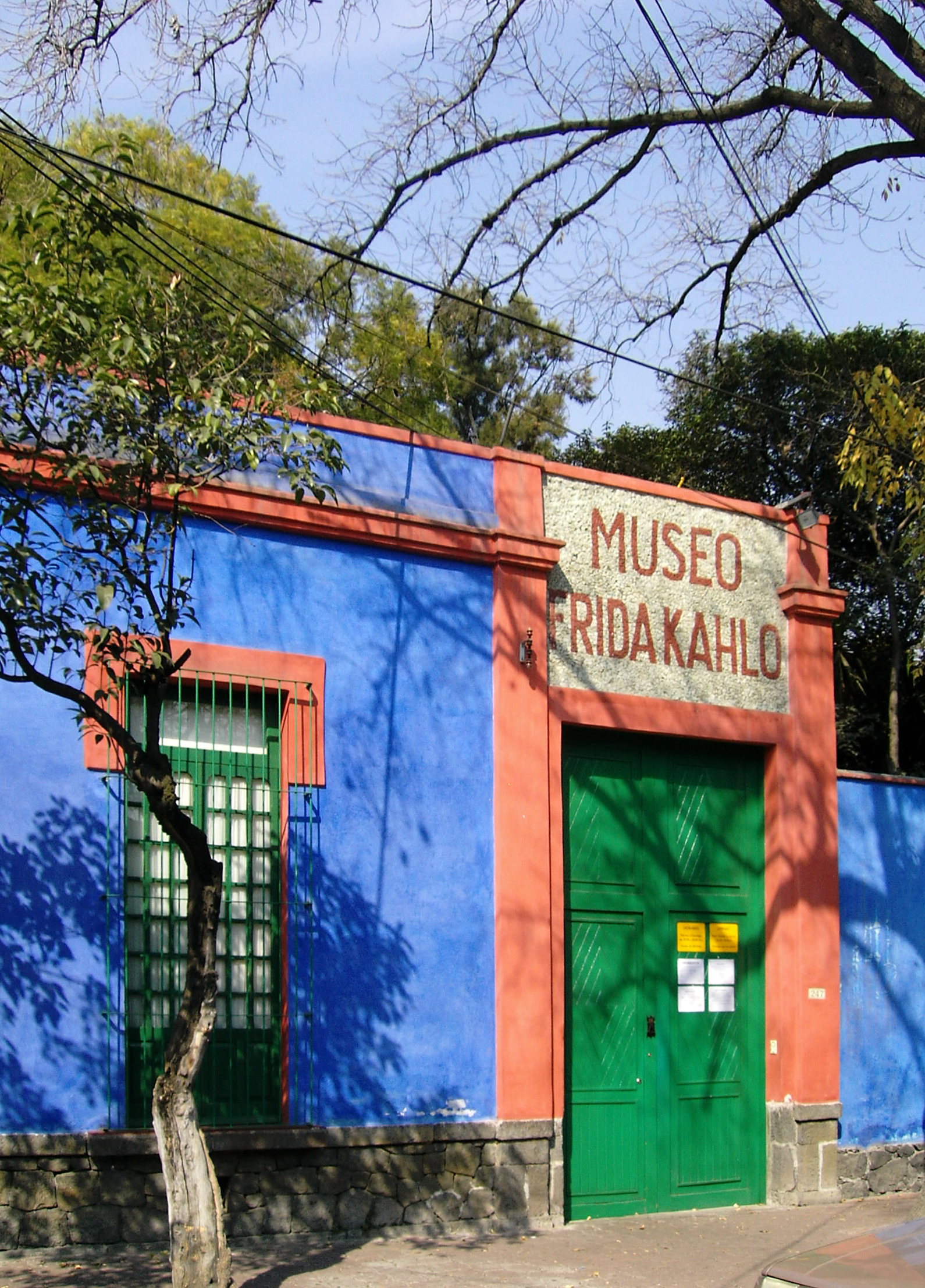
Il Museo Frida Kahlo

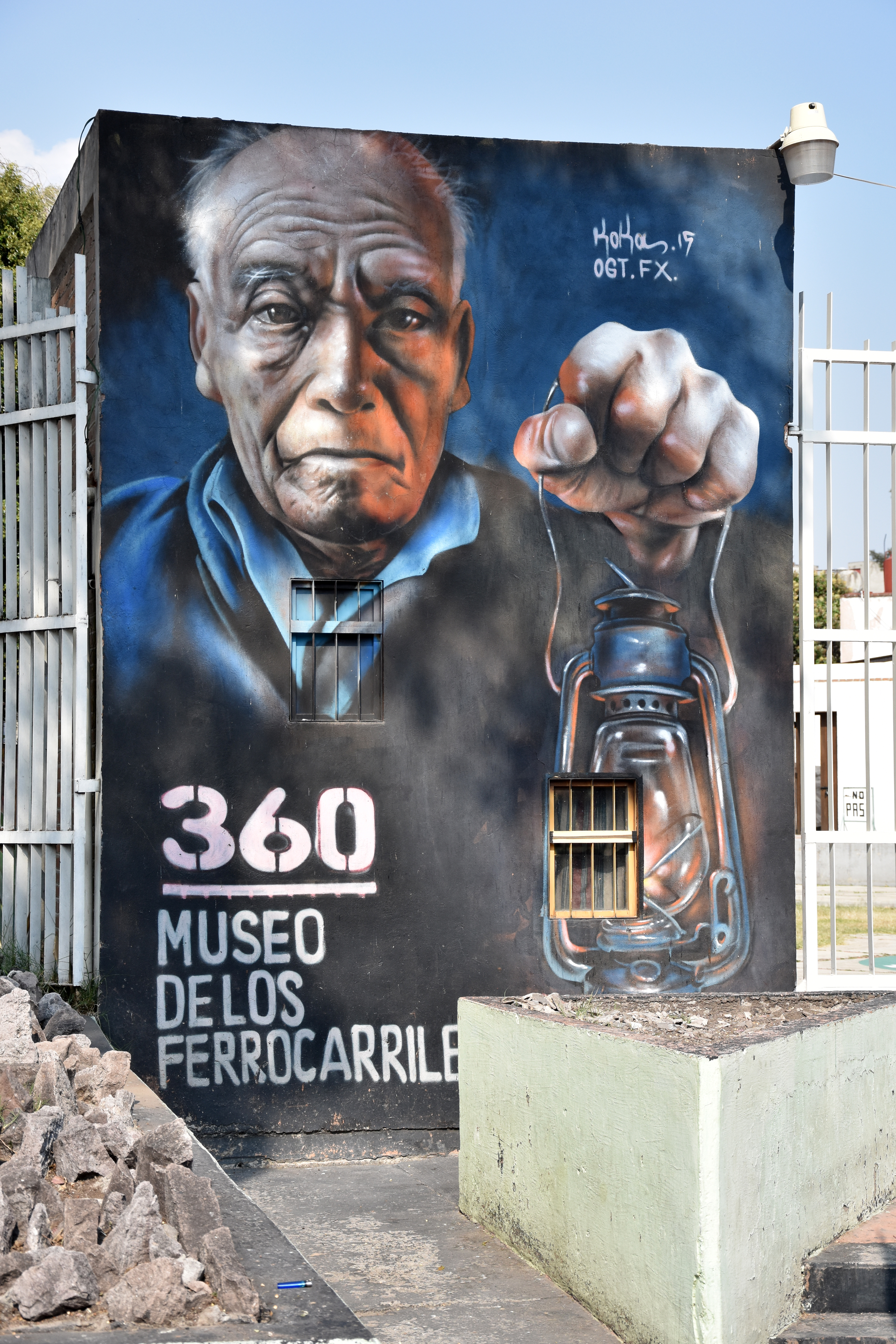
Il Museo de los Ferrocarrileros

- Museo nazionale di antropologia: Inaugurato il 17 settembre 1964 è uno dei più importanti musei di antropologia del mondo e possiede la più vasta collezione di arte preispanica mesoamericana del mondo. Il Museo sorge nel cuore del bosco di Chapultepec lungo Paseo de la Reforma ed è facilmente riconoscibile grazie al grande monolite di origine teotihuacano che sorge all'entrata. Tra i pezzi conservati all'interno spicca su tutti la famossisima "Pietra del Sole" conosciuta anche come "Calendario Azteca".
- Museo del Templo Mayor: Il museo del Templo Mayor sorge accanto agli scavi archeologici nel centro della città; oltre a una vasta collezione di reperti l'entrata al museo permette anche di visitare gli scavi dei resti del Templo Mayor.
- Museo Nazionale di Storia: Situato all'interno del Castello di Chapultepec ripercorre in due sezioni il periodo storico del Secondo Impero e del governo di Benito Juárez, al suo interno si possono ammirare numerosissimi oggetti appartenuti ai Regnanti e anche una serie di pitture murali eseguite dai maestri messicani che ripercorrono la storia del paese.
- Palacio de Bellas Artes: Vero e proprio tempio dell'arte messicana, racchiude al suo interno, oltre all'imponente sala teatrale (che ospita in cartellone spettacoli che vanno dalla lirica ai balletti folclorici), una sala cinematografica, e una più piccola sala teatrale, una grande biblioteca; ai piani superiori sono ospitati grandi pitture murali dei maestri messicani e delle aree per esposizioni temporanee e permanenti sulla storia del palazzo.
- Museo Franz Mayer: Uno dei più famosi musei della città, possiede una vasta collezione di arti decorative a partire dall'epoca della conquista fino ai giorni nostri, ospita di continuo mostre fotografiche e di disegni.
- Palazzo Postale: Imponente palazzo che sorge a lato di Bellas Artes progettato dall'architetto Italiano Adamo Boari ospita lo sportello n. 1 delle poste messicane anche la sede. Al secondo piano ospita una mostra permanente sulla storia del palazzo e sulla storia delle poste nel Messico. Tutta la struttura degli sportelli in ferro battuto è stata prodotta in Italia nelle Fonderie del Pignone di Firenze.
- Polyforum Cultural Siqueiros
- La Città Universitaria (Nominata Patrimonio dell'Umanità dall'UNESCO nel 2007) si estende a sud della città, al suo interno si trovano, tra gli altri edifici, la Biblioteca Centrale dell'UNAM, la Torre del rettore e lo Stadio Olimpico Universitario che fu sede dei giochi della XIX Olimpiade di Città del Messico nel 1968.
- Universum
- Museo Frida Kahlo
- Biblioteca Nacional José Vasconcelos
- Museo del SHCP (antico palazzo dell'arcivescovato)
- Museo della Città del Messico
- Museo Josè Luis Cueva (ex convento di Santa Inés)
- Museo d'arte moderna
- Museo Nacional de Arte
- Museo delle culture
- Museo nacional de la estampa
- Museo Rufino Tamayo
- Museo Ripley
- Papalote Museo del Niño
- Museo tecnologico
- Museo del Chopo
- Centro culturale del Bosco
- Carcamo
- Edificio del Banco de México
- Museo del Fuego Nuevo
- Museo nazionale d storia naturale
- Planetario Luis Enrique Erro
- Pinacoteca del Viceregno
- Museo delle cere di Città del Messico
- Museo del Estanquillo
- Museo dell'automobile di Città del Messico
- Casa studio di Diego Rivera e Frida Kahlo
- Museo casa di Lev Trotsky
- Museo della caricatura
- Museo Anahuacalli
- Antico collegio di Sant'Ildefonso
- Museo nazionale del Viceregno
- Museo di San Carlos
- Museo del Carmen
- Palazzo di Iturbide
- Museo di arte Carrillo Gil
- Museo dell'Alameda
- Museo archeologico di Cuicuilco
- Museo archeologico di Xochimilco
- Museo della medicina
- Giardino botanico
- Museo nazionale di arti grafiche
- Museo Soumaya
- Museo della Charrería
- Museo nazionale delle culture popolari
- Galeria di storia El Caracol
- Museo nazionale degli interventi
- Museo dell'Esercito
- Chiostro di Sor Juana
- Museo casa del poeta
- Museo de los Ferrocarrileros

### Media

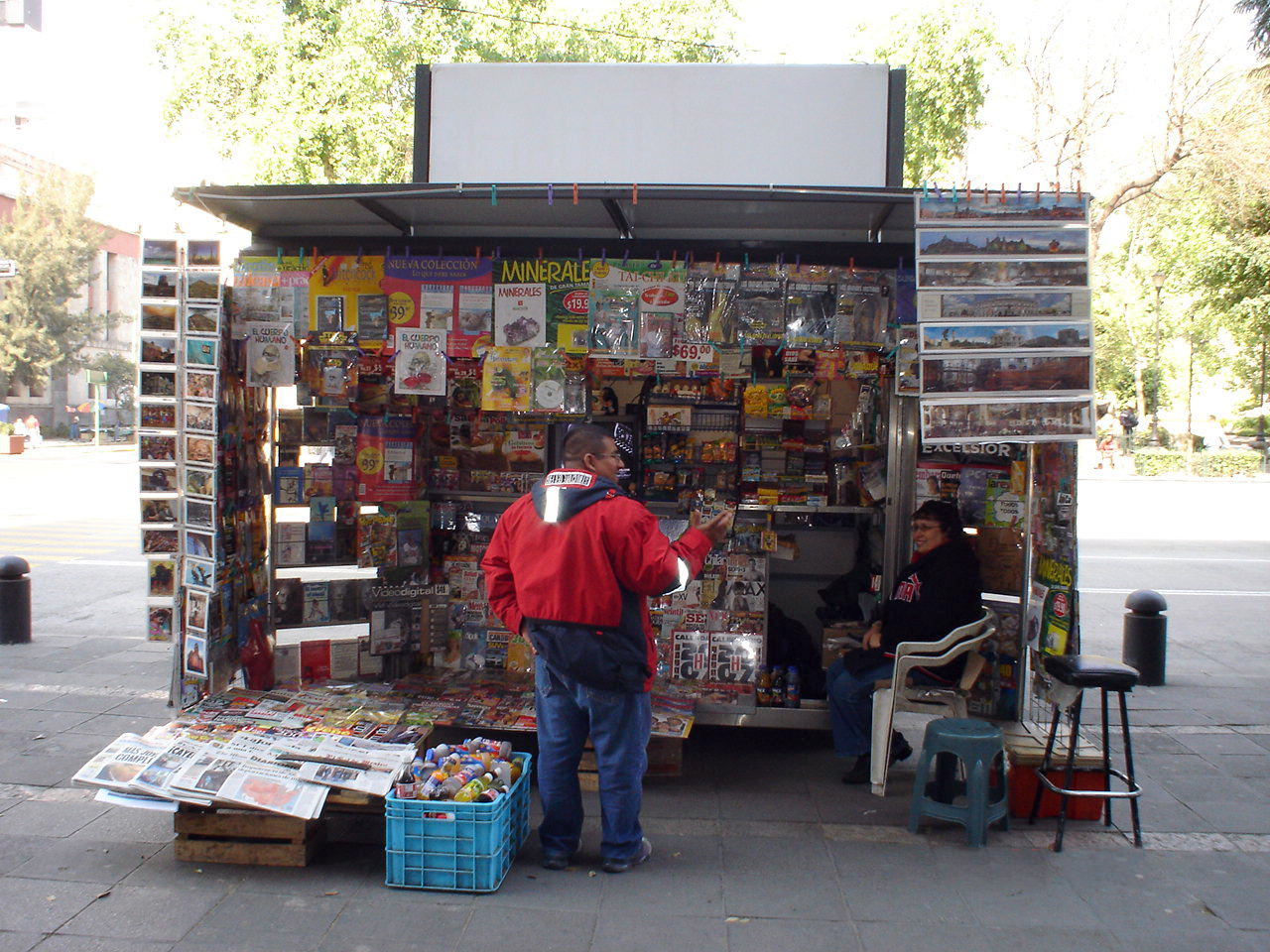
Edicola

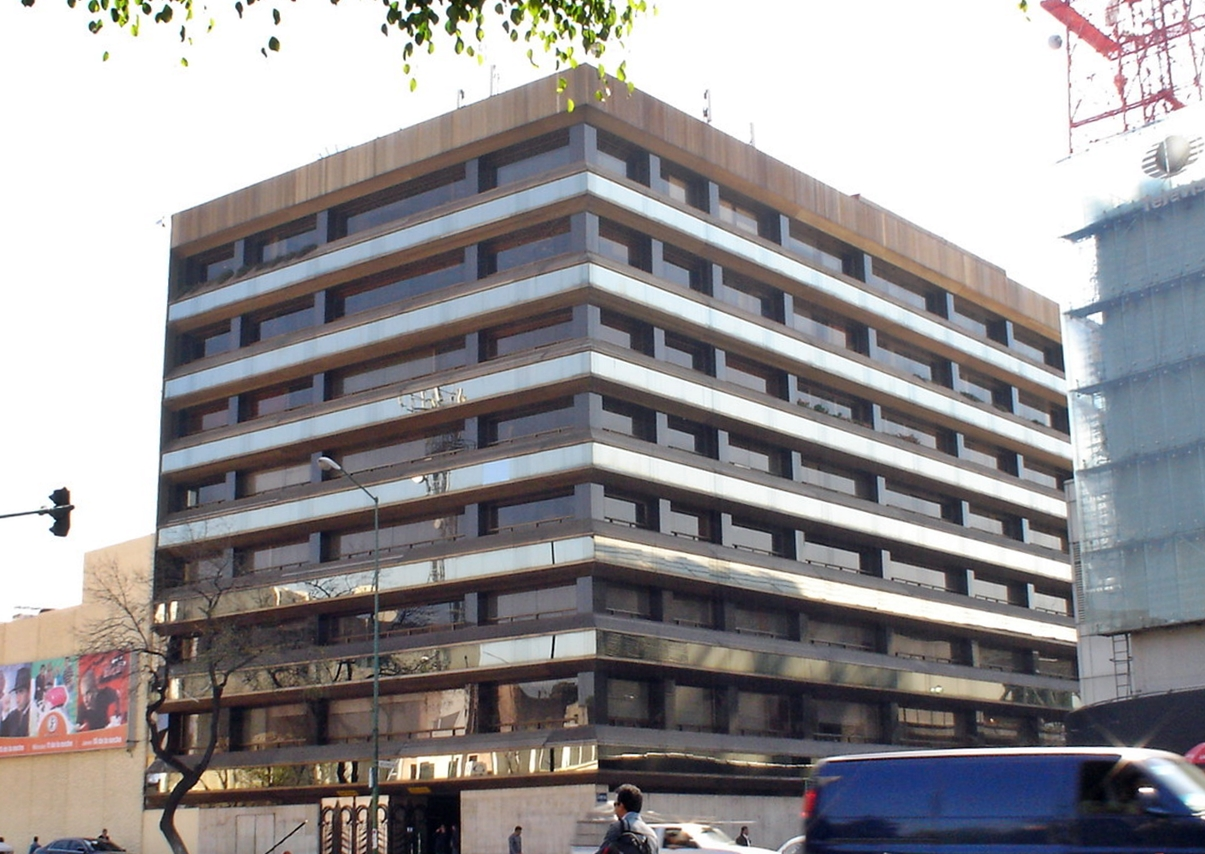
Sede Televisa

#### Stampa
La città è sede dei giornali a diffusione nazionale El Universal e Excelsior, tra gli altri. Tra i giornali locali spiccano La Jornada e Diario Reforma che, per influenza e visibilità sono considerati come dei giornali nazionali. Inoltre circolano molte pubblicazioni di tipo culturale, sportivo e poliziesco.

#### Radio
Sono presenti 60 stazioni radiofoniche con frequenze a onde corte. Molte delle stazioni di Città del Messico hanno creato dei veri e propri eventi culturali e miti come Cri Cri e Radioteatro. Attualmente presentano molti programmi di utilità pubblica.

#### Telefonia mobile
Nove compagnie di telefonia mobile operano con 12 800 ripetitori intorno alla città.

#### Televisione
Le emittenti televisive nazionali hanno tutte sede a Città del Messico: Televisa (Chapultepec, San Angel e Santa Fe) e TV Azteca (Ajusco); inoltre hanno sede le emittenti culturali Canale 11, Canale 22 e TVUNAM.

#### Internet
Il 2 aprile 2007 la compagnia cinese di telecomunicazioni ZTE e il governo della città hanno raggiunto un accordo per il servizio di internet senza fili in tutta la città.

### Eventi
Il Distretto Federale è sede di importanti festività di livello nazionale, che vanno dalla celebrazione secolare della Giornata dell'Indipendenza nella Piazza della Costituzione fino alla rappresentazione religiosa della Passione di Gesù a Iztapalapa e alle celebrazioni del Giorno dei Morti nella delegazione Tláhuac o i pellegrinaggi alla Basilica di Nostra Signora di Guadalupe. Tutti questi fatti attraggono centinaia di migliaia di persone da tutto il paese e anche dall'estero. Alcune zone della Città hanno il calendario letteralmente "saturato" di festività popolari, come è il caso di Milpa Alta, dove si registrano più di settecento feste annuali. Accanto alle tradizionali feste nate nel Distretto Federale, l'immigrazione ha contribuito all'integrazione nella cultura della capitale di nuovi eventi come la Guelaguetza, che venne introdotta dai migranti oaxaqueños; o anche la celebrazione dell'Anno Cinese. Verso la fine del XX secolo la globalizzazione ha permesso la proliferazione nella capitale di festività straniere che si sono mescolate con alcune festività precedenti. Così per esempio, è possibile osservare l'iconografia tipica di Halloween posta sugli altari dei morti.

### Arte
Anche se il Distretto Federale non si distingue particolarmente per la sua produzione di arte popolare, è possibile incontrare una grande varietà di artigianato, proveniente da tutto il paese, nei vari mercati e lungo alcune vie, a cui recentemente si sono aggiunti altri prodotti provenienti dall'Asia e da paesi come il Guatemala e l'Ecuador. Della produzione locale si deve ricordare la produzione tessile di San Miguel Topilejo (Tlalpan).
Città del Messico conta con un grande numero di leggende tramandate oralmente, che vanno da antichi miti come quello de La Llorona, che dovrebbe essere relazionato con la Cihuacoatl mexica; fino ad arrivare alla leggenda, molto diffusa negli ospedali della capitale, de La Planchada che racconta di un'infermiera spettrale che guarirebbe miracolosamente i morti e i malati terminali.

#### Patrimonio artistico

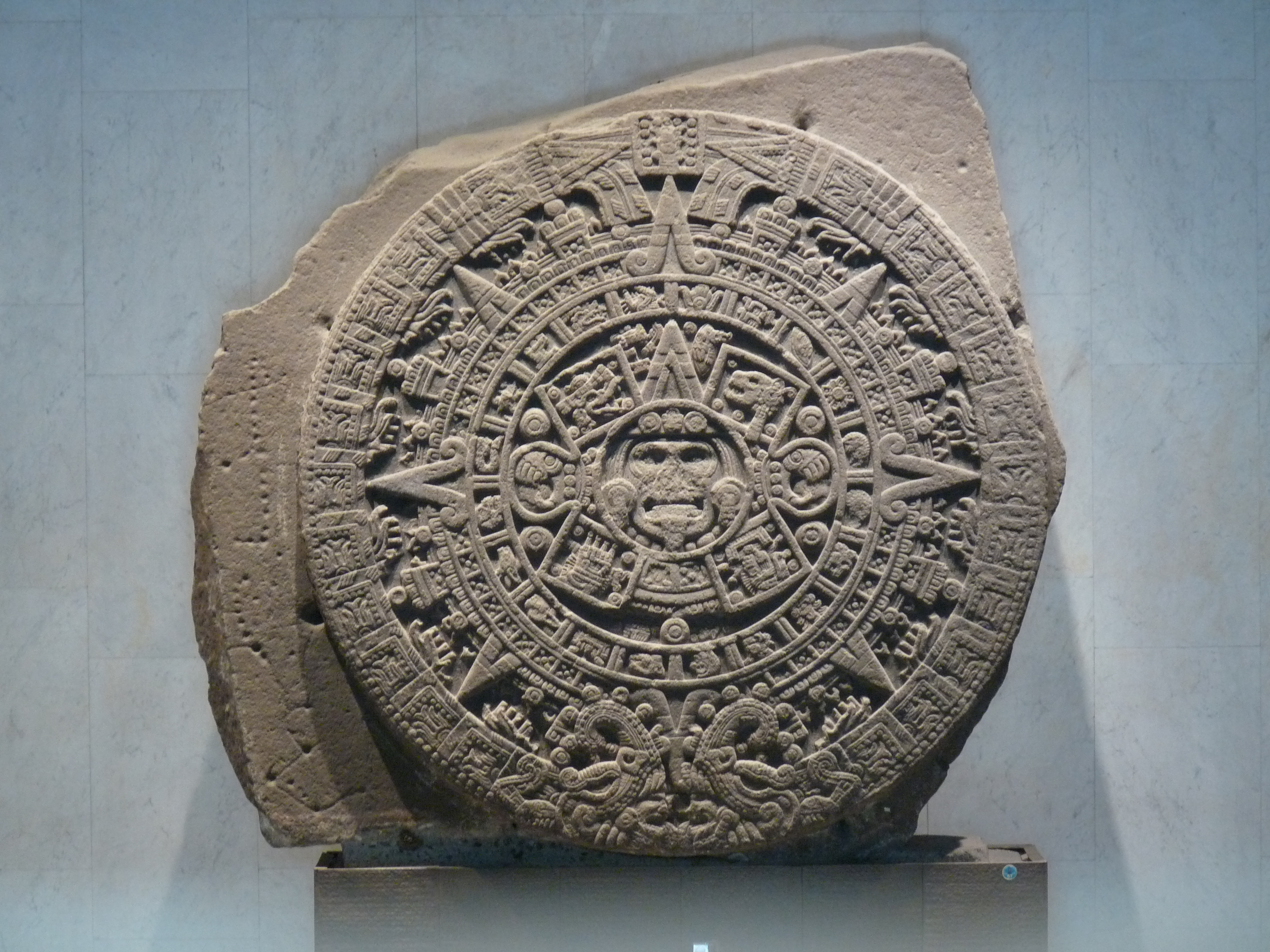
La Piedra del Sol o Calendario Azteca

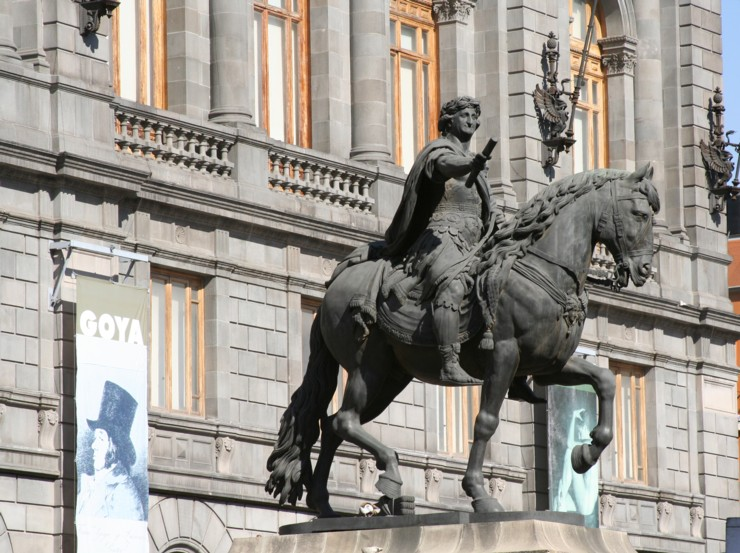
El Caballito, scultura di equestre di Carlo IV realizzata da Tolsá

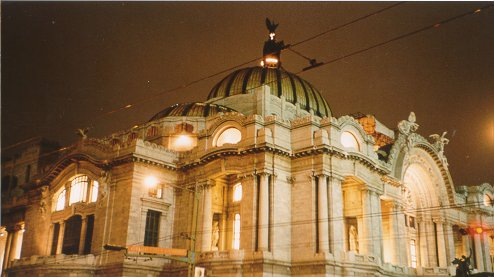
Palazzo di Bellas Artes

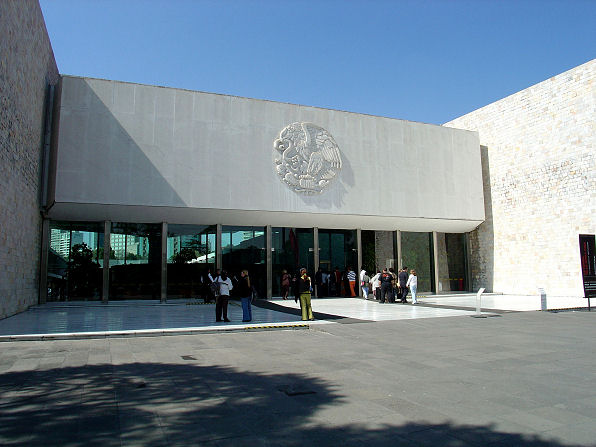
Museo Nazionale di Antropologia

Di antichità millenaria, il patrimonio culturale di Città del Messico possiede mostre significative delle culture che si sono succedute nel tempo nel suo territorio. I siti archeologici nel Distretto Federale sono innumerevoli, e molti di questi sono praticamente sconosciuti. Tra i più importanti si deve segnalare Cuicuilco, che possiede la costruzione più antica della zona, e il Templo Mayor. Nell'ultimo secolo si sono ritrovati reperti magnifici, come la statua di Coatlicue o la Pietra del Sole, due icone rappresentative dell'arte mexica precolombiana. Anche se con la conquista la produzione letteraria dei popoli nativi si interruppe, qualcosa di questa è sopravvissuta fino ai nostri giorni attraverso le cronache coloniali di autori come Ángel María Garibay K. e Miguel León-Portilla.
Anche se la colonizzazione spagnola significò la fine del modo di vita dei popoli mesoamericani, questo implicò anche l'inizio della formazione della cultura messicana dei giorni nostri.
In quel periodo infatti ebbe luogo un processo di "mescolanza" che si può notare nella lingua fino alle espressioni artistiche; soprattutto nel XVI secolo l'architettura della città e dei paesi circostanti (soprattutto Xochimilco) iniziò a mescolare elementi indigeni ed europei. Il Centro Storico di Città del Messico si riempì ben presto di grandi costruzioni, a tal punto da arrivare ad avere 436 edifici storici racchiusi in 9 km², molti di cui sono di origine coloniale. La Cattedrale venne costruita nel 1583 e successivamente ampliata.
In altre zone del Distretto Federale furono costruiti edifici religiosi molto importanti come: il convento de La Asunción a Milpa Alta, la Cattedrale di Xochimilco o L'Antica Basilica di Guadalupe, e anche molti edifici pubblici come il Castello di Chapultepec o l'Ayuntamiento di Coyoacán.
Nella letteratura, figure come Suor Juana Inés de la Cruz e Carlos de Sigüenza y Góngora diedero lustro alla lingua spagnola.
Il XIX secolo fu un'epoca di costanti conflitti nazionali, ed è per questo che, nella prima metà del secolo, nella città vennero costruirono grandi opere architettoniche. In contrasto, il governo porfirista si impegnò a modernizzare la città, adottando la moda architettonica francese, di cui ne sono esempi il Palacio de Bellas Artes, il Palazzo Postale e le colonie delle classi medie che si svilupparono in quel tempo, come la Colonia Roma e Santa María la Ribera. Nel XIX secolo l'Accademia di San Carlo formò molti degli architetti e pittori messicani più rappresentativi dell'epoca, tra cui si deve segnalare l'opera pittorica del mexiquense José María Velasco, produttore di un'ampia collezione di stampe di paesaggi del Distretto Federale.
Nella letteratura spiccano il romanzo El Periquillo Sarniento, di Lizardi, l'opera degli scrittori liberali della Guerra di Riforma e poeti modernisti del porfiriato come Manuel Gutiérrez Nájera.
Dopo che la rivoluzione si installò al potere, i governi successivi durante la prima metà del XX secolo, si diedero il compito di fomentare la cultura come un meccanismo di legittimazione.
Opere architettoniche come l'Edificio El Moro, Torre Anahuac, Torre Latinoamericana, Edificio Miguel E Abed, Torre Insignia e la Torre di Tlatelolco pretendevano di dare l'immagine di una città moderna.
Si costruirono opere pubbliche come la Città Universitaria e si canalizzarono i fiumiche passavano nella zona centrale del Distretto Federale. Ma ciò che fu veramente impressionante fu lo sviluppo del Muralismo Messicano con chiara vocazione Socialista, tra i principali esponenti spiccano Rivera, Siqueiros e Orozco.
Il muralismo proponeva lo sviluppo di un'arte che servisse per istruire le classi lavoratrici. Anche se non parteciparono al movimento muralista, si devono ricordare le opere della coyoacanense Frida Kahlo, compagna di Rivera, che raggiunse la fama mondiale specialmente negli anni novanta e anche l'opera della catalana Remedios Varo, esiliata spagnola che produsse gran parte delle sue opere in Messico.
Durante la seconda metà del XX secolo e gli inizi del XXI, numerosi progetti hanno rinnovato l'architettura della capitale. Tra questi si deve segnalare la costruzione del Museo di Antropologia, uno dei più importanti musei antropologici del mondo, per la sua vastissima collezione di reperti delle culture mesoamericane precolombiane. Altri importanti progetti architettonici sono stati: la costruzione della Ciudad Santa Fe, la Torre Pemex, la Torre Prisma, la Torre del Caballito, la Torre WTC, la Torre HSBC, la Torre Libertad, la Torre Mayor e la Plaza Juárez, opere destinate a ospitare le sedi di importanti società economiche e di uffici governativi.
Nella scultura e nella pittura, a partire dal 1970 avvenne una rottura con le tendenze nazionaliste e con il compromesso politico del muralismo messicano, questione nella quale ebbe molto a che vedere la critica che José Luis Cuevas scrisse nel suo testo La cortina de nopal.
Dalla loro parte, gli scrittori hanno cercato di avvicinarsi il più possibile alla vita quotidiana, ai problemi urbani trasformando la capitale nello scenario di una gran varietà di racconti. Tra gli esempi più rappresentativi si deve segnalare La Onda, le cronache di Monsiváis o le poesie di Efraín Huerta.
Nel 1987, l'UNESCO ha iscritto il Centro Storico di Città del Messico e Xochimilco nella lista dei Patrimoni dell'Umanità, onore che si ripeté nel 2004 per la Casa studio Luis Barragán, e nel 2007 per la Città Universitaria.

### Cinema
La capitale messicana fa da sfondo a diversi film ed è stata oggetto di documentari sin dai primi anni del Novecento.
Filmografia
- City of Mexico, documentario della Essanay Film Manufacturing Company (1913)
- Mexico City, regia di Richard Shepard (2000)
- Frida, regia di Julie Taymor (2002)

### Auditori e teatri
- Auditorio Nacional Con una capacità di 15 000 spettatori seduti è superato solo dal Madison Square Garden di New York.
- Palacio de Bellas Artes.
- Polyforum Cultural Siqueiros.
- Sala Ollin Yolitzli.
- Teatro de la Ciudad.
- Teatro Metropolitan.
- Teatro Orfeon
- Salón 21 oggi chiamato Vive Cuervo Salon
- Teatro Manolo Fabregas.
- Teatro Blanquita.
- Teatro de los Insurgentes.
- Foro Sol.
- Centro Cultural Telmex
- Centro Cultural Helénico.
- Teatro La Capilla.

Esistono diversi teatri sperimentali e auditori di minore capacità, che sono usati dagli studenti di teatro e dalle scuole; come per esempio il Teatro el Granero, che si trova esattamente alle spalle dell'Auditorio Nacional.
Ci sono anche alcuni teatri gestiti dall'Instituto Mexicano del Seguro Social.

### Cucina

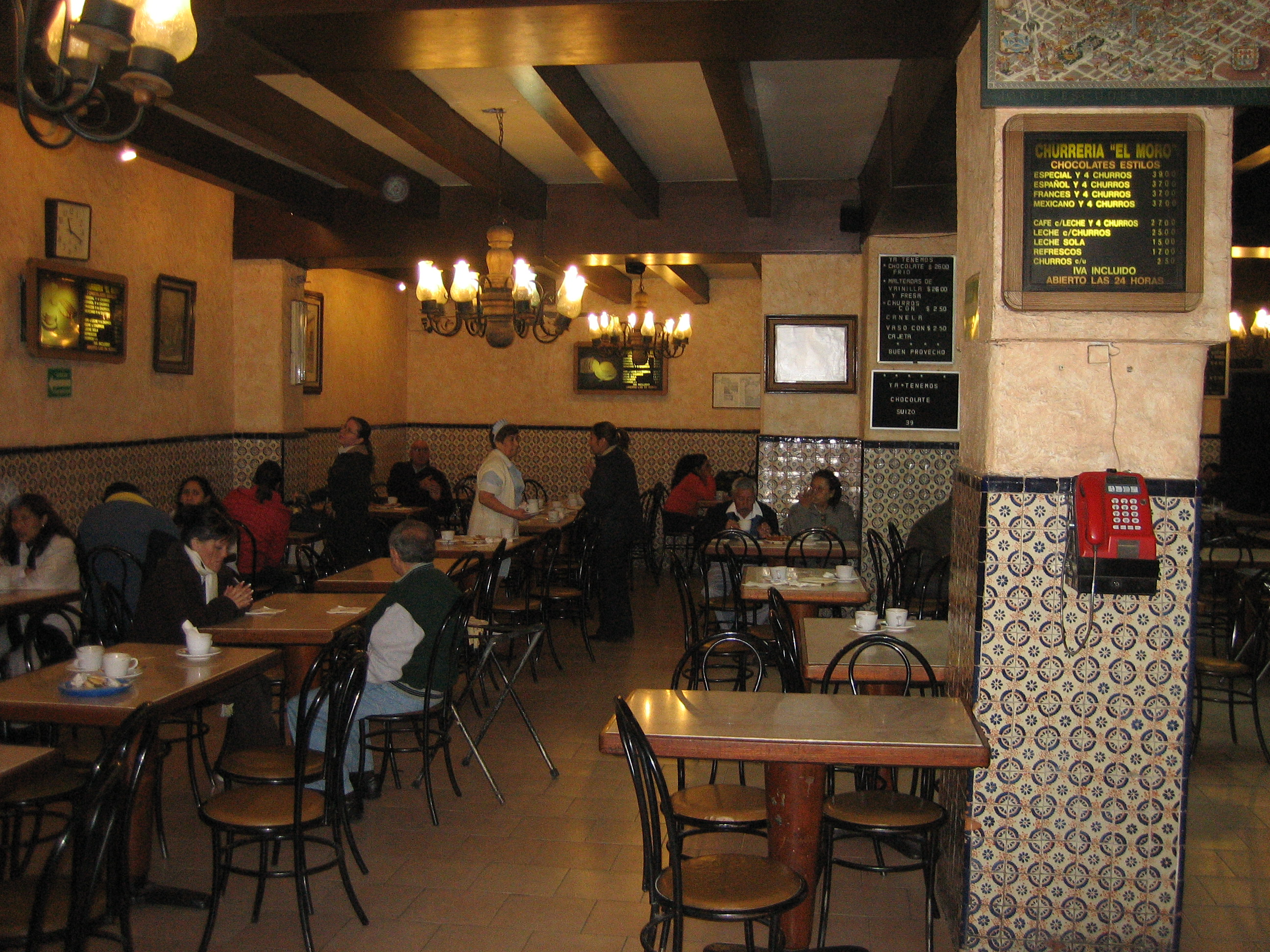
La Churreria El Moro di Città del Messico, dove si servono i deliziosi churros

A Città del Messico è possibile trovare un'ampia gamma di alimenti. Esistono zone specializzate nell'offerta di cibi preparati, come la Colonia Condesa, dove sono proliferati piccoli ristoranti e caffetterie. In altre zone della città è possibile trovare ristoranti internazionali e di alta cucina. Ci sono anche zone dove esistono importanti ristoranti dedicati alla gastronomia messicana.
La stessa gastronomia locale, è il risultato delle tradizioni culinarie di tutto il paese. L'antica tradizione gastronomica della Valle del Messico è sparita poco a poco, visto la graduale scomparsa dei prodotti che gli indigeni coltivavano nella conca lacustre. Attualmente, trovare ahuautle (uova di moschini lacustri); è praticamente impossibile. Il mixmole (mole di pesce), che si prepara a Míxquic è stato sostituito dalle lenguas de vaca. Città del Messico è sede di eventi culinari di rilevanza nazionale come la Fiera Nazionale del Mole che si celebra durante le prime tre settimane di ottobre a San Pedro Atocpan (Milpa Alta).

## Geografia antropica

### Suddivisioni amministrative

#### Limiti e divisioni politiche
Il distretto federale fu creato nel 1824 con il territorio corrispondente a un cerchio intorno a piazza della Costituzione. Nel 1898 furono fissati i limiti tra gli stati vicini e il distretto federale. Da allora il perimetro della capitale non ha subito molte modifiche, salvo piccoli cambiamenti a oriente.
Il territorio della capitale si divide in 16 delegazioni. Ogni delegazione è governata da un capo delegazionale, sin dall'anno 2000, eletto a suffragio universale.
Ogni delegazione è integrata dai villaggi, dai quartieri e dalle colonie. I villaggi e i quartieri sono denominazioni che corrispondono a unità di vicinato molto antiche, alcuni sin dall'epoca precolombiana. Le colonie furono create a partire dall'espansione della zona urbana.
Dagli anni ottanta sono fioriti piccoli movimenti che combattono perché il distretto federale diventi lo Stato numero 32 della federazione. Questi movimenti furono in gran parte assorbiti dai partiti di sinistra.
| delegazioni del distretto federale |             |                    |                  |
|                                    | Delegazione | Popolazione (2010) | Superficie (km²) |
| Città del Messico                  |             | 1 479              |                  |
| Álvaro Obregón                     | 727 034     | 96,17              |                  |
| Azcapotzalco                       | 414 711     | 33,66              |                  |
| Benito Juárez                      | 385 439     | 26,63              |                  |
| Coyoacán                           | 620 416     | 54,4               |                  |
| Cuajimalpa de Morelos              | 186 391     | 74,58              |                  |
| Cuauhtémoc                         | 531 831     | 32,4               |                  |
| Gustavo A. Madero                  | 1 185 772   | 94,07              |                  |
| Iztacalco                          | 384 326     | 23,3               |                  |
| Iztapalapa                         | 1 815 786   | 117                |                  |
| Magdalena Contreras                | 239 086     | 74,58              |                  |
| Miguel Hidalgo                     | 372 889     | 46,99              |                  |
| Milpa Alta                         | 130 582     | 228,41             |                  |
| Tláhuac                            | 360 265     | 85,34              |                  |
| Tlalpan                            | 650 567     | 312                |                  |
| Venustiano Carranza                | 430 978     | 33,4               |                  |
| Xochimilco                         | 415 007     | 118                |                  |

#### Colonie e quartieri

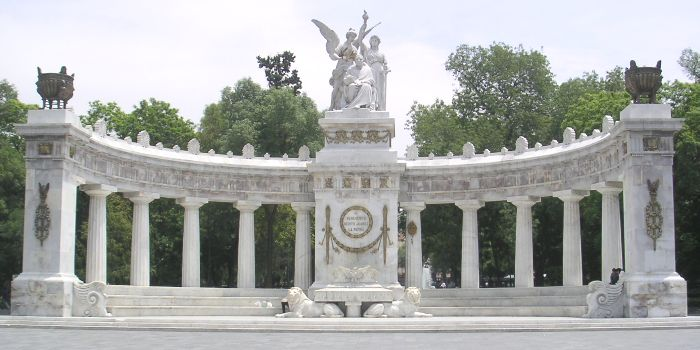
Emiciclo a Juarez

- Centro storico di Città del Messico.
- La Colonia Condesa: zona di bar e ristoranti, una delle zone più "fashion" della città.
- Colonia Roma: quartiere in architettura porfiriana sede di diversi uffici. Molte delle sue vie portano i nomi degli stati messicani.
- Polanco: Colonia di alta classe, la cui architettura è in stile californiano, è una zona ricca di bar ristoranti, hotel e uffici di alto livello. Spicca il viale Presidente Mazaryk dove sono situate le boutique di moda e che è considerata una delle vie più care del mondo. In questa zona è concentrata la gran parte della comunità ebrea del Messico.
- Coyoacán: qui spiccano la casa di Frida Kahlo, la casa museo di Leon Trotsky, la Chiesa della Santa Concezione, il parco centrale con il suo mercato del fine settimana, i suoi caffè e le gelaterie.
- San Ángel: Colonia residenziale, centro di gallerie d'arte.
- La Villa de Guadalupe: principale quartiere religioso, dove sorge la Basilica di Nostra Signora di Guadalupe
- La Zona Rosa: Zona di bar e locali notturni dagli anni cinquanta agli anni settanta, fu la Montmartre del Messico. Attualmente è considerata una delle principali zone gay e una delle principali zone di commercio della città. Qui infatti hanno sede la Borsa Messicana e numerose banche.
- Santa Fe: Zona di recente costruzione, ha iniziato il suo incremento di popolazione nel 1995. Qui si trovano diversi edifici esclusivi e le sedi di importanti imprese tecnologiche e finanziarie. È collegata alla città attraverso la zona di Huixquilcan, Interlomas e Naucalpan
- Il Quartiere Bravo de Tepito. Famoso Quartiere di origine precolombiana dove le classi più povere della città hanno trovato modo di vivere. La zona è famosa per l'alto tasso di delinquenza presente.

## Economia
Il Distretto Federale durante buona parte della storia del Messico indipendente è stato il principale centro economico del paese. Nel XIX secolo i comuni periferiche basavano le proprie economie sull'agricoltura e il commercio dei beni prodotti nei campi. Tutti gli altri prodotti, (che altro non erano se non i principali beni di consumo), venivano scambiati nella città.
La città in quanto capitale nazionale, si stava specializzando nella fornitura di servizi associati alla pubblica amministrazione. Alcuni dei suoi abitanti erano lavoratori agricoli, ma erano solo una piccolissima percentuale, in quanto la maggior parte dei cittadini lavorava nell'industria e nel terziario.
Durante il XIX secolo le principali attività industriali nel Distretto Federale furono quella tessile e quella della lavorazione della carta. A fine del secolo durante il porfiriato vennero introdotte macchine meccaniche in alcune fabbriche come La Magdalena o La Fama. L'industria della capitale si trasformò all'inizio del XX secolo quando venne promosso un modello di sviluppo chiamato modello di sostituzione di importazioni.
Tra il 1950 e il 1980 il distretto federale arrivò a produrre fino al 36% del PIL nazionale. Ma da allora il Distretto Federale ha perso importanza nella costituzione del PIL, infatti all'inizio del XXI secolo la produzione della capitale rappresentava solo il 25% del totale.
Allo stesso modo nel 1980 il Distretto Federale dava lavoro al 45% dei lavoratori dell'industria manifatturiera messicana, mentre solo un decennio dopo la percentuale era drasticamente calata fino ad arrivare al 33%; delle cinquecento imprese più importanti del paese, nel 1982, 257 di queste avevano sede proprio a città del Messico, solo sette anno dopo, il numero era calato a 145.
La recessione industriale nel distretto federale implicò d'altra parte la crescita degli introiti del terziario, e di riflesso portò alla crescita anche della cosiddetta economia informale. Dopo la crisi economica del Messico degli anni ottanta e novanta il DF fu una delle poche entità federali a incrementare il proprio PIL che passò dal 21% del 1988 al 23% del 1996. Inoltre il reddito pro capite venne incrementato anche a causa del terremoto del 1985.
Città del Messico è uno dei centri finanziari più grandi del mondo. Nel 2004 ha prodotto il 20,52% del PIL nazionale, che equivale all'incirca a quasi 133 miliardi di dollari. IL PIL pro capite della città è anche il più alto del Messico ed è stimato in 18381 $. Questa cifra equivale al 2,5 volte il PIL nazionale, ed è simile a quello di paesi come Portogallo, Estonia, Puerto Rico e Barbados.
Secondo uno studio realizzato da PriceWaterHouseCoopers, Città del Messico e la sua area metropolitana occupano l'ottavo posto nella classifica delle città più ricche del mondo avendo un GDP di 331 miliardi di dollari che verrà raddoppiato, secondo lo stesso studio, prima del 2020, collocando Città del Messico al settimo posto dietro solamente a città come Tokyo, New York, Los Angeles, Londra e Parigi.

### Industria e costruzioni
Il distretto federale e la sua zona metropolitana hanno sperimentato un processo di decentralizzazione delle attività industriali a partire dagli ultimi anni ottanta. Questo processo fu stimolato dal governo federale visti i pericolosi livelli di inquinamento raggiunti in quegli anni e anche per i problemi derivanti dall'alta concentrazione demografica che portò con sé l'espansione industriale.
La maggior parte delle industrie hanno traslocato in città vicine come Toluca, Santiago de Querétaro e Puebla. La decentralizzazione delle industrie ha favorito una crescita delle attività in altri stati della repubblica messicana, specialmente negli Stati del nord, dove a partire dagli anni novanta si sono stabilite numerose imprese di cosmetica.
Secondo i dati della Segreteria dello Sviluppo Economico del Distretto Federale (Sedeco-DF), la città conta con 54 zone industriali, e della superficie totale, 2.578 Ettari sono destinati ad uso industriale. Il PIL industriale della capitale rappresenta il 16,23% del totale della produzione industriale messicana e nel 2004 ha raggiunto un valore di 50768867000 MXN.
Questo sta a indicare la grande diminuzione dell'attività industriale della città, infatti nel 1999 la capitale partecipava al prodotto industriale nazionale con il 18% con un valore di più di 55 miliardi di Pesos Messicani.
Nel 2003, esistevano 27727 unità economiche che furono qualificate come industriali e hanno dato lavoro a più di 547 000 persone.
La zona con il maggior numero di queste unità fu Iztapalapa, con 5 000 unità industriali.
Nel 2005 l'industria chimica e di trasformazione del greggio, l'industria alimentaria e la produzione di macchinari e di altri articoli metallici furono concentrati in buona parte nella mano d'opera dell'industria della capitale.

### Mercati

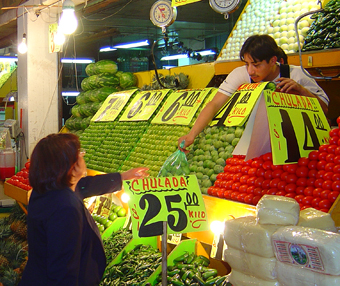
Central de Abastos

La Central de Abastos, situata nella zona orientale della città, è il centro di distribuzione di prodotti alimentari più importante del Messico.
Questo enorme mercato a sua volta fornisce altri mercati della città e anche i mercati di altre entità federali; venne costruito agli inizi degli anni ottanta.
Oltre alla Central de Abastos, esistono numerosi mercati sparsi per tutta Città del Messico, ne esiste quasi uno in ogni colonia. Alcune colonie ne hanno più d'uno, specializzati in alimenti, artigianato, prodotti domestici e altri prodotti di consumo.
Alcuni dei mercati più famosi sono:
- Mercato della Merced. Con una grande quantità di prodotti enogastronomici, di interesse domestico e commerciale. È considerato il secondo più importante della Città.
- Mercato de San Juan. Vi si può trovare una grande varietà di prodotti nazionale e non; è molto conosciuto per la vendita di carni esotiche, come quella di coccodrillo e quella di serpente.
- Il Mercato Sonora. Conta con una grande varietà di erbe, prodotti di medicina alternativa e di religioni afroamericane, inoltre a una grande quantità di giocattoli economici. È famoso per vendere animali esotici vivi e una grande varietà di Artigianato Messicano, ceramiche e terracotta.
- Mercati di Artigianato della Ciudadela, Buenavista e San Juan, specializzati, come il nome ricorda nella vendita di artigianato messicano.
- Mercato Hidalgo. Con una grande quantità di prodotti per la ristorazione e le riparazioni domestiche.
- Mercato La Lagunilla. Specializzato in vestiti e accessori, tappa obbligatoria di tutte le ragazze future spose e quinceañeras della città e di molti stati della Repubblica.
- Mercato Jamaica. Specializzato nella vendita di fiori, frutta e verdura.
- Mercato Nuevo San Lázaro. Conosciuto anche come il Mercato dei pesci o di Mixhiuca, per la sua vicinanza con la stazione della metropolitana. È orientato alla vendita di pesce e fauna marina.
- Mercato La Viga. Originariamente era il centro di distribuzione di pesci e frutti di mare, oggi è ridotto a pochi locali e qualche ristorante. Fu sostituito con il mercato La Nueva Viga, situato all'interno della Central de Abastos.
- Esistono numerosi mercati alimentari, alcuni di questi famosi, come quello di Coyoacan, conosciuto per la cucina messicana; o quello di Mixcoac, notevole per la vendita di pesce.
- Mercato Unidad Rastro. Specializzato in carni rosse, si trova nella delegazione Venustiano Carranza.
- Mercato Abelardo L. Rodriguez. Situato nel Centro Storico. È famoso perché al suo interno esistono pitture dell'inizio del XX secolo, la costruzione è coloniale. È specializzato in alimentari, per la maggior parte frutta e acque.

### Economia informale
I mercati ambulanti, conosciuti come tianguis, sono molto importanti per l'economia e servono come appoggio alle aree, alle colonie in cui periodicamente si stabiliscono. Sono comunemente distinguibili per i teloni di color rosa.
I commercianti ambulanti sono presenti in moltissime aree della città da moltissimi anni; in molti casi sono imprenditori indipendenti. Questo segmento del commercio nella capitale è di somma importanza, visto che contribuisce a dare lavoro a tantissime persone e anche a muovere prodotti e a rafforzare l'economia interna.
Alcuni commercianti ambulanti sono icone semi-nostalgiche della società messicana, come i suonatori di organetto e il merenguero. Ci sono anche i negozianti che si trasportano, e contemporaneamente trasportano i propri prodotti in un carretto o in una bicicletta, magari modificata, come per esempio il carretto dei camotes ("patate dolci") o l'arrotino.

## Infrastrutture e trasporti

### Viabilità
Il Distretto Federale è connesso con il resto del paese attraverso varie autostrade, che giungono alle principali città del paese: Querétaro (211 km), Toluca (65 km), Cuernavaca (85 km), Puebla (127 km), Texcoco (15 km), Tulancingo (100 km) e Pachuca (91 km). Le autostrade sono date in concessione a privati. Inoltre esistono strade federali a circolazione libera, anche se di minore qualità.
La base della rete viale interna sono gli "assi viali", che formano un reticolo nella zona urbana del Distretto Federale. Completano la rete due anelli conosciuti come Circuito Interno e Anello Periferico. Tutti e due considerati assieme con la Calzada de Tlalpan, il Viaducto e Rio San Joaquin le cinque "vie rapide" della capitale. Nel 2006 furono conclusi i lavori di un'autostrada elevata sopra il ponente dell'Anello Periferico, con l'obiettivo di snellire il traffico in quella zona.
Si prevede inoltre per la fine del 2007 la conclusione dei lavori dell'Asse Troncale Metropolitano, che mediante la costruzione di ponti viali negli incroci più importanti dell'Asse 3 Oriente vuole costruire una via rapida che unisca Xochimilco con la Ciudad Azteca.

### Trasporto pubblico locale

#### Metropolitana

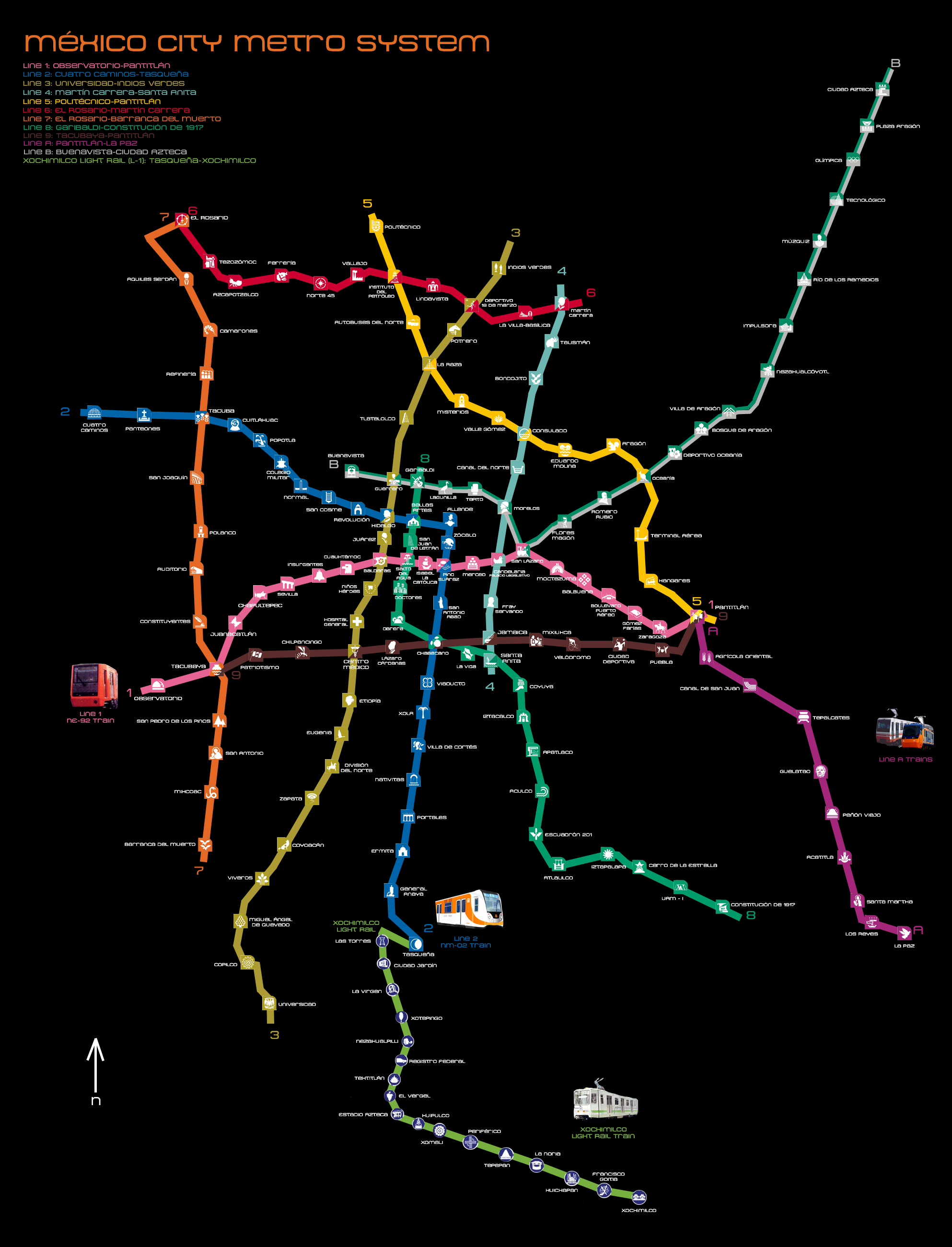
Mappa del sistema metropolitano di Città del Messico nel 2006, prima della costruzione della linea 12

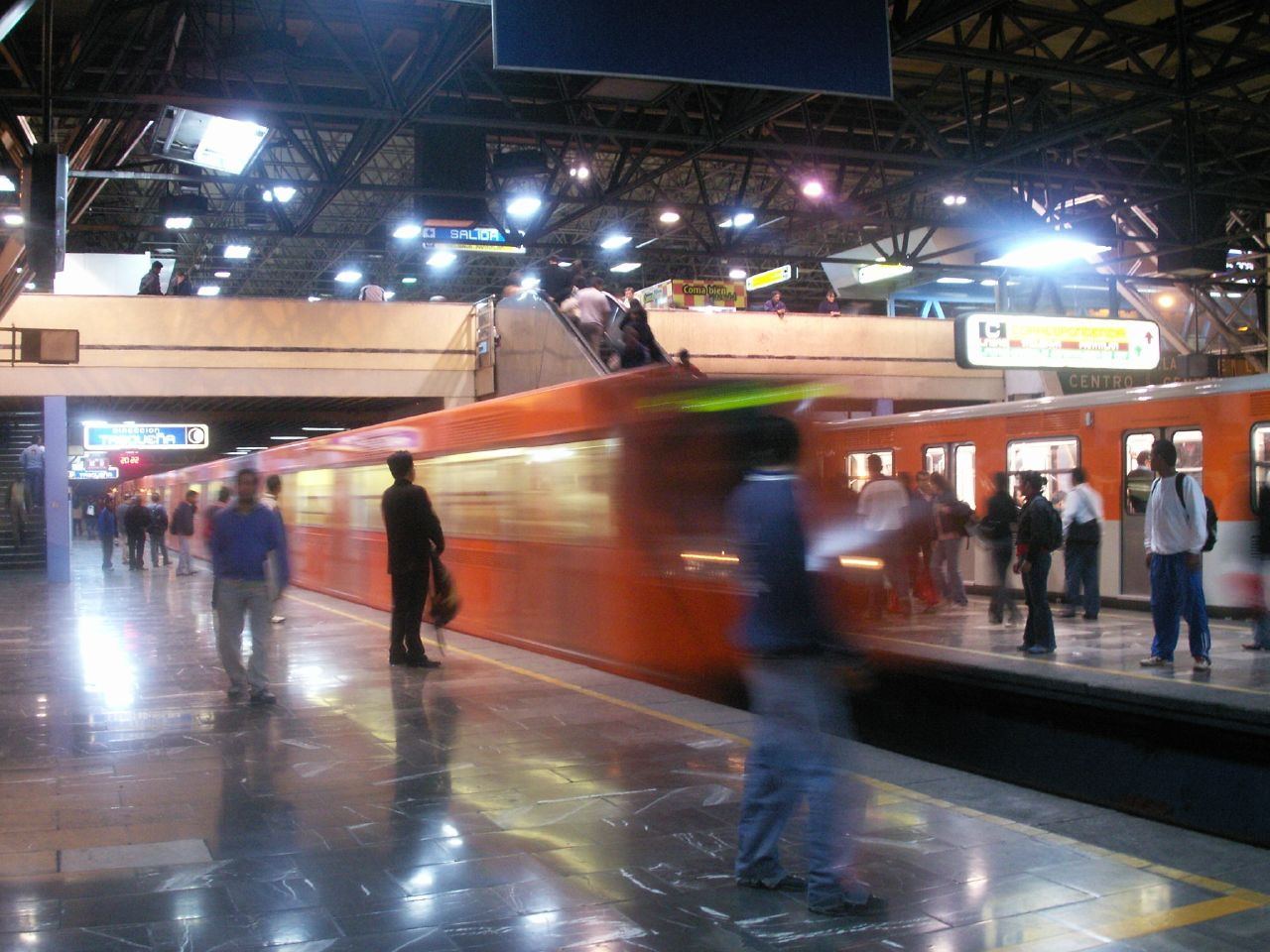
Stazione Chabacano, nella connessione tra le linee 2, 8 e 9 del Metro

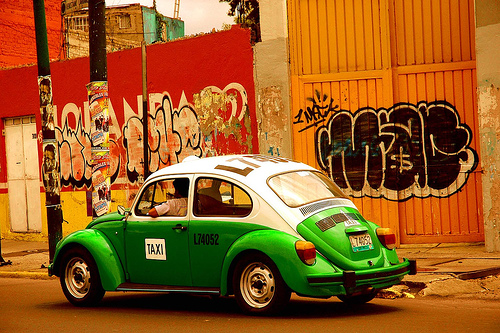
Storico taxi di Città del Messico nella vecchia colorazione verde-bianco

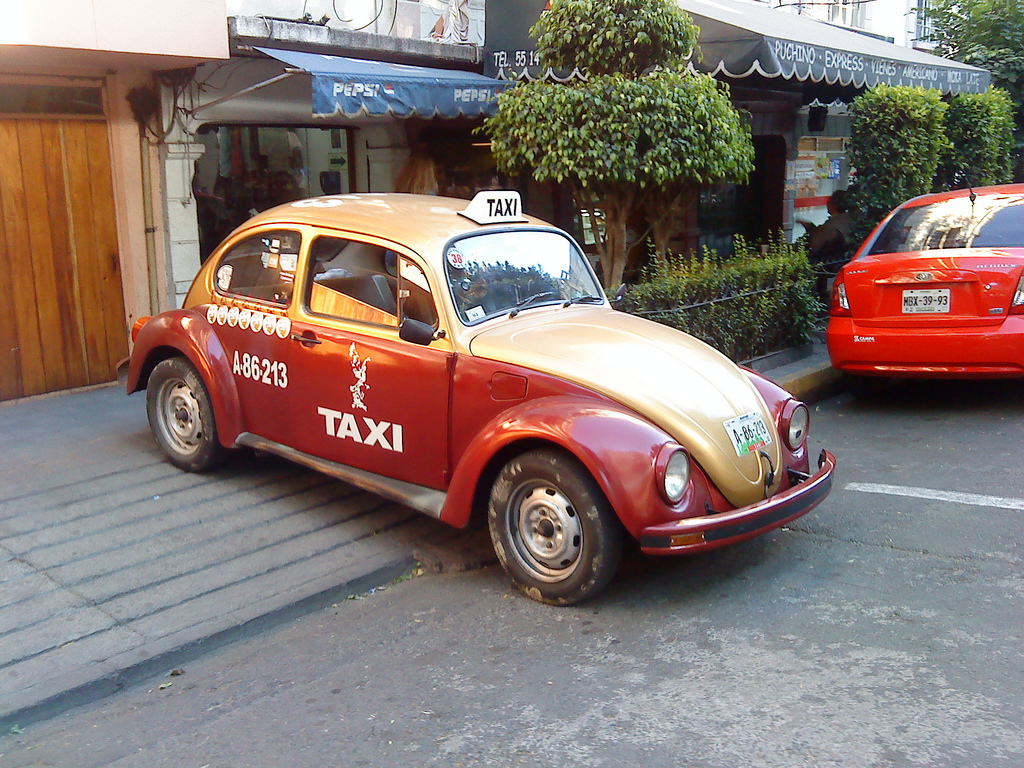
Taxi di Città del Messico nella livrea ciliegia-oro adottata dal 1º giugno 2009, oggi non più in uso

La metropolitana di Città del Messico è la colonna vertebrale del sistema di trasporti pubblici della capitale messicana. Può contare su 12 linee e 175 stazioni e trasporta quotidianamente quasi cinque milioni di passeggeri: è superata solamente dalle metropolitane di New York, Mosca e Tokyo. La metropolitana di Città del Messico è anche la più estesa di tutta l'America Latina.
Lungo le linee 1, 2, 3, 4, 5, 6, 7, 8, 9 e B della metropolitana corrono treni con pneumatici in gomma, con alimentazione dal binario, mentre lungo la linea A e 12, corrono treni con ruote in ferro, con alimentazione a catenaria.
La metropolitana di Città del Messico è assediata da venditori ambulanti di dolci o di prodotti contraffatti, specialmente CD e DVD. Su tutte linee durante determinate ore del giorno i primi due vagoni dei treni, (o gli ultimi due, dipendendo dalla linea), sono riservati a donne e bambini.
Nel dicembre 2006, è stata approvata la costruzione della linea 12 (detta anche Linea del Bicentenario) che servirà meglio la zona sud della città. La linea è stata inaugurata nel 2011, dopo quasi quattro anni di lavori, al 2025, era in corso di espansione per collegarsi con la linea 1 alla stazione di Observatorio.

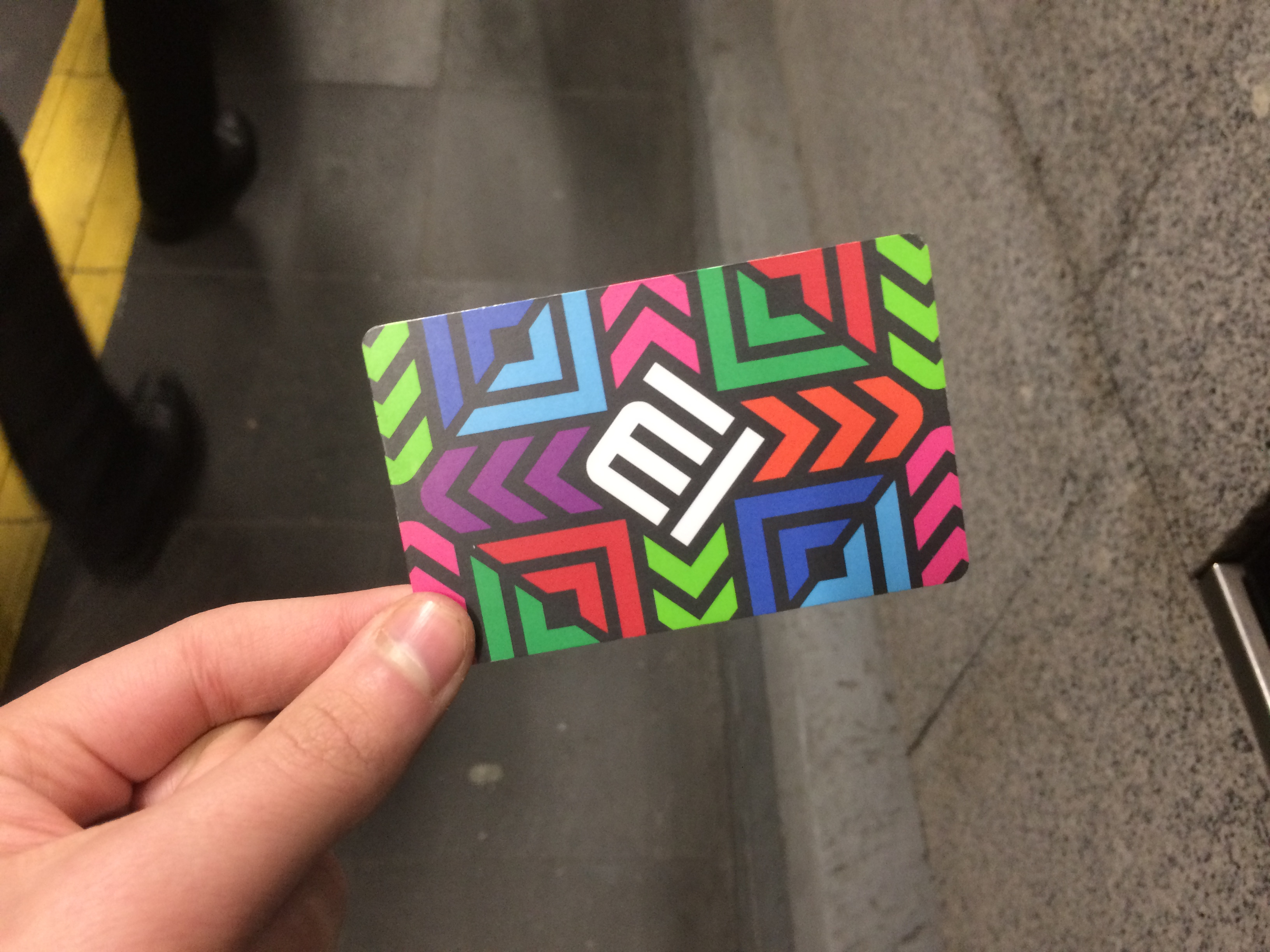
Tarjeta de Movilidad Integrada

| Linea                                        | Capolinea                        | Lunghezza | Stazioni | Anno di Costruzione | Passeggeri* |
| -------------------------------------------- | -------------------------------- | --------- | -------- | ------------------- | ----------- |
|                                              | Observatorio ↔ Pantitlán         | 18,828 km | 20       | 1969-1984           | 16.65       |
|                                              | Cuatro Caminos ↔ Tasqueña        | 23,431 km | 24       | 1970-1984           | 20.71       |
|                                              | Indios Verdes ↔ Universidad      | 23,609 km | 21       | 1970-1983           | 21.29       |
|                                              | Santa Anita ↔ Martín Carrera     | 10,747 km | 10       | 1981-1982           | 9.36        |
|                                              | Politécnico ↔ Pantitlán          | 15,675 km | 13       | 1981-1982           | 14.43       |
|                                              | El Rosario ↔ Martín Carrera      | 13,947 km | 11       | 1983-1986           | 11.43       |
|                                              | El Rosario ↔ Barranca del Muerto | 18,784 km | 14       | 1984-1988           | 17.01       |
|                                              | Garibaldi ↔ Constitución de 1917 | 20,078 km | 19       | 1994                | 17.68       |
|                                              | Tacubaya ↔ Pantitlán             | 15,375 km | 12       | 1987-1988           | 11.03       |
|                                              | Pantitlán ↔ La Paz               | 14,893 km | 10       | 1991                | 14.89       |
|                                              | Buenavista ↔ Ciudad Azteca       | 23,722 km | 21       | 1999-2000           | 20.28       |
|                                              | Tláhuac ↔ Mixcoac                | 20,278 km | 23       | 2007-2011           | 20.28       |
| *Passeggeri trasportati in milioni anno 2022 |                                  |           |          |                     |             |

#### Autobus, metropolitana leggera, metrobus, filobus e Cablebús

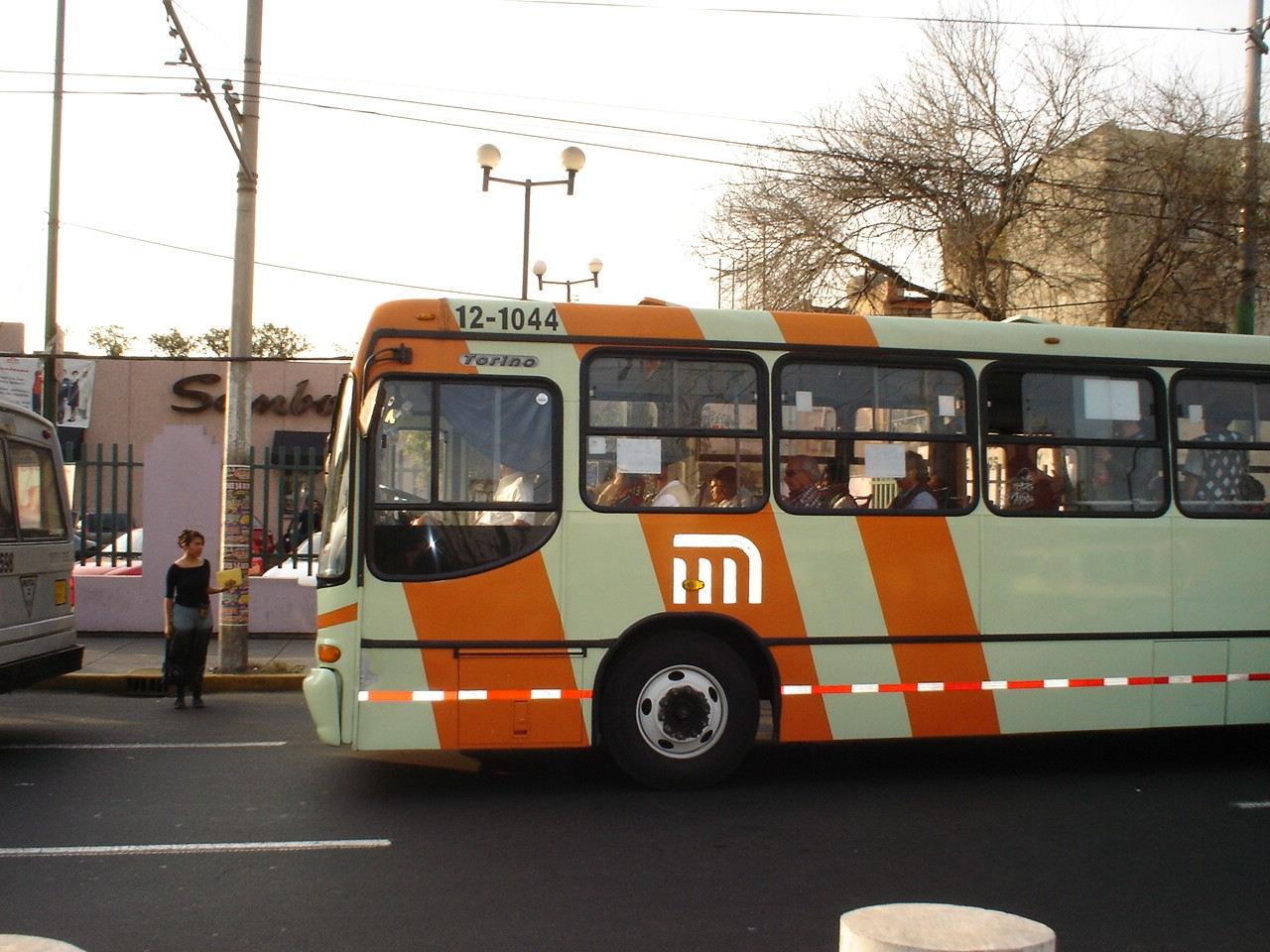
Autobus della RTP

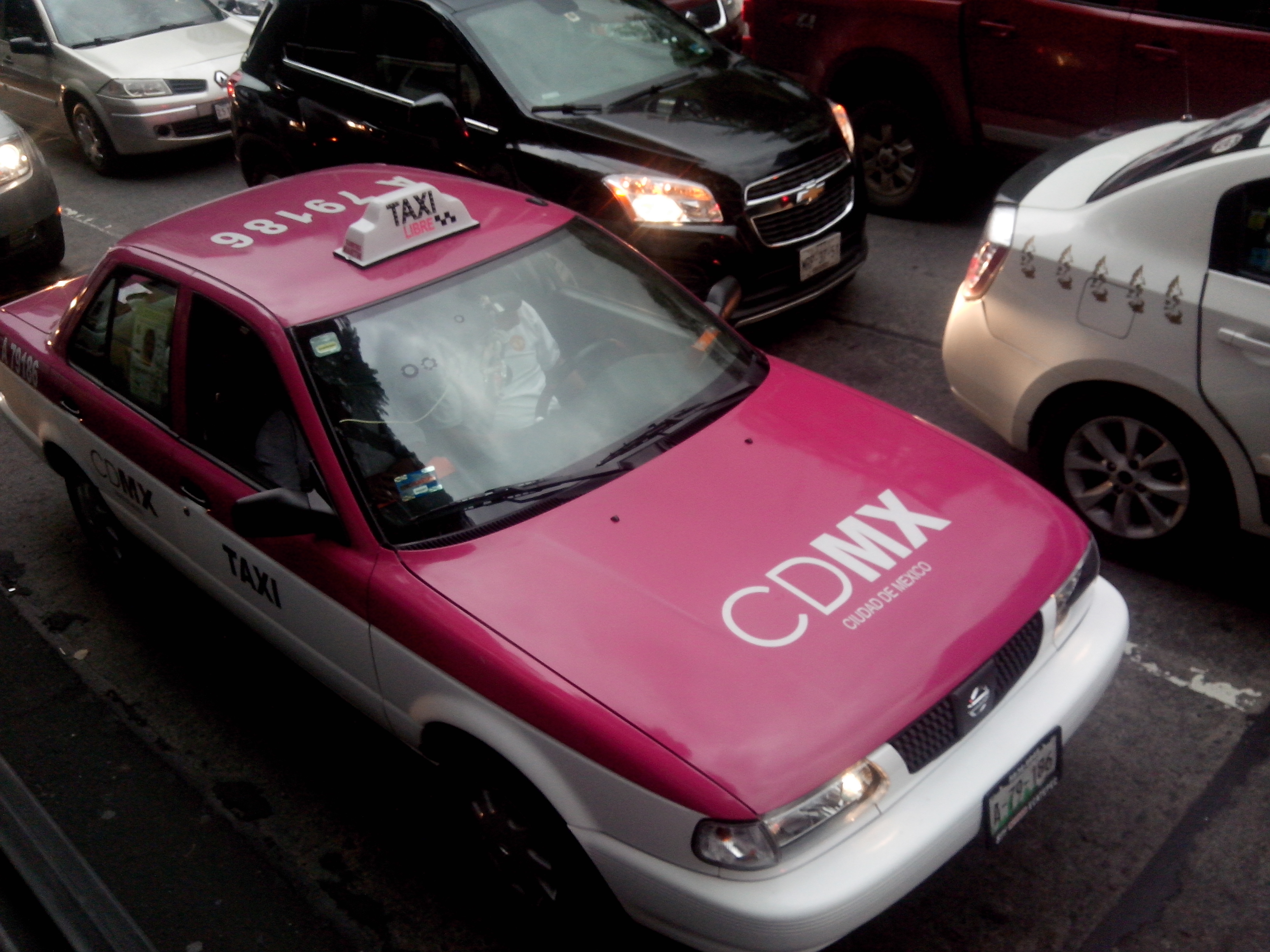
Nuovi colori dei taxi di Città del Messico nel 2025

Il sistema della metropolitana è affiancato in diverse stazioni dalla Rete di Trasporto Passeggeri (RTP) che presta servizio attraverso gli autobus, con circa 88 rotte che trasportano quotidianamente circa 260 000 passeggeri. Oltre a queste due imprese, il governo della città amministra il Sistema di Trasporti Elettrici (STE), che si occupa della operatività delle dodici linee di filobus, della metropolitana leggera di Città del Messico e del Metrobus. Essendo imprese governative, La Metropolitana, la RTP e il STE ricevono nutriti sussidi governativi che riescono a mantenere le tariffe di quasi tutti i servizi entro i 5,00 MXN, l'equivalente di circa 0,22 €, (per le linee del Metrobus la tariffa è di 6,00 MXN, tranne che per la linea 4 San Lázaro-Aeropuerto, che ha un costo di 30 MXN). Il 19 novembre 2009 è stata approvata la costruzione della linea 3 del Metrobus che correrà lungo l'Eje 1 Poniente, i lavori sono iniziati a marzo 2010 e terminati l'8 de febbraio 2011, con un costo di 2,894 milioni di MXN. Da allora il sistema è stato notevolmente ampliato, al 2025 sono in funzione 7 linee di Metrobus. I filobus hanno un costo che varia da 3 MXN (linea 7 Università-CETRAM Periférico Oriente), a 7 MXN (linea 12 Perisur-Tasqueña). Dal marzo 2021 è entrato in funzione il nuovo sistema di funivie noto come "Cablebús", con attualmente tre linee. Tutto il sistema si paga solo con la tessera ricaricabile denominata Tarjeta de Movilidad Integrada, che dal 2020 ha sostituito i biglietti cartacei di corsa singola. Non esiste nessuna forma di abbonamento.
Oltre alle tre imprese pubbliche di trasporto presenti, esiste a Città del Messico una imponente flotta di autobus urbani, conosciuti come peseros o microbuses. Questi sono divisi in oltre cento rotte, lasciate in concessione, e supervisionate dalla Segreteria del trasporto e della viabilità del distretto federale. Nel 2002 la segreteria del trasporto del distretto federale registrava 27.928 veicoli per il trasporto collettivo e 105.000 taxi.
Filobus

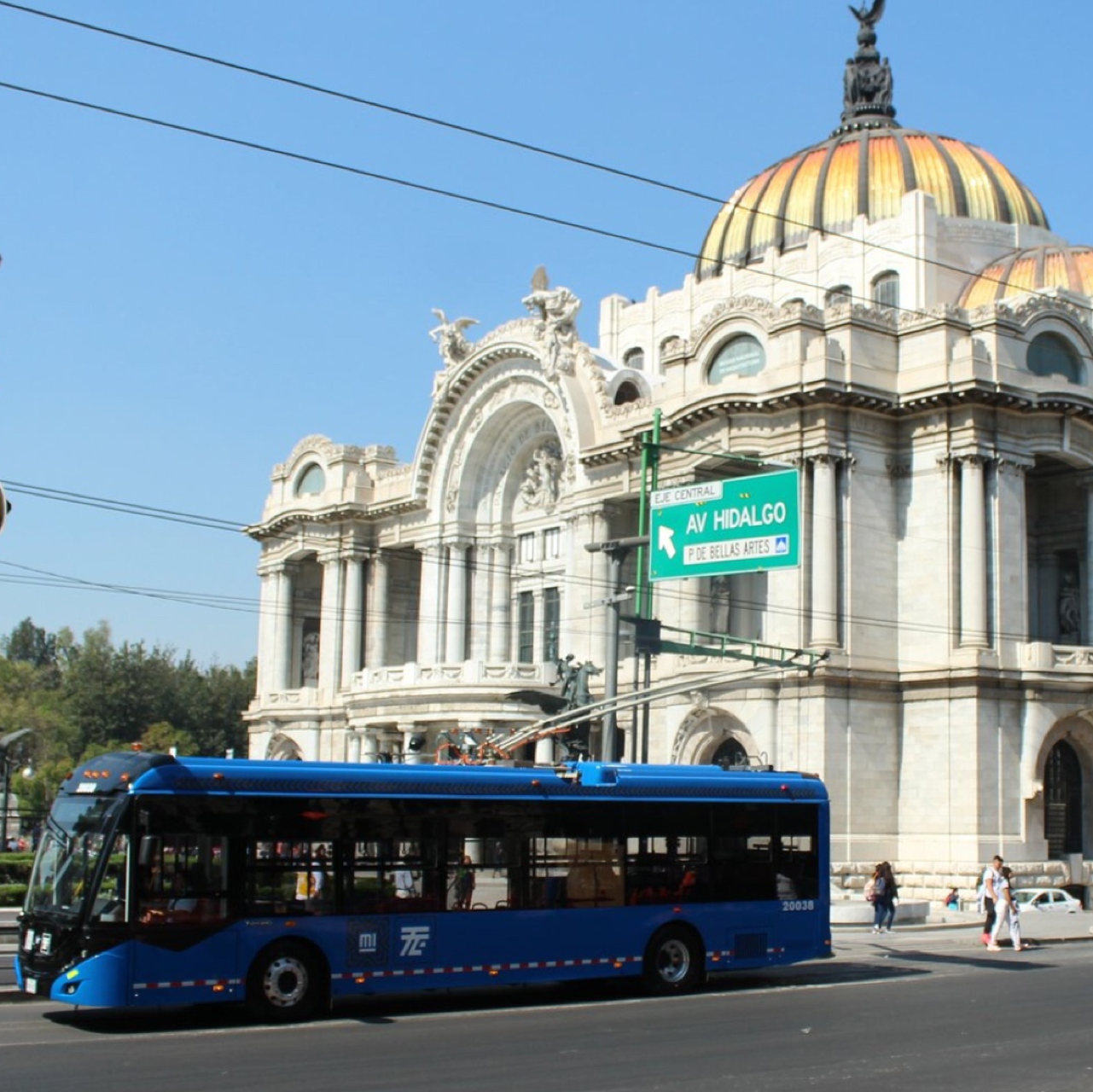
Filobus della Linea 1 di fronte al Palacio de Bellas Artes nel 2019

La prima linea di filobus, (comunemente chiamati Trolley), venne inaugurata a Città del Messico il 9 marzo 1951, da allora il sistema è stato ampliato e oggi ha 12 linee che fanno parte del Sistema de Movilidad Integrada, insieme alla Metropolitana e al Metrobus. I filobus hanno sostituito parte dei percorsi della vecchia tranvia dopo la sua dismissione. A differenza del Metro, tutte le linee e gli stessi filobus, hanno un solo colore identificativo: blu.
| Linea | Km    | Percorso                                         | Vecchia numerazione | Tariffa MXN | Orario        |
| --- | ----- | ------------------------------------------------ | ------------------- | ----------- | ------------- |
| | 36.6  | Central del Norte ↔ Central del Sur Tasqueña     | A                   | 4 - 7*      | 00:00 - 24:00 |
| | 18.0  | Chapultepec ↔ Pantitlán                          | S                   | 4 - 7*      | 05:00 - 00:00 |
| | 12.3  | San Andrés Tetepilco ↔ Mixcoac                   | D                   | 4 - 7*      | 05:00 - 00:00 |
| | 44.9  | Boulevard Puerto Aéreo ↔ El Rosario              | G                   | 4 - 7*      | 05:00 - 00:00 |
| | 26.14 | San Felipe de Jesús – La Diana                   | LL                  | 4 - 7*      | 05:00 - 00:00 |
| | 30.2  | El Rosario ↔ Chapultepec                         | I                   | 4           | 05:00 - 23:45 |
| | 24.5  | Ciudad Universitaria ↔ CETRAM Periférico Oriente | K1                  | 3           | 05:00 - 23:30 |
| | 11.0  | Circuito Politécnico (Zacatenco ↔ Zacatenco)     | CP                  | 4           | 06:00 - 22:20 |
| | 10.0  | Villa de Cortés ↔ Tepalcates                     | M                   | 4 - 7*      | 05:00 - 00:00 |
| | 8.0   | Constitución de 1917 ↔ Acahualtepec              | -                   | 7           | 05:00 - 00:00 |
| | 18.5  | Chalco de Díaz Covarrubias ↔ Santa Marta         | -                   | 7           | 05:00 - 00:00 |
| | 14.6  | Perisur ↔ Tasqueña                               | -                   | 7           | 05:00 - 00:00 |
| *: La tariffa più elevata è la notturna per le linee attive 24 ore al giorno o dalle 23:01 alle 04:59 per le altre. |       |                                                  |                     |             |               |

Cablebús

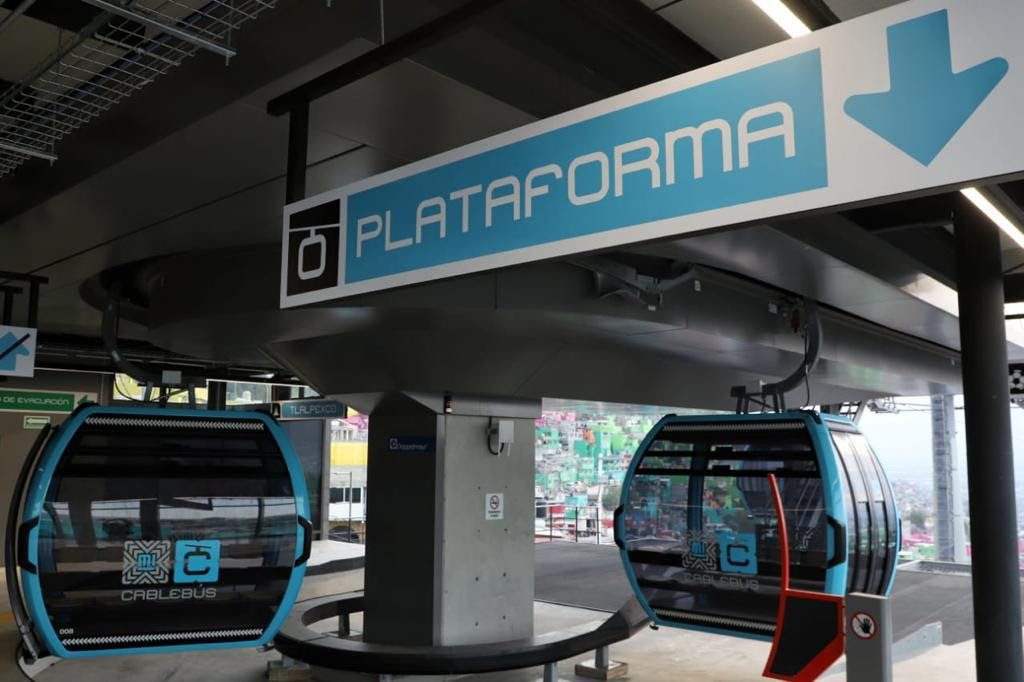
Inaugurazione del Cablebús linea 1A Campos Revolución-Tlalpexco

Il Sistema de Transporte Público Cablebús, noto come Cablebús, è un nuovo sistema di trasporto in funivia che serve le zone più elevate di Città del Messico, presentato il 7 febbraio 2019, la prima linea è entrata in funzione il 4 marzo 2021. Attualmente, (2025) dispone di tre linee non collegate tra loro, in quanto situate in tre punti differenti della città. Anche questo sistema si paga solo con la tessera ricaricabile Tarjeta de Movilidad Integrada. Il costo è di 7 MXN a tratta. La linea A è una diramazione della linea . Come nel caso dei filobus, tutte le linee e le cabine, hanno un solo colore identificativo: azzurro.
| Linea | Km   | Percorso                                    | Stazioni    | Apertura          | Orari di funzionamento |
| ----- | ---- | ------------------------------------------- | ----------- | ----------------- | --- |
| A     | 9.2  | Campos Revolución-Tlalpexco                 | 2           | 4 marzo 2021      | Gli orari sono uguali per tutte le linee: lunedì-venerdì dalle 5:00 alle 23:00 sabato dalle 6:00 alle 23:00 domenica dalle 7:00 alle 23:00. |
|       | 9.2  | Indios Verdes-Cuautepec                     | 6           | 11 luglio 2021    | Gli orari sono uguali per tutte le linee: lunedì-venerdì dalle 5:00 alle 23:00 sabato dalle 6:00 alle 23:00 domenica dalle 7:00 alle 23:00. |
|       | 10.6 | Constitución de 1917-Santa Marta            | 7           | 8 agosto 2021     | Gli orari sono uguali per tutte le linee: lunedì-venerdì dalle 5:00 alle 23:00 sabato dalle 6:00 alle 23:00 domenica dalle 7:00 alle 23:00. |
|       | 5.42 | Los Pinos / Constituyentes-Vasco de Quiroga | 6           | 24 settembre 2024 | Gli orari sono uguali per tutte le linee: lunedì-venerdì dalle 5:00 alle 23:00 sabato dalle 6:00 alle 23:00 domenica dalle 7:00 alle 23:00. |
| 4     | ?    | Magdalena Contreras-Tlalpan                 | Da definire | Da definire       | Gli orari sono uguali per tutte le linee: lunedì-venerdì dalle 5:00 alle 23:00 sabato dalle 6:00 alle 23:00 domenica dalle 7:00 alle 23:00. |

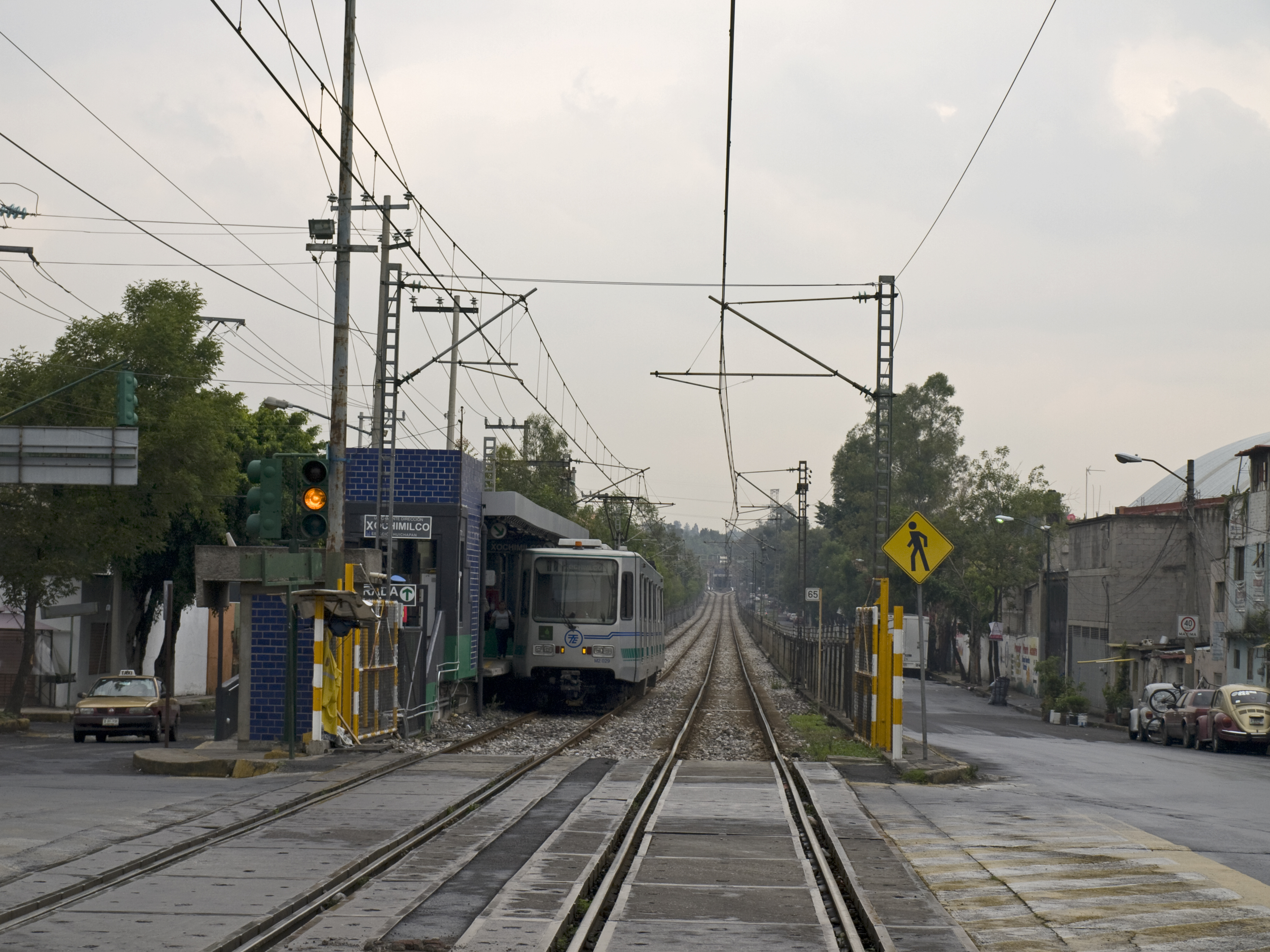
Stazione Huichapan del Tren Ligero

Metropolitana leggera o Tren ligero de la Ciudad de México
Inaugurato nel 1986, in sostituzione della vecchia linea di tram, il Tren ligero de la Ciudad de México è una linea ferroviaria che da servizio nella zona sud della città. Attualmente (2025), il servizio è formato da una sola linea di 13,04 km, fino al 1990 esisteva una diramazione, dalla stazione Huipulco a Torriello Guerra, chiusa "temporalmente" per lavori di ammodernamento e tutt'oggi chiusa. Anche questo sistema si paga solo con la tessera ricaricabile Tarjeta de Movilidad Integrada. Il costo è di 3 MXN. La linea e i treni, hanno due colori identificativi: azzurro su fondo bianco. La linea conta con 18 stazioni. Nel 2020, il Ministero dei Trasporti e delle Comunicazioni ha annunciato il progetto della Linea 2 del Tren Ligero, che andrà dalla Stazione Buenavista di Città del Messico a Río Hondo (Naucalpan), nello Stato del Messico, seguendo una parte del tracciato della vecchia ferrovia per Cuernavaca oggi smantellata.
| Linea | km    | Percorso                  | Stazioni | Apertura       | Chiusura | Tariifa | Orario di servizio                                                    |
| ----- | ----- | ------------------------- | -------- | -------------- | -------- | ------- | --------------------------------------------------------------------- |
|       | 13,04 | Taxqueña-Xochimilco       | 18       | 1º agosto 1986 | In uso   | 3 MXN   | lunedì-venerdì: 05:00-23:30 sabato: 06:00-23:30 domenica: 07:00-23:30 |
| A     | 2,02  | Huipulco-Torriello Guerra | 4        | 1986           | 1990     | -       | Chiusa                                                                |
| 2     | ?     | Buenavista-Río Hondo      | ?        | Da definire    | -        | -       | -                                                                     |

### Trasporti extraurbani
Autobus a lunga percorrenza: 

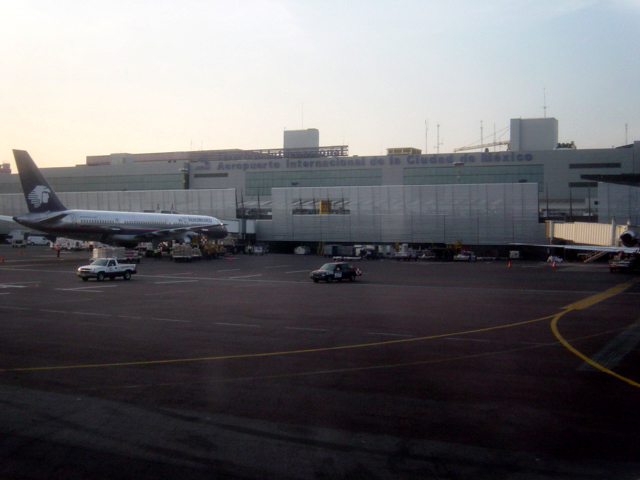
Terminal 2 dell'Aeroporto Internazionale di Città del Messico, Benito Juarez

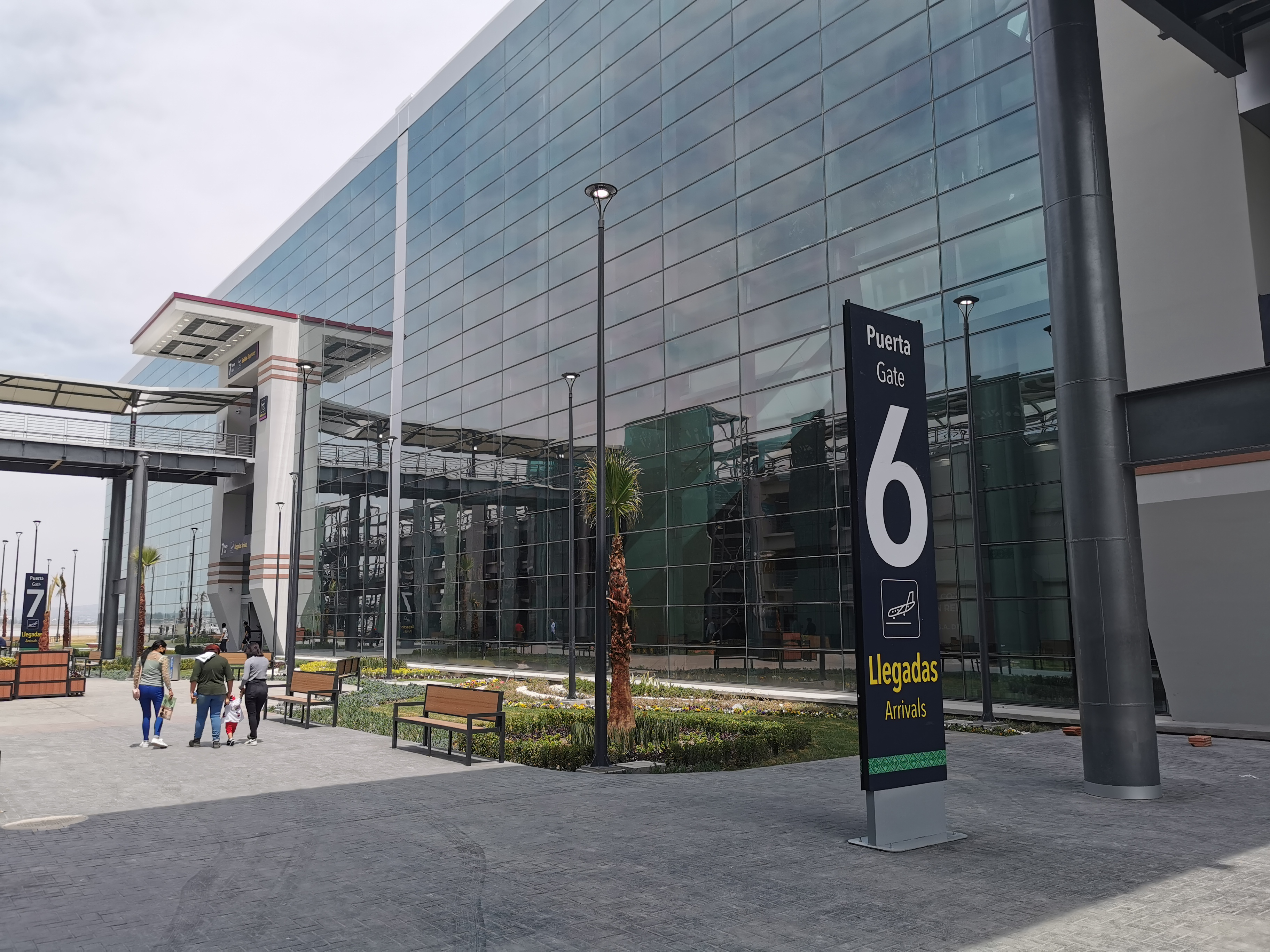
Terminal dell'Aeropuerto Internacional Felipe Ángeles (AIFA)

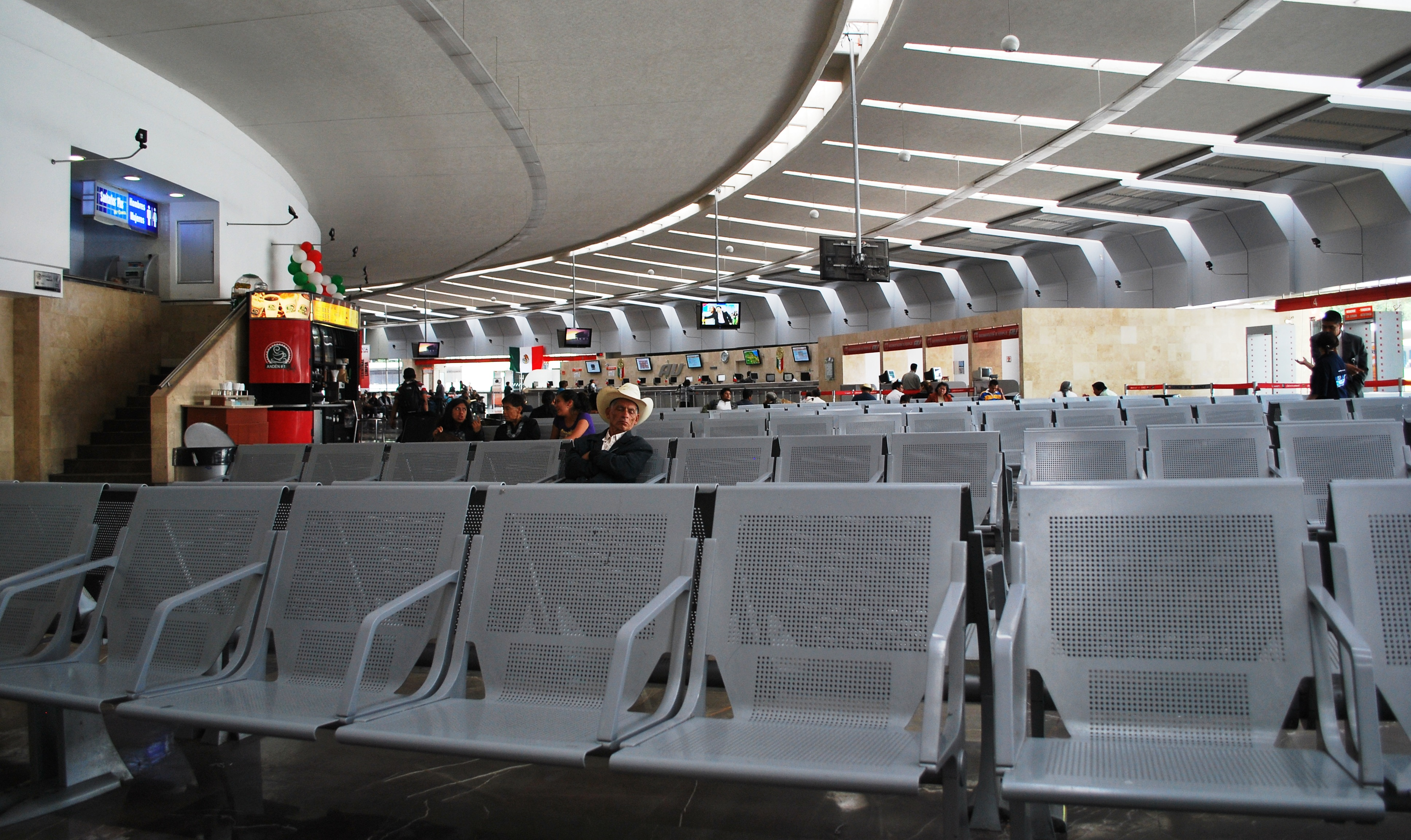
Interno del Terminal de Autobuses de Pasajeros de Oriente TAPO

Per il trasporto terrestre con il resto del paese, la città conta con quattro terminal di autobus extraurbani (Nord, Sud, Est, Ovest), da dove partono partono gli autobus a lunga percorrenza per 30 degli stati federati del Messico, (non vi sono corse per la Bassa California Sud) e anche alcune corse dirette per gli Stati Uniti. Per gli altri stati del Centro America è necessario cambiare a Tapachula in Chiapas. 
| Autostazione | Marciapiedi | Inaugurazione    | Metro | Area servita |
| --- | ----------- | ---------------- | ----- | --- |
| Terminal Central de Autobuses del Norte | 117         | 13 dicembre 1973 |       | Tutti gli stati del Nord, del Pacifico, Chihuahua, Sinaloa, Hidalgo, Regione del Bajío, Comaraca Lagunera e Stati Uniti. |
| Terminal de Autobuses de Pasajeros de Oriente (TAPO)                                                                                            | 173         | 21 novembre 1978 |       | Stati di: Puebla, Campeche, Chiapas, Guerrero, Hidalgo, Mexico, Morelos, Oaxaca, Penisola dello Yucatán, Veracruz.       |
| Terminal Central de Autobuses del Poniente (Observatorio)                                                                                       | 115         | Giugno 1979      |       | Stati di: Estado de Mexico, Città e Aeroporto di Toluca, Colima Aguascalientes, Michoacán, Morelos, Jalisco, Guerrero.   |
| Terminal Central de Autobuses del Sur (Tasqueña)                                                                                                | 35          | 1975             |       | Stati di: Guerrero, Morelos, Oaxaca, Puebla, Veracruz, San Luis Potosí, Nayarit, Zacatecas, Chiapas.                     |
| Per destinazioni nella Bassa California Sud è necessario cambiare a Tijuana o Ensenada nella Bassa California, partendo dal Terminal del Norte. |             |                  |       | |

NOTA: Metro L12  Observatorio al 2025 era ancora in costruzione.
Aereo:
L'Aeroporto Internazionale di Città del Messico, Benito Juarez, (AICM), (IATA: MEX), il più importante del Messico e di tutta l'America Latina. L'aeroporto è collegato con le principali capitali del Sud America, e con varie città di tutto il mondo; inoltre è collegato con tutti i principali aeroporti della Repubblica Messicana. Nel 2001, vista la ormai inadeguatezza del terminal si era progettata la costruzione di un nuovo scalo nell'area federale del lago di Texcoco, idea che venne presto accantonata dopo l'assassinio di un abitante di Atenco durante una manifestazione contro la costruzione del terminal. In sostituzione al nuovo scalo sono stati potenziati gli aeroporti delle città vicine ed è stata avviata la costruzione del Terminal 2 dell'Aeroporto di Città del Messico inaugurato nel gennaio del 2008. Il 21 marzo 2022, durante la presidenza di Andrés Manuel López Obrador, è stato inaugurato il nuovo aeroporto "Aeropuerto Internacional Felipe Ángeles (AIFA)", (IATA: NLU - OACI: MMSM), che serve sia Città del Messico a 44 km di distanza, sia la zona di Zumpango, a 20 km di distanza nell'Estado de Mexico.
Treno:
Nell'agosto 2006 è iniziata la costruzione del primo sistema ferroviario suburbano per passeggeri, chiamato treno suburbano della Valle del Messico, che dovrebbe ridurre le tre ore che al giorno d'oggi si impiegano per andare da Huehuetoca alla stazione Buenavista. Costituito da tre diverse linee, con lo scopo di connettere in maniera efficiente il centro della città con la parte più periferica dell'area metropolitana e con le zone limitrofe esterne ad essa, vanta al momento la prima linea, composta da sette stazioni e distinta dal colore rosso, inaugurata nel maggio 2008, che però arriva solo fino a Cuautitlán, il restante tratto fino a Huehuetoca, nonostante le varie promesse di costruirlo al 2025 è ancora in fase di stallo. Nel maggio 2025 la Presidenta del Messico, Claudia Sheinbaum, ha presentato un progetto di riattivazione del trasporto passeggeri, (che è stato soppresso nel 1999), la prima parte della linea, Mexico Buenavista-Nogales, dovrebbe essere inaugurata nel 2028.
| LINEA                                    | KM   | INAUGURAZIONE        | STATO DELLA LNEA                                                              | CONNESSIONI |
| ---------------------------------------- | ---- | -------------------- | ----------------------------------------------------------------------------- | ----------- |
| Mexico Buenavista-Cuautitlán             | 27   | 7 maggio 2008        | In servizio (in progetto estensione Cuautitlán-Huehuetoca)                    |             |
| Mexico Observatorio-Toluca-Zinacantepec  | 57   | 15 settembre 2023    | In servizio tratta Zinacantepec-Santa Fe in costruzione Santa Fe-Observatorio |             |
| México Buenavista-Querétaro              | 245  | maggio 2029 prevista | In costruzione                                                                |             |
| Mexico Buenavista-AIFA                   | 41   | agosto 2025 prevista | In costruzione                                                                |             |
| México Buenavista-Pachuca                | 92   | 2027 prevista        | In costruzione                                                                |             |
| México Buenavista-Guadalajara-Nogales    | 981  | 2030 prevista        | In costruzione                                                                |             |
| México Buenavista-Monterrey-Nuevo Laredo | 1143 | 2029 prevista        | In progetto                                                                   |             |
| México Buenavista-Ciudad Juarez          | 1971 | Non pianificata      | In progetto                                                                   |             |
| México Benavista-Puebla-Veracruz         | 680  | Non pianificata      | In progetto                                                                   |             |

NOTA: Metro L12  Observatorio al 2025 era ancora in costruzione.

## Amministrazione
Come sede dei poteri dell'Unione, Città del Messico, ha uno statuto diverso da tutti gli Stati del Messico. Si considera come un territorio che non appartiene a nessuno Stato ma a tutti nella stessa maniera. Tra il 1927 e 1997 il presidente della repubblica esercitava l'amministrazione del distretto attraverso il dipartimento del distretto federale, che era guidato da un reggente.
Nel 1993, lo status del distretto federale fu modificato con l'approvazione dello statuto del governo del distretto federale. Il presidente Carlos Salinas de Gortari il 26 luglio 1994 riconobbe il diritto ai cittadini della capitale di eleggere i propri rappresentanti. Nel 1997 per la prima volta gli abitanti della capitale poterono eleggere il capo del governo del distretto federale, anche se questo ha ancora facoltà limitate e le decisioni sono soggette al vaglio della presidenza.

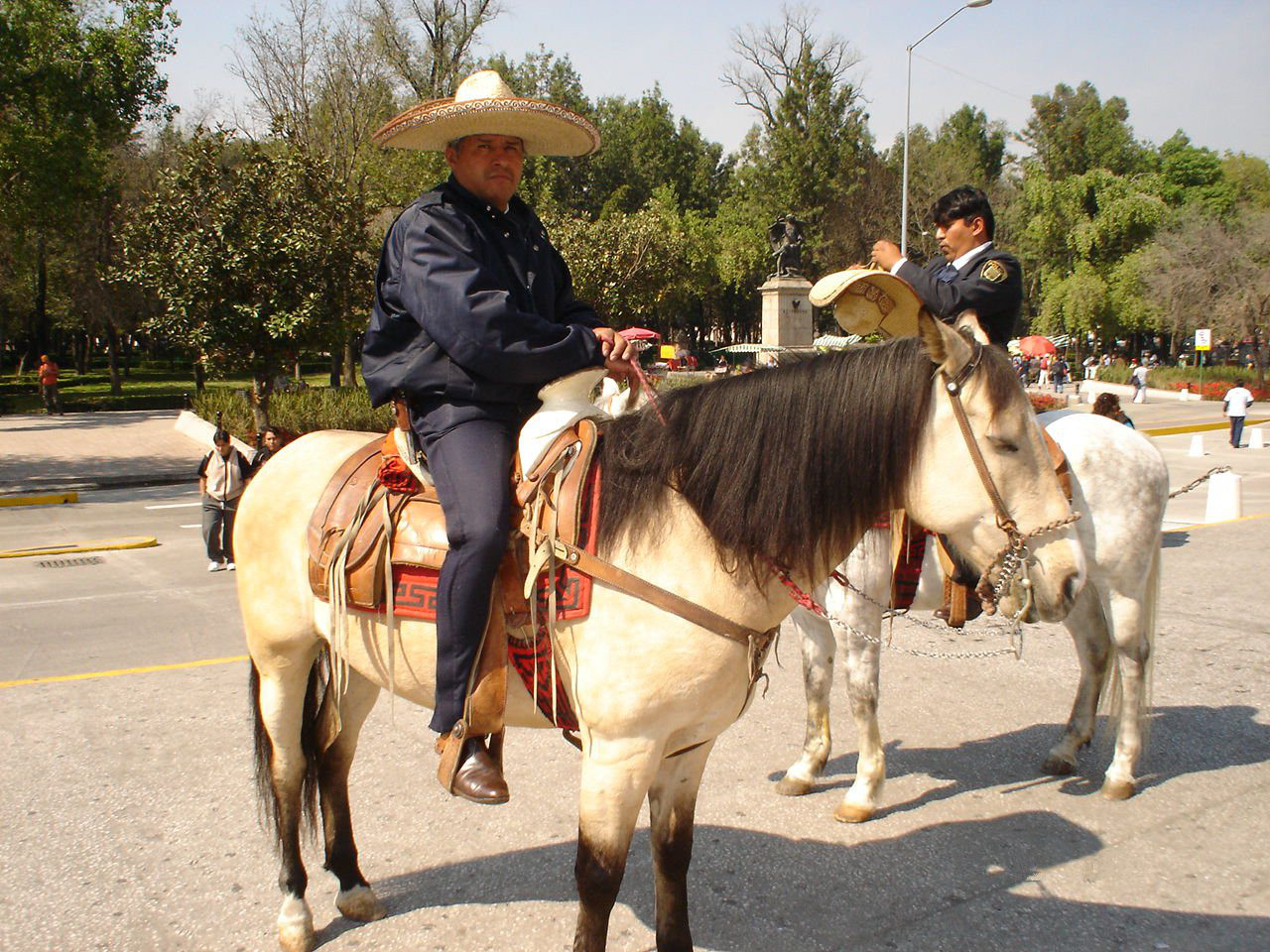
Polizia Charra nell'Alameda Central

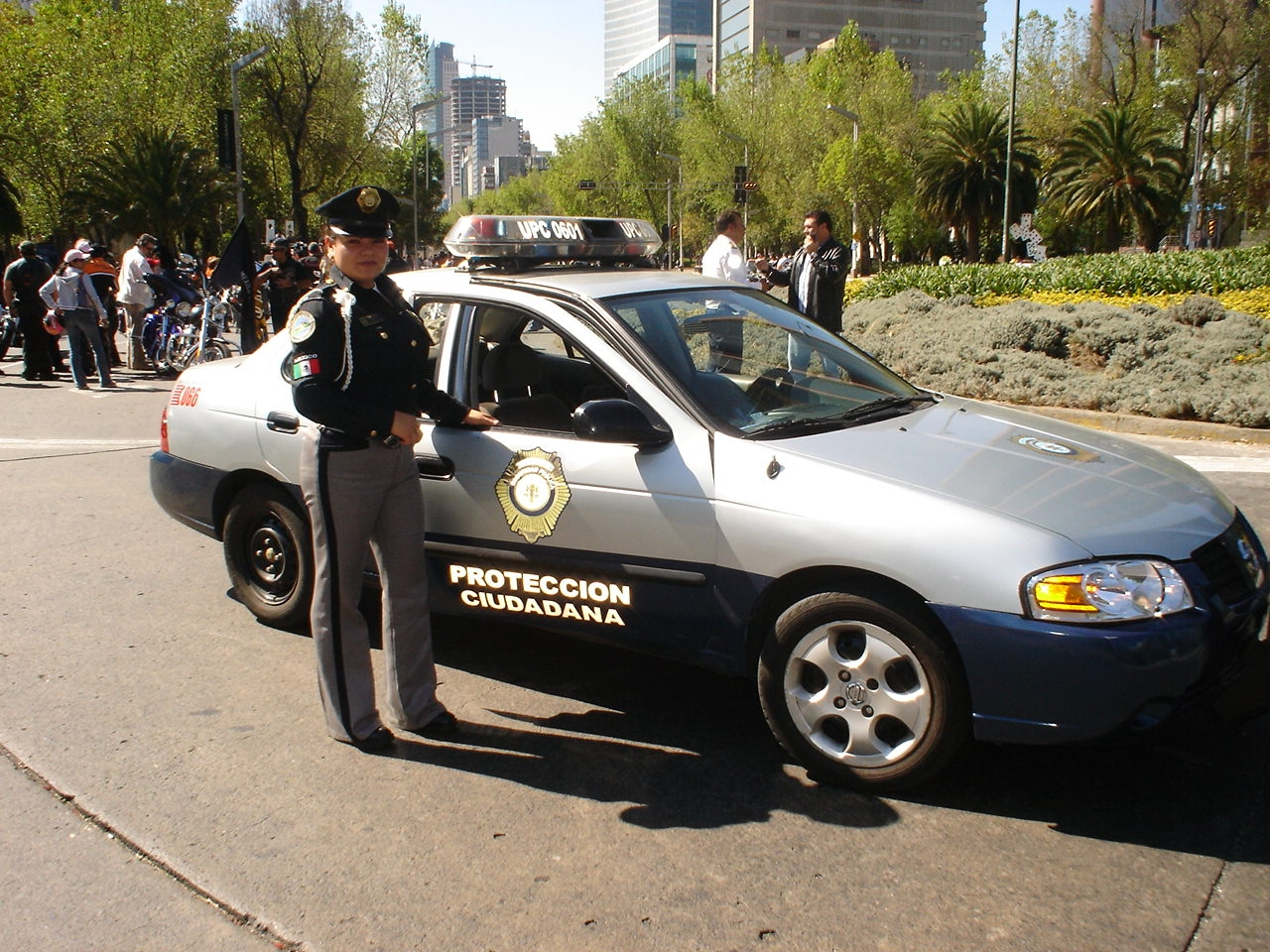
Polizia del D.F. nella vecchia livrea

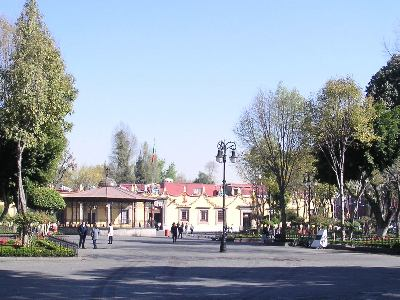
Edificio della delegazione Coyoacan

Nel parlamento il Distretto Federale è rappresentato come ogni altro Stato dell'unione. In Senato è rappresentato da 3 senatori 2 di maggioranza e 1 della prima opposizione, nella Camera dei deputati è rappresentato da un numero conseguente alla popolazione nell'ultima legislatura è rappresentato da 30 deputati.
L'Assemblea Legislativa del Distretto Federale è stata riformata nel 2017, assumendo il nome di: Congreso de la Ciudad de México il 17 settembre 2018. Come la precedente, il Congresso è costituito da 66 deputati, eletti per una durata di 3 anni, rieleggibili solo per un secondo periodo, 33 sono eletti a maggioranza relativa, e altri 33 a rappresentazione proporzionale, (deputati plurinominali).
La III Legislatura del Congreso de la Ciudad de México (2024-2027) è così formata:
| Partito | Partito                              | Coalizione                  | Area politica   | Deputati             | Deputati      | Deputati |
| Partito | Partito                              | Coalizione                  | Area politica   | Maggioranza relativa | Plurinominali | Totale   |
| ------- | ------------------------------------ | --------------------------- | --------------- | -------------------- | ------------- | -------- |
|         | Movimiento Regeneración Nacional     | Sigamos Haciendo Historia   | Centro sinistra | 14                   | 10            | 24/66    |
|         | Partido Acción Nacional              | Fuerza y Corazón por México | Centro destra   | 6                    | 9             | 15/66    |
|         | Partido Verde Ecologista de México   | Sigamos Haciendo Historia   | Centro sinistra | 7                    | 3             | 10/66    |
| AP      | Asociaciones parlamentarias          | Sigamos Haciendo Historia   | Centro sinistra | 4                    | 2             | 6/66     |
|         | Partido del Trabajo                  | Sigamos Haciendo Historia   | Sinistra        | 1                    | 3             | 4/66     |
|         | Movimiento Ciudadano                 | Nessuna (indipendente)      | Centro          | 0                    | 3             | 3/66     |
|         | Partido Revolucionario Institucional | Fuerza y Corazón por México | Centro          | 0                    | 2             | 2/66     |
|         | Partido de la Revolución Democrática | Fuerza y Corazón por México | Centro sinistra | 1                    | 1             | 2/66     |
| Totale  | Totale                               | Totale                      | Totale          | 33                   | 33            | 66       |

### Gemellaggi
Città del Messico è gemellata con
- Barcellona
- Berlino
- Buenos Aires
- Cadice
- Canton
- Cerro
- Chicago
- Cusco
- Quito
- Houston
- Istanbul
- Kiev

- L'Avana
- Los Angeles
- Madinat al-Kuwait
- Madrid
- Nagoya
- Parigi
- San Antonio de los Baños
- San Pedro Sula
- San José
- San Salvador
- Seul
- Tegucigalpa

## Sport

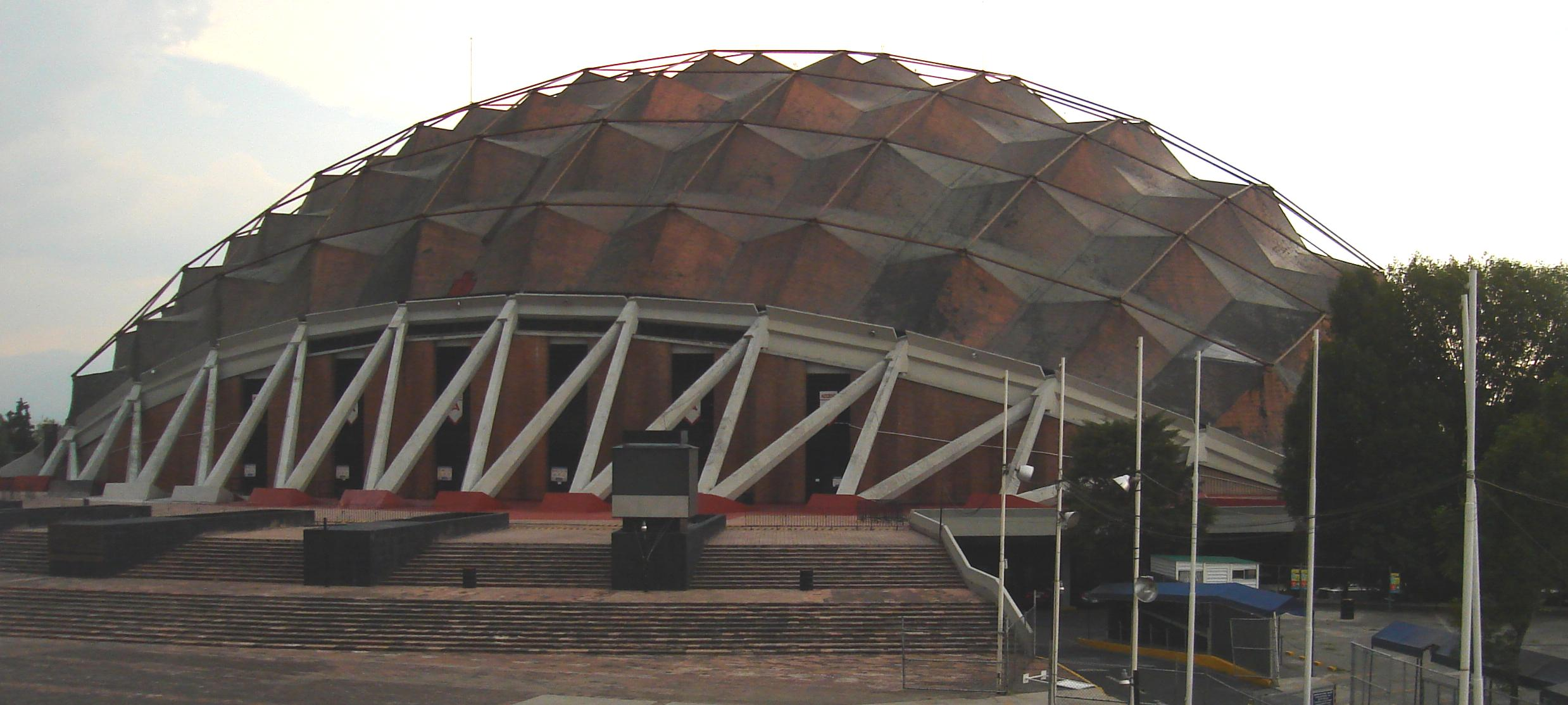
Palacio de los Deportes

A Città del Messico trovano sede alcune delle infrastrutture sportive più importanti del paese. È la sede del Comitato Olimpico Messicano, della Pan American Sports Organisation, (l'ente organizzatore dei giochi panamericani), della Scuola Nazionale di Educazione Fisica e della Scuola Nazionale di Allenatori Sportivi. Conta con vari impianti sportivi, il maggiore dei quali è la Città Sportiva della Magdalena Mixiuhca; dove sorge l'Autodromo Hermanos Rodríguez, il Foro Sol, il Palacio de los Deportes, il Velodromo Olimpico e la Sala delle Armi. In altre parti della città sorgono le piscine olimpiche, le palestre olimpiche la pista olimpica di canottaggio e tre stadi di calcio: il mitico Stadio Azteca, lo Stadio Azul e lo Stadio Olimpico Universitario.
Città del Messico ha organizzato nel 1968 i giochi della XIX Olimpiade, giochi che videro la miglior prestazione della squadra nazionale messicana, con un totale di nove medaglie. Il Messico ebbe la possibilità di ospitare i mondiali di Calcio del 1970, che verranno sempre ricordati per quella che venne in seguito definita la Partita del secolo ossia la semifinale tra Italia e Germania Ovest disputata allo Stadio Azteca.
Solo sedici anni più tardi nel 1986 in seguito al ritiro della candidatura Colombiana il Messico si ritrova ad ospitare i mondiali di calcio rendendo così Città del Messico la città ad aver ospitato il maggior numero di partite mondiali. Città del Messico è stata anche sede dei Giochi Panamericani (nel 1975 e nel 1955), dei Giochi Centroamericani e dei Caraibi (nel 1926, 1954, 1990 e 2014) e della Universiade del 1979.
La capitale messicana è sede di alcune importanti squadre della prima divisione della Liga mexicana de futbol: Club America, Cruz Azul, Pumas de la UNAM. Lo Stadio Azteca è sede del Club America e del suo club Associato Socio Aguila F.C., e raggiunge una capacità di 110 000 spettatori.
La NASCAR organizza dal 2005 la Busch Seriers races nell'autodromo Hermanos Rodriguez.
La città è stata sede del Gran Premio del Messico di Formula 1 dal 1963 al 1970, dal 1986 al 1992 e dal 2015 al 2019 ed è sede del Gran Premio di Città del Messico dal 2021, a seguito della cancellazione della gara nel 2020, a causa della pandemia di COVID-19.

### Impianti sportivi

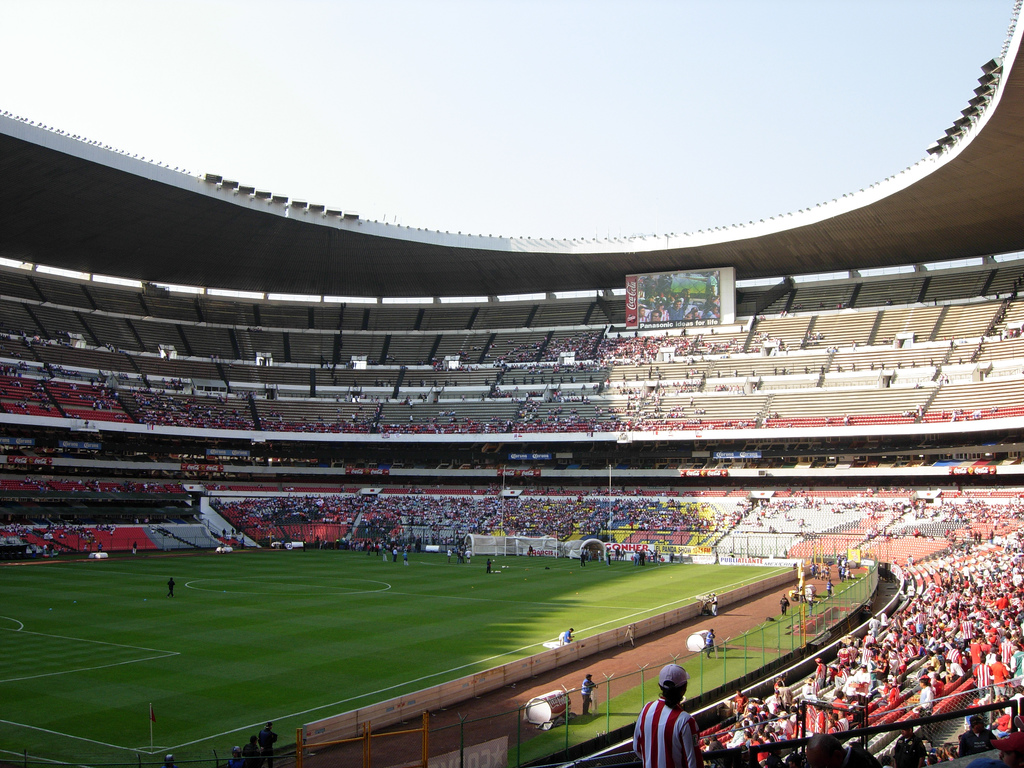
Stadio Azteca

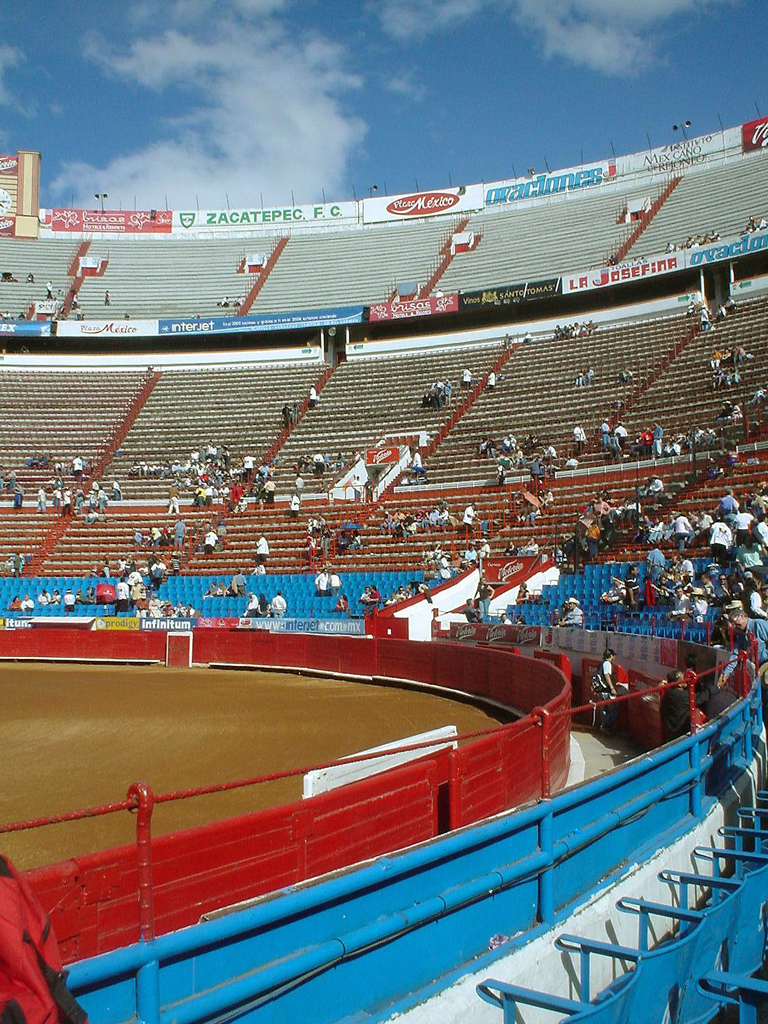
Plaza Mexico

- Arena México, dove hanno luoghi incontri di pugilato e spettacoli di pattinaggio sul ghiaccio.
- Autodromo Hermanos Rodríguez
- Stadio Azteca. È stato sede delle finali dei mondiali del 1970 e del 1986
- Stadio Azul
- Stadio olimpico universitario
- Foro Sol
- Palacio de los Deportes
- Plaza México. La tauromachia è ancora presente in Messico.
- Arena Coliseo, popolare arena di boxe e lotta libera.

## Altri nomi
Città del Messico è tradizionalmente conosciuta anche con il nome di la ciudad de los Palacios ("la città dei palazzi"), soprannome attribuitole dal Barone Alexander von Humboldt che visitò la città nel XIX secolo.
Durante il governo di López Obrador venne rinominata la ciudad de la Esperanza ("la città della speranza"). Recentemente, il nuovo sindaco Marcelo Ebrard ha voluto rimpiazzare il vecchio soprannome con Capital en movimiento ("capitale in movimento").
Più recentemente, in seguito all'approvazione dei matrimoni tra persone dello stesso sesso, Città del Messico è stata rinominata la città gaya dell'America Latina.
La città è colloquialmente chiamata Chilangolandia visto che gli abitanti sono anche chiamati chilango (anche se esattamente, con questo termine, si identificano gli immigrati provenienti dagli altri stati della Repubblica Messicana).
I residenti di Città del Messico sono propriamente chiamati capitalinos (in riferimento al fatto che la città è la capitale del Messico), e più recentemente sono stati definiti defeños (in riferimento all'abbreviazione postale di Distretto Federale D.F.).